# 日本におけるゲーム機戦争
日本におけるゲーム機戦争（にほんにおけるゲームきせんそう）では、日本国内における家庭用ゲーム機の販売競争について解説する。「ゲーム機戦争」という言葉は、ゲーム雑誌やメディアによって、販売競争を端的に表現した言葉として用いられる。

## 据え置き型ゲーム機

### 1970年代
1972年に世界初の家庭用ゲーム機であるマグナボックスの「オデッセイ」が発売された。初期の家庭用ゲーム機の多くはハードウェア自体にゲームが内蔵されているものが多かった。日本では1975年のテレビテニス（エポック社）が初の家庭用ゲーム機であり、1977年にカラーテレビゲーム15（任天堂）、TV JACK（バンダイ）、TV FUN（トミー工業）が発売された。
1977年に発売されたアタリの「Atari VCS」（Atari 2600）はロムカセット交換式のゲーム機で、アタリはゲーム機とゲームソフトの両方を製造・販売し、北米のゲーム機市場で成功を収めた。日本では同年に東洋物産など数社から約9万円程度で輸入販売されたが、高価な品であり、当時はまだキラータイトルも無かった。以降、多くのメーカーがゲーム機市場に参入した。日本でもカセット交換式のゲーム機が発売され、タカトクのビデオカセッティ・ロックをはじめ、TV JACKにもカセット式の「アドオン5000」などが加わったが、ソフトは日本国外のLSIだった。またVCSが1979年にエポック社から輸入販売されたときは同社の要望でインベーダーゲームが用意された。これが無かったらVCSは終わっていたと言われており、事実上のキラータイトルのような役割が見られた。

### 1980年代
1981年に発売されたエポック社のロムカセット式家庭用ゲーム機「カセットビジョン」は40万台から45万台を売り上げたとされ、日本のゲーム機市場でトップシェアとなった。
カセットビジョンの成功で1983年にはアルカディア・Atari 2800・カセットビジョンJr.・ファミリーコンピュータ・SG-1000・ぴゅう太Jr.・PV-1000・TVボーイ・オセロマルチビジョンなど安価なロムカセット式ゲーム機が多く登場した。その中で任天堂のファミリーコンピュータ（FC）が1984年からのサードパーティーの参入と1985年の『スーパーマリオブラザーズ』の大ヒットで急激にシェアを拡大し、他の競合機を突き放した。
セガは1984年にSG-1000のマイナーチェンジモデルであるSG-1000II、翌1985年にセガ・マークIIIを発売。エポック社も1984年にカセットビジョンの次世代機であるスーパーカセットビジョンを発売し、この頃はこの3社のシリーズが築いた時代と言われる。
1986年、任天堂は低コストでソフトを供給可能なファミリーコンピュータの周辺機器ディスクシステムを発売させる（一体型のツインファミコンもシャープから発売）。
1987年になるとファミリーコンピュータの一人勝ちとなり、多くのゲーム機が市場から撤退し、残ったハードはファミリーコンピュータとセガ・マークIIIのみとなった。同年にセガはセガ・マークIIIのマイナーチェンジモデルであるセガ・マスターシステムを発売した。

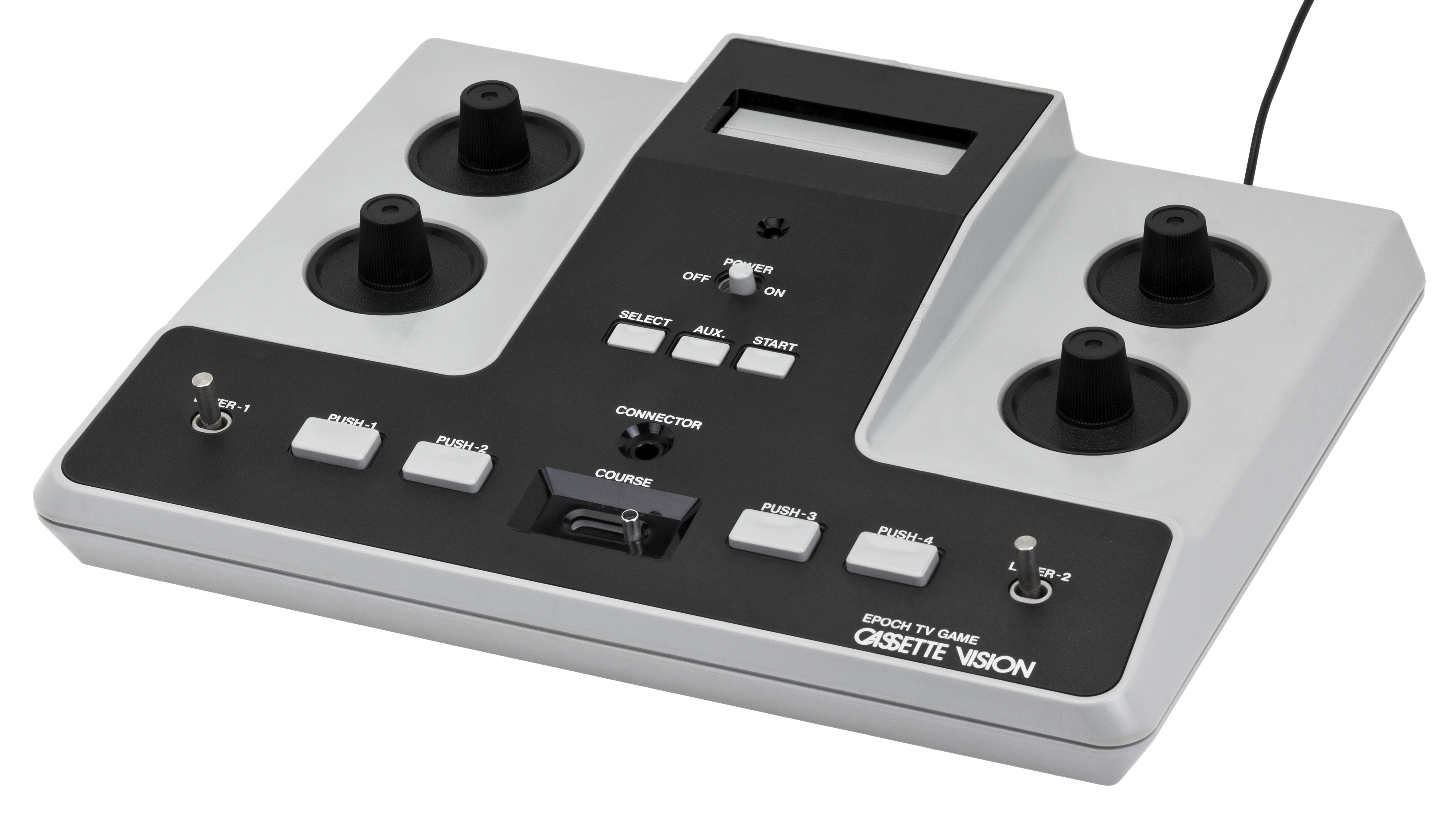
カセットビジョン
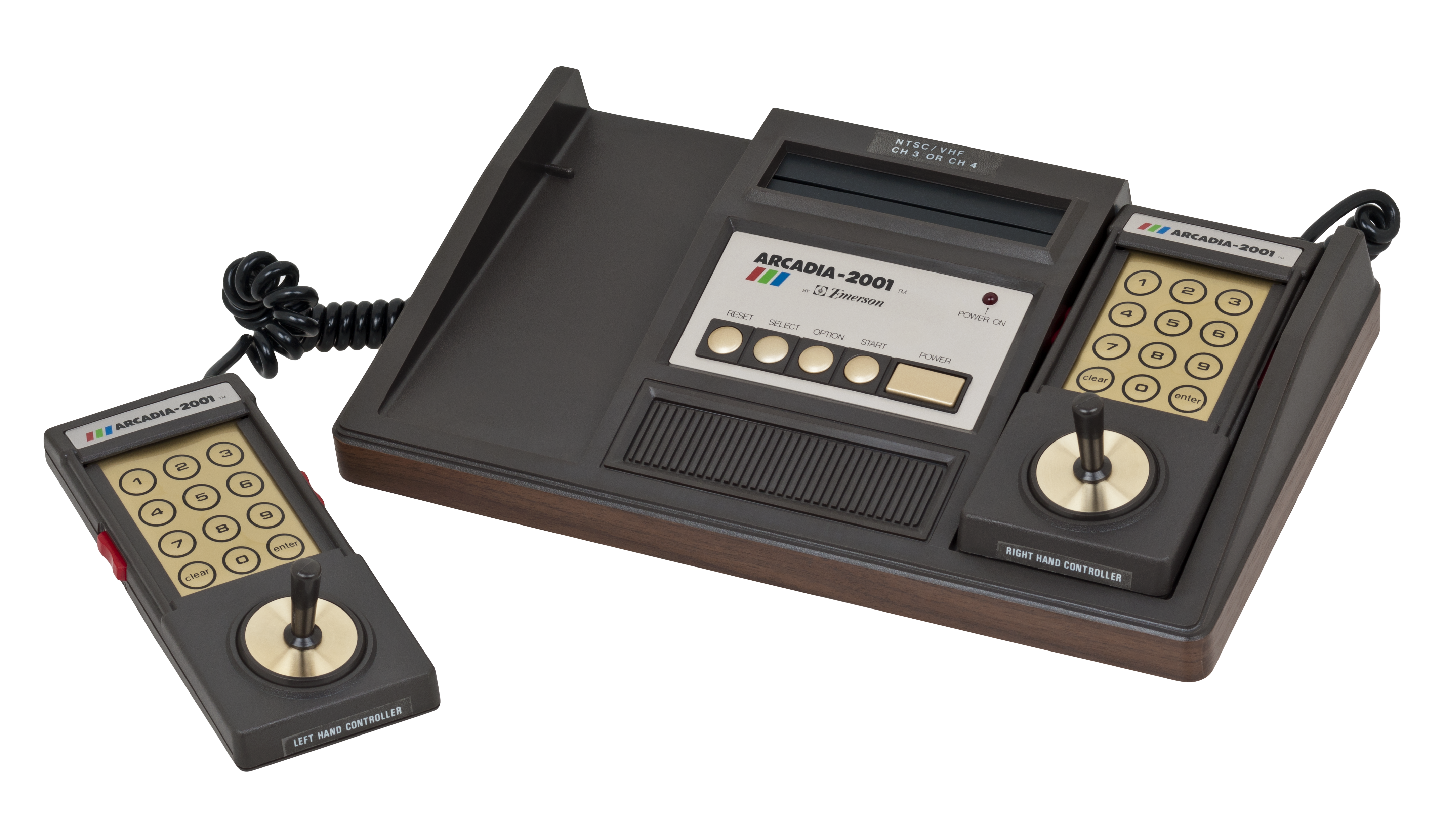
アルカディア
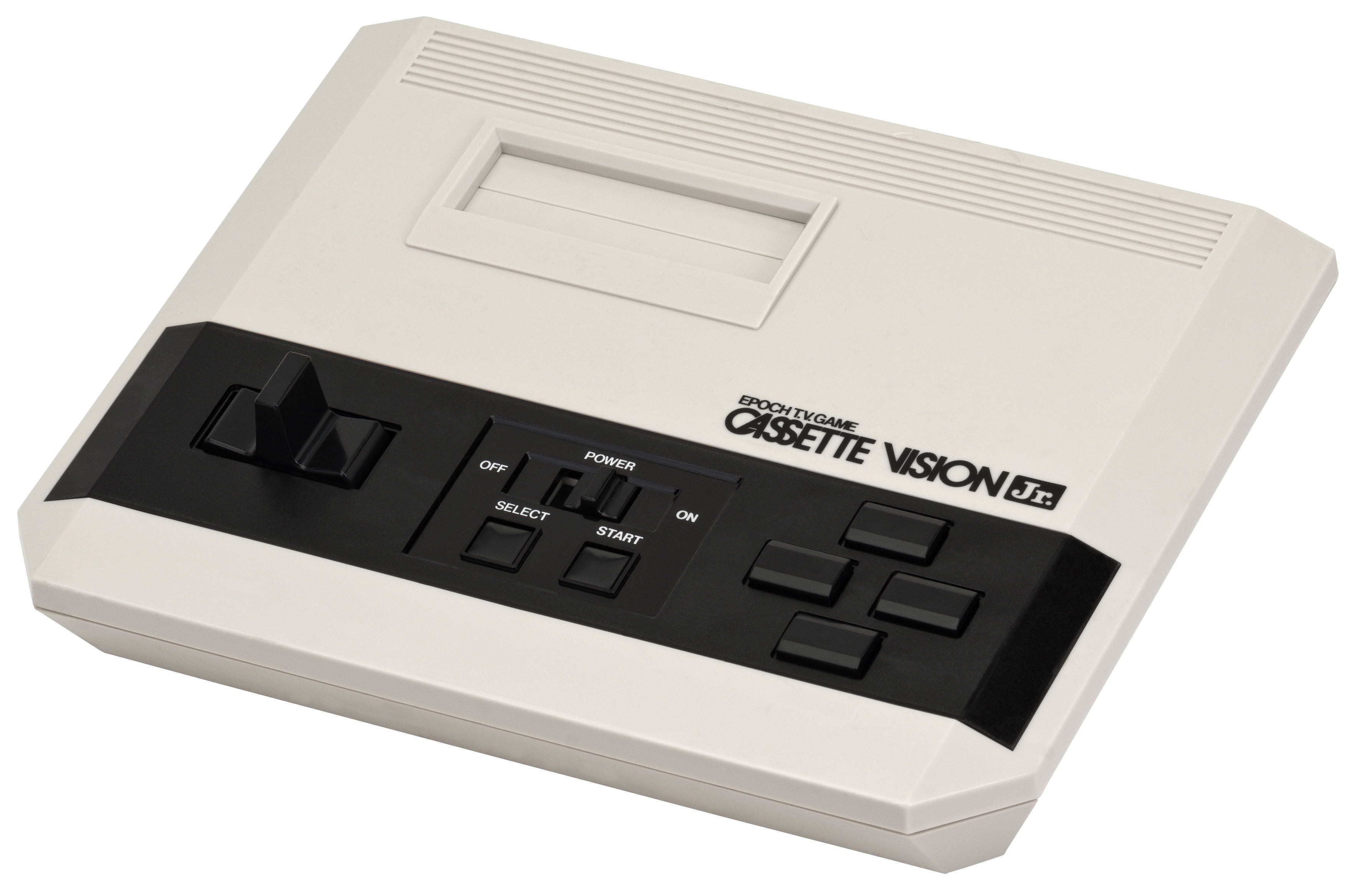
カセットビジョンJr.
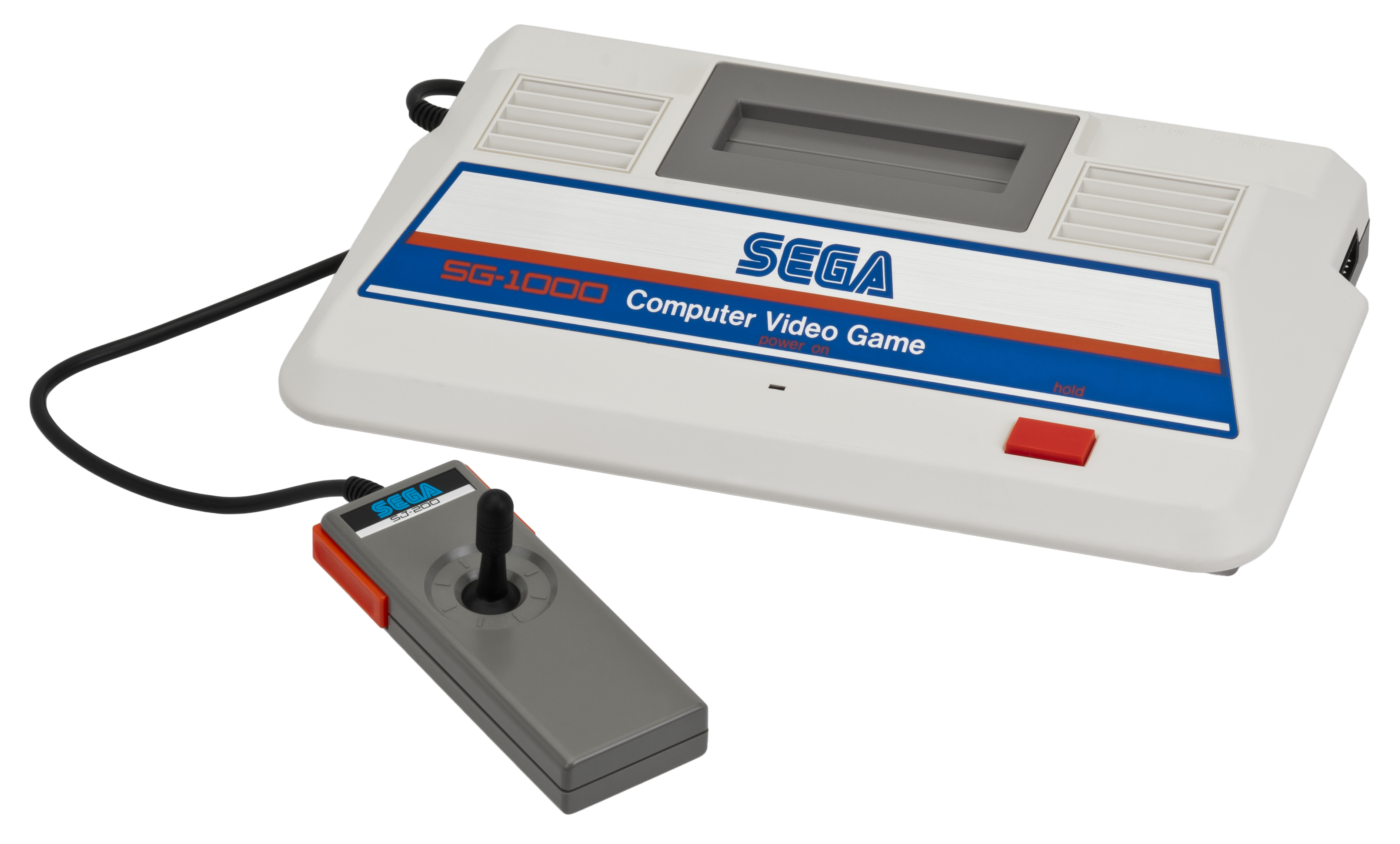
SG-1000
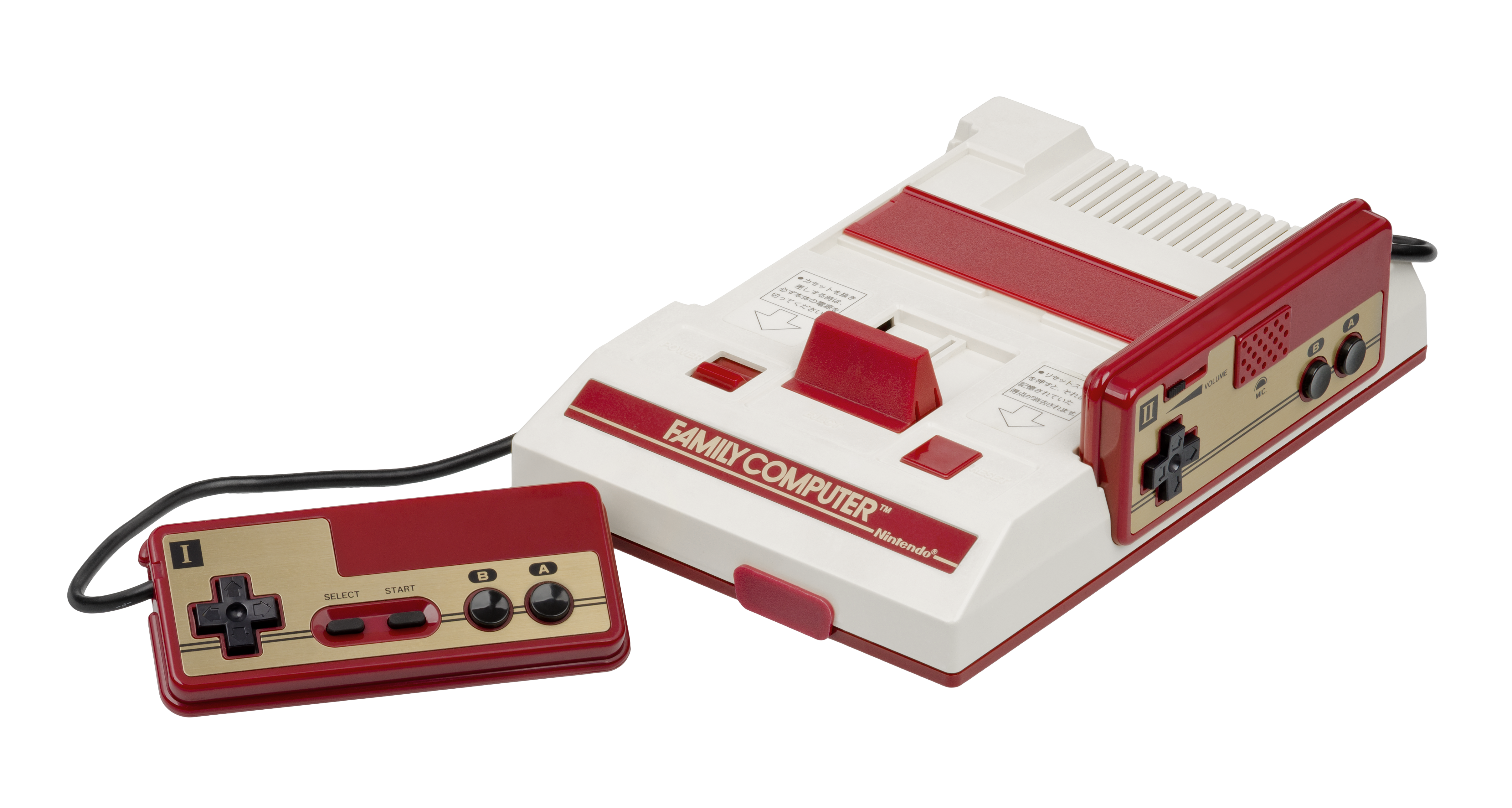
ファミリーコンピュータ
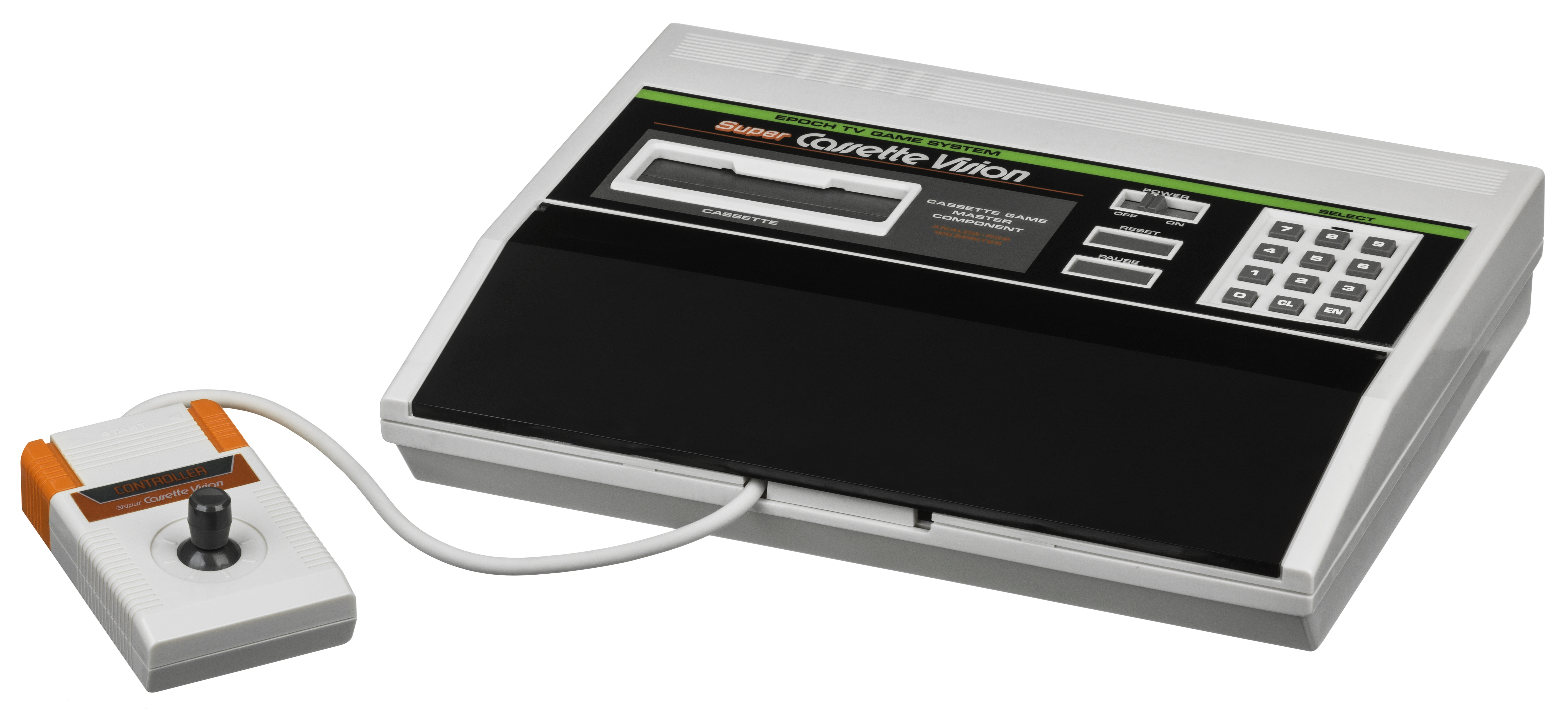
スーパーカセットビジョン
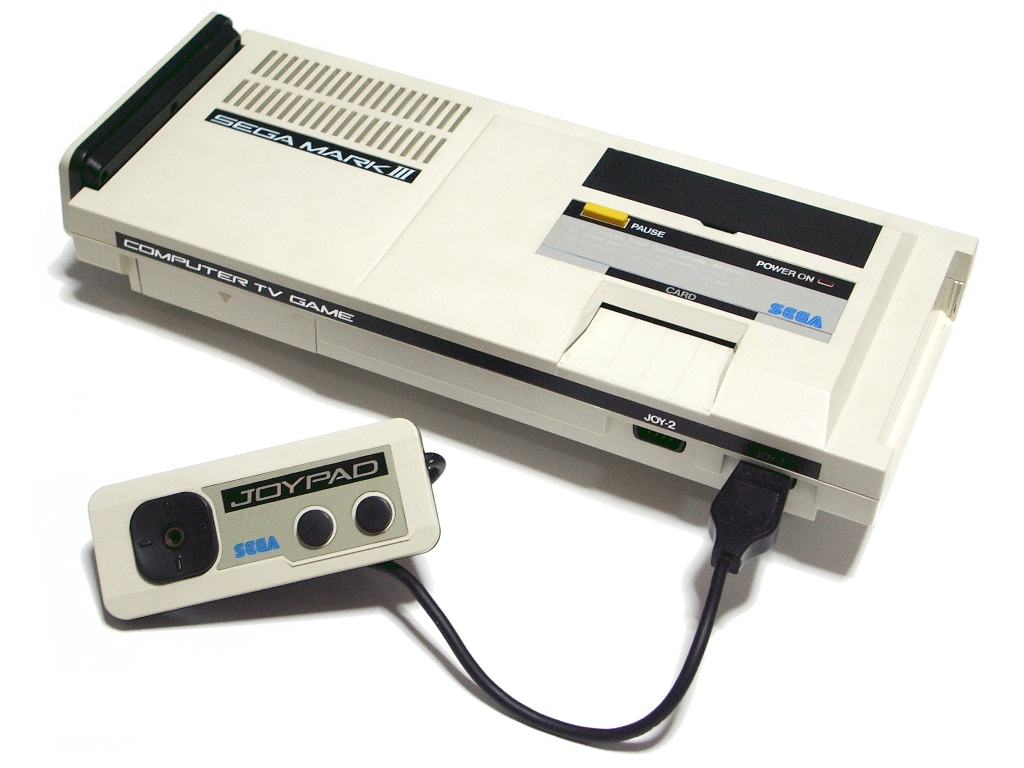
セガ・マークIII
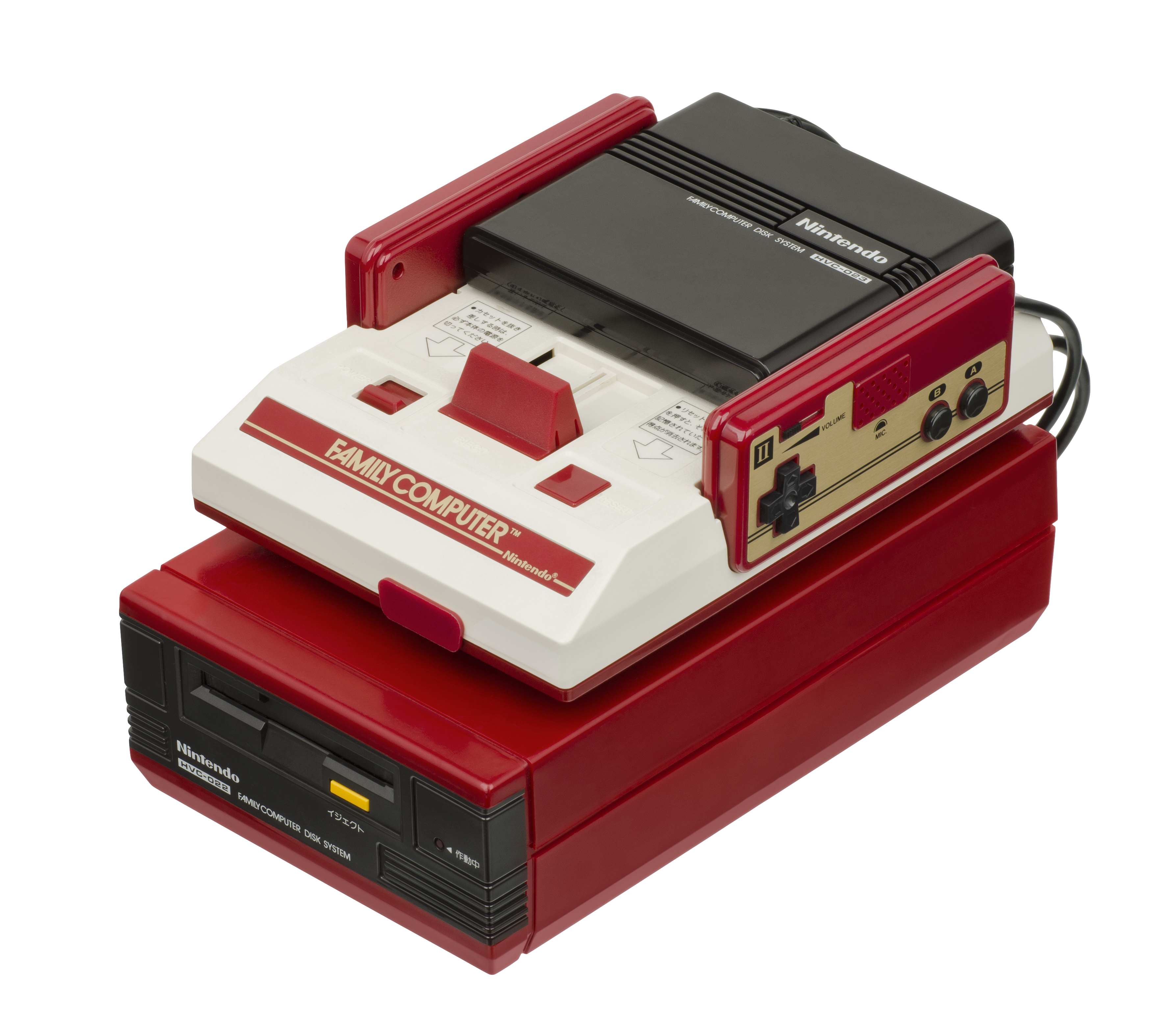
ディスクシステム
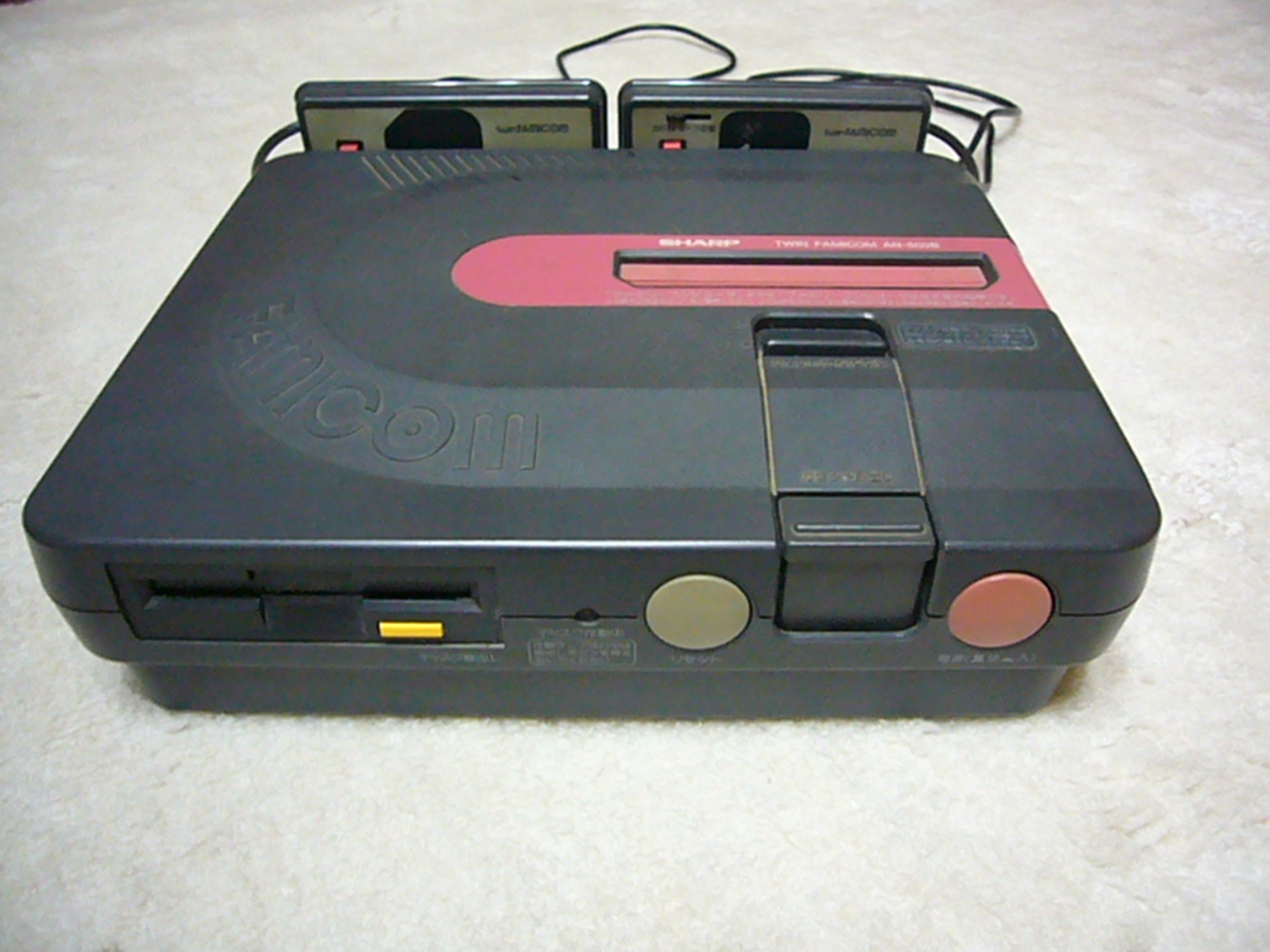
ツインファミコン
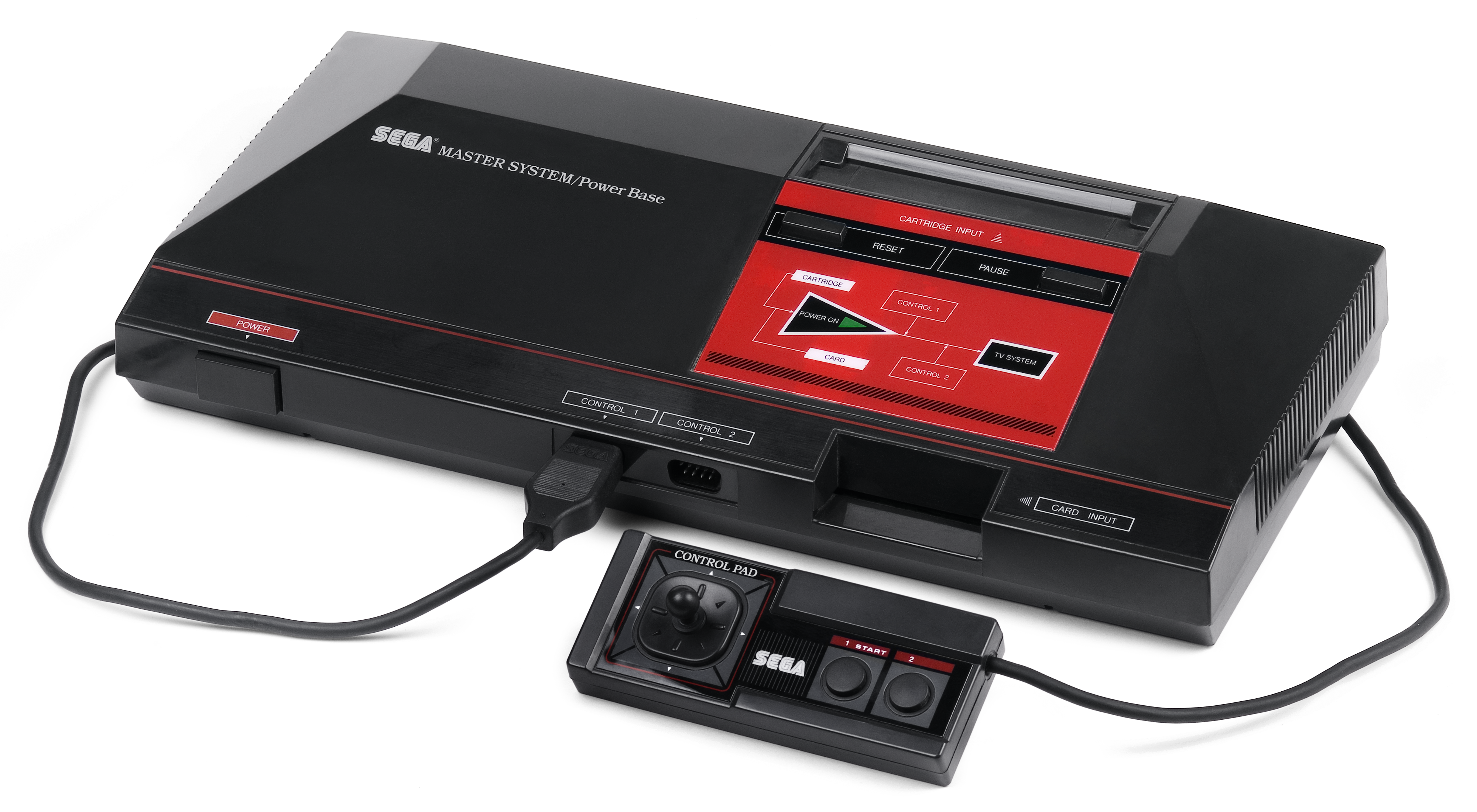
セガ・マスターシステム

### 1990年前後
エポック社が事実上撤退して任天堂・セガの一強一弱状態の中で、エポック社と入れ替わるようにNECホームエレクトロニクス（NEC-HE）が1987年にPCエンジン（PCE）でゲーム機市場に参入した。NECはエポック社のゲーム機のハードウェアを担当しており、NECグループからすればパートナーをエポック社からハドソンに鞍替えする形となった。
PCエンジンはファミリーコンピュータと比べて本体性能が非常に高く、同年のアーケードゲーム『R-TYPE』（ハドソン）がほぼ遜色なく移植できた。1988年、CD-ROM周辺機器・CD-ROM2を発売。家庭用ゲーム機として初めてCD-ROMをゲームソフトとして採用したこともあり、ゲームマニアから注目を集めた。NEC-HEは1989年にAV出力を備えたモデルPCエンジンコアグラフィックス、上位機器PCエンジンスーパーグラフィックスを発売した。1991年、廉価版のコアグラフィックス2やCD-ROM2を更に強化したCD-ROM周辺機器SUPER CD-ROM2と一体型ゲーム機PCエンジンDuoを発売、旧CD-ROM2での欠点だった読み込み速度をある程度解消させた（1993年に廉価版の「Duo-R」、1994年にはさらに低価格させて上にCD-ROMのデータ読み取り速度を向上させた「Duo-RX」を発売した）。
1988年、セガはセガ・マークIIIの後継機として16ビットCPUMC68000搭載のメガドライブ（MD）を発売した。1989年にセガ・マークIII用のソフトをメガドライブでできるメガアダプタも発売されている。1991年、SUPER CD-ROM2やスーパーファミコンの性能を上回るCD-ROM周辺機器メガCDと一体型ゲーム機ワンダーメガを発売。1993年には廉価版のメガドライブ2とメガCD2を発売した。
任天堂はスーパーファミコン（SFC）を発表するが延期を重ね、実際の発売は1990年と2機種の中では最後発となった。開発当初、任天堂は圧倒的な市場シェアを得ていた前世代機のファミリーコンピュータとの互換性を目指していたが、技術仕様や製造コストの理由で断念している。コントローラが改良され、右部にA・B・X・Yの4ボタンが配置され、上部の左右にL・Rボタンが搭載された。なお従来のファミリーコンピュータも1993年には価格とデザインが一新され、AV出力を備えたモデル（AV仕様ファミリーコンピュータ）が登場した。
スーパーファミコンはその後、PCエンジンとメガドライブを大きく引き離す普及台数となった。スーパーファミコンはゲームソフトの一番の売れ筋であるRPGタイトルの発売数で他を圧倒しており、『ドラゴンクエスト』や『ファイナルファンタジー』などの人気RPGシリーズもスーパーファミコンで発売された。また、ハドソン（PCエンジン）やセガ（メガドライブ）と比べ、任天堂自身が、『スーパーマリオワールド』（1990年、ロンチタイトル）、『スーパーマリオカート』（1992年）、『スーパードンキーコング』（1994年）など、長期にわたり大ヒットタイトルを発売したことで、ハードウェア売上を大きく牽引できた。
1991年にはSNKからネオジオが発売された。
この8bit1機、16bit2機のトップシェア争いは、ファミリーコンピュータのブランドを活かした任天堂が他を大きく引き離し、2位にNECホームエレクトロニクス、3位にセガという結果に終わった。メガドライブは日本国内では苦戦したが北アメリカでは1989年に「Genesis」（ジェネシス）の名称で発売され、1991年の『ソニック・ザ・ヘッジホッグ』がキラータイトルとなり、任天堂のSuper Nintendo Entertainment System（SNES）とシェア競争を繰り広げた。

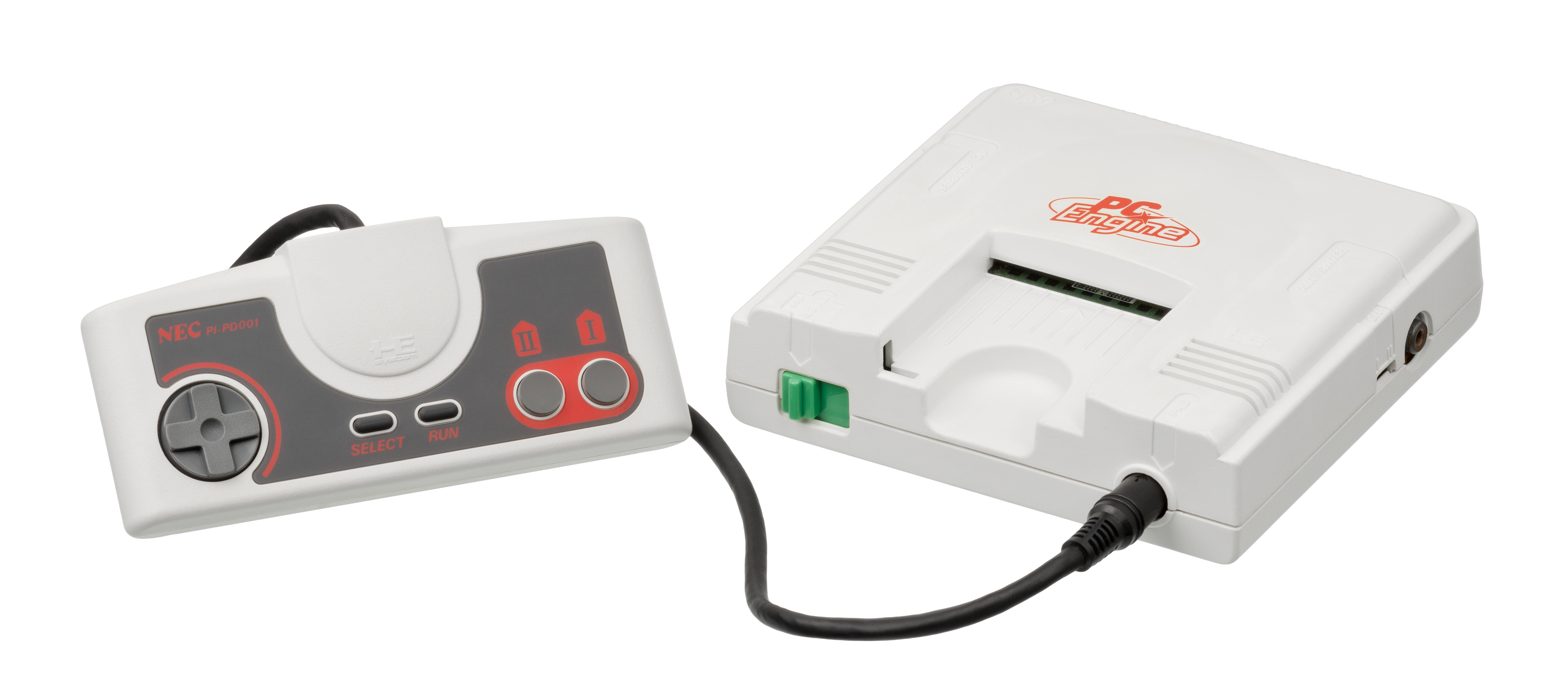
PCエンジン
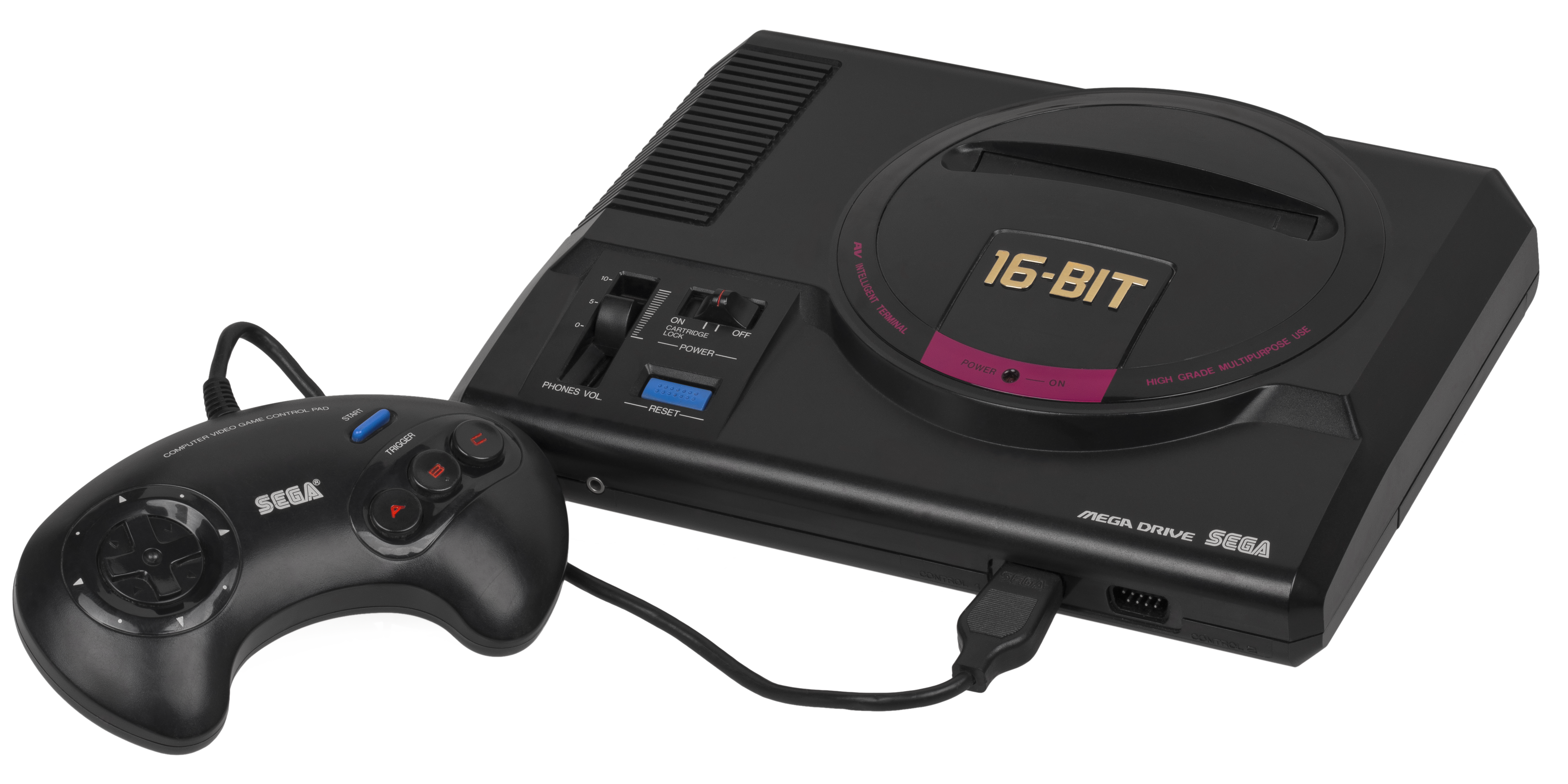
メガドライブ
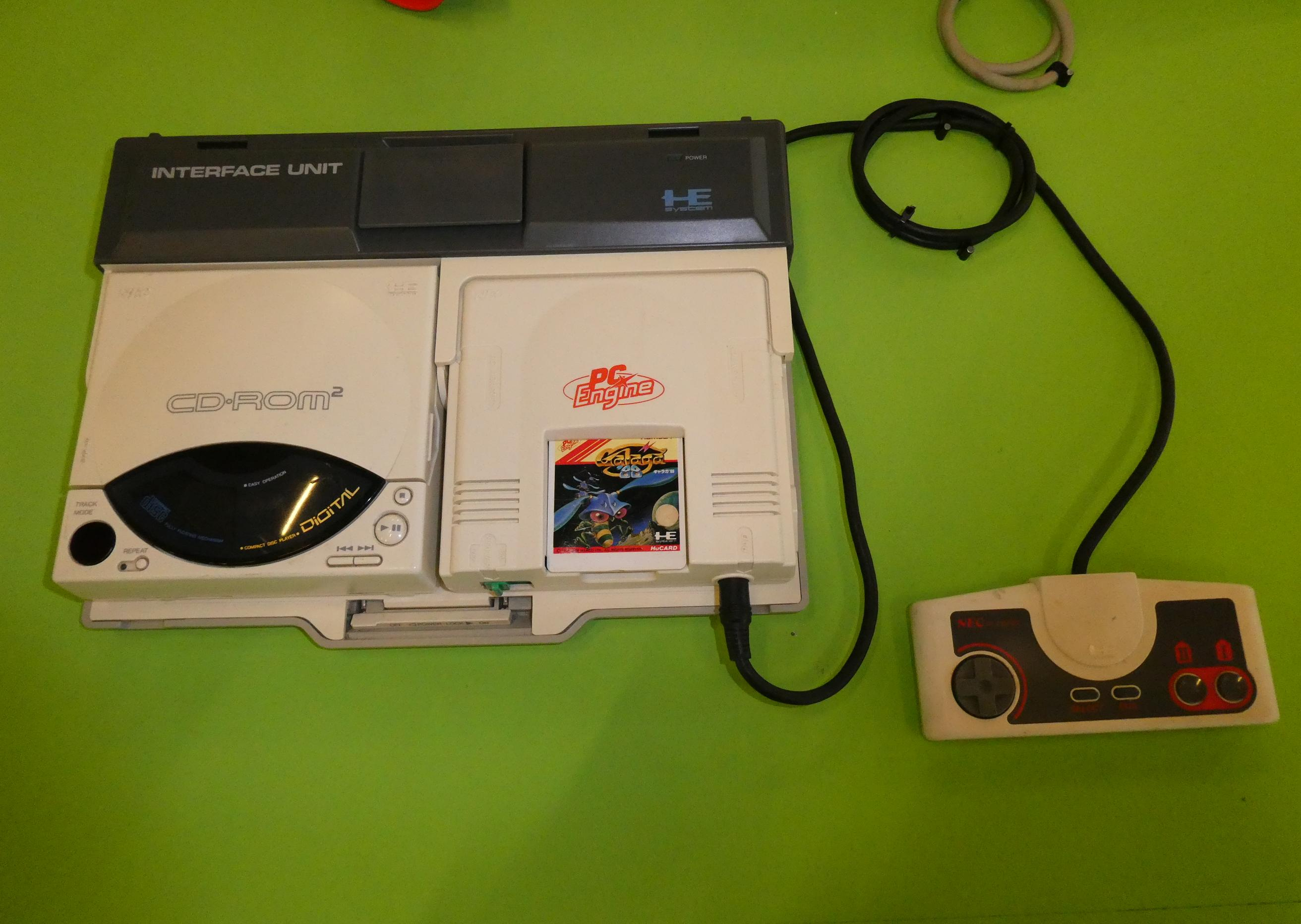
CD-ROM2
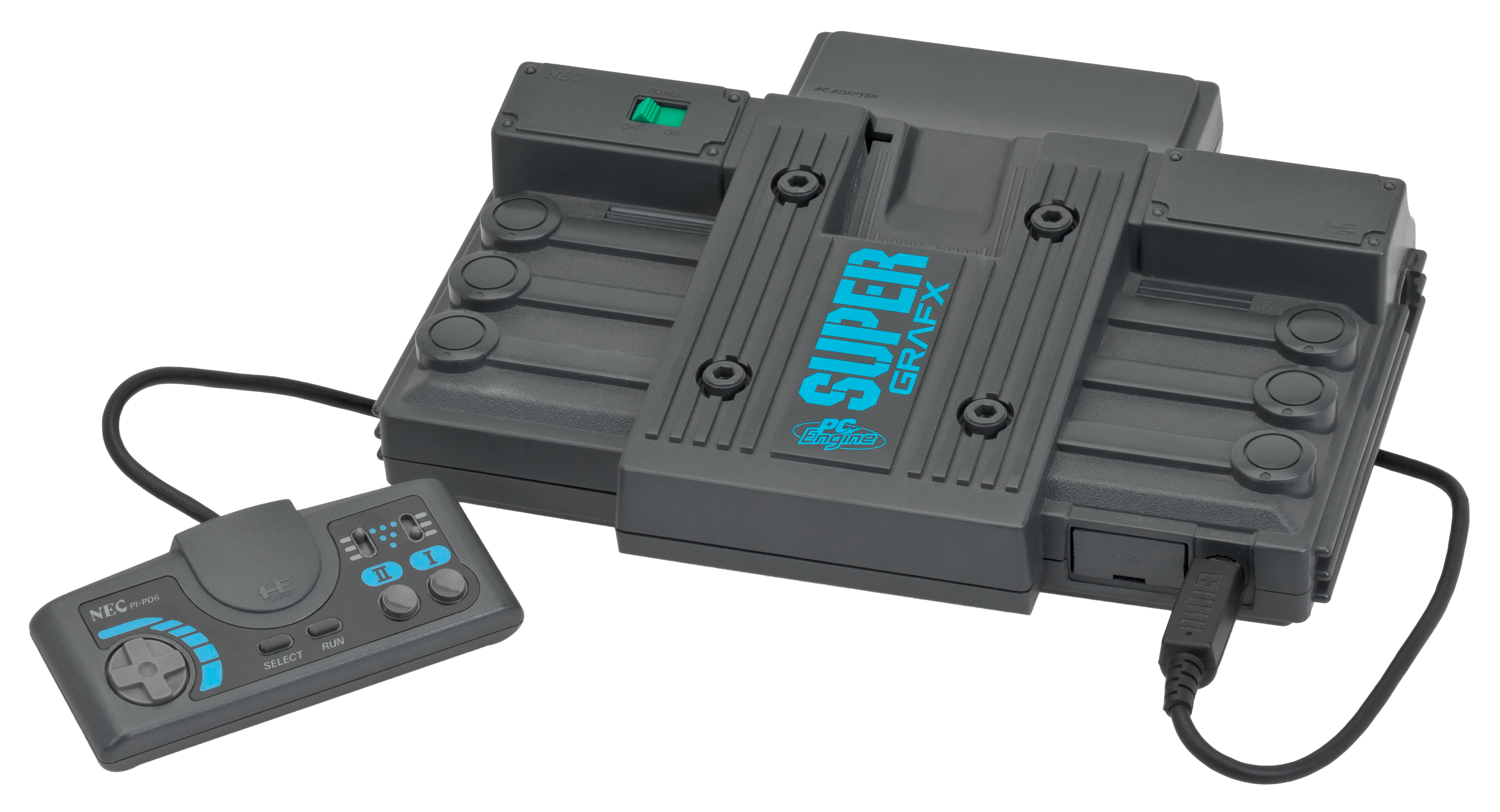
PCエンジンスーパーグラフィックス
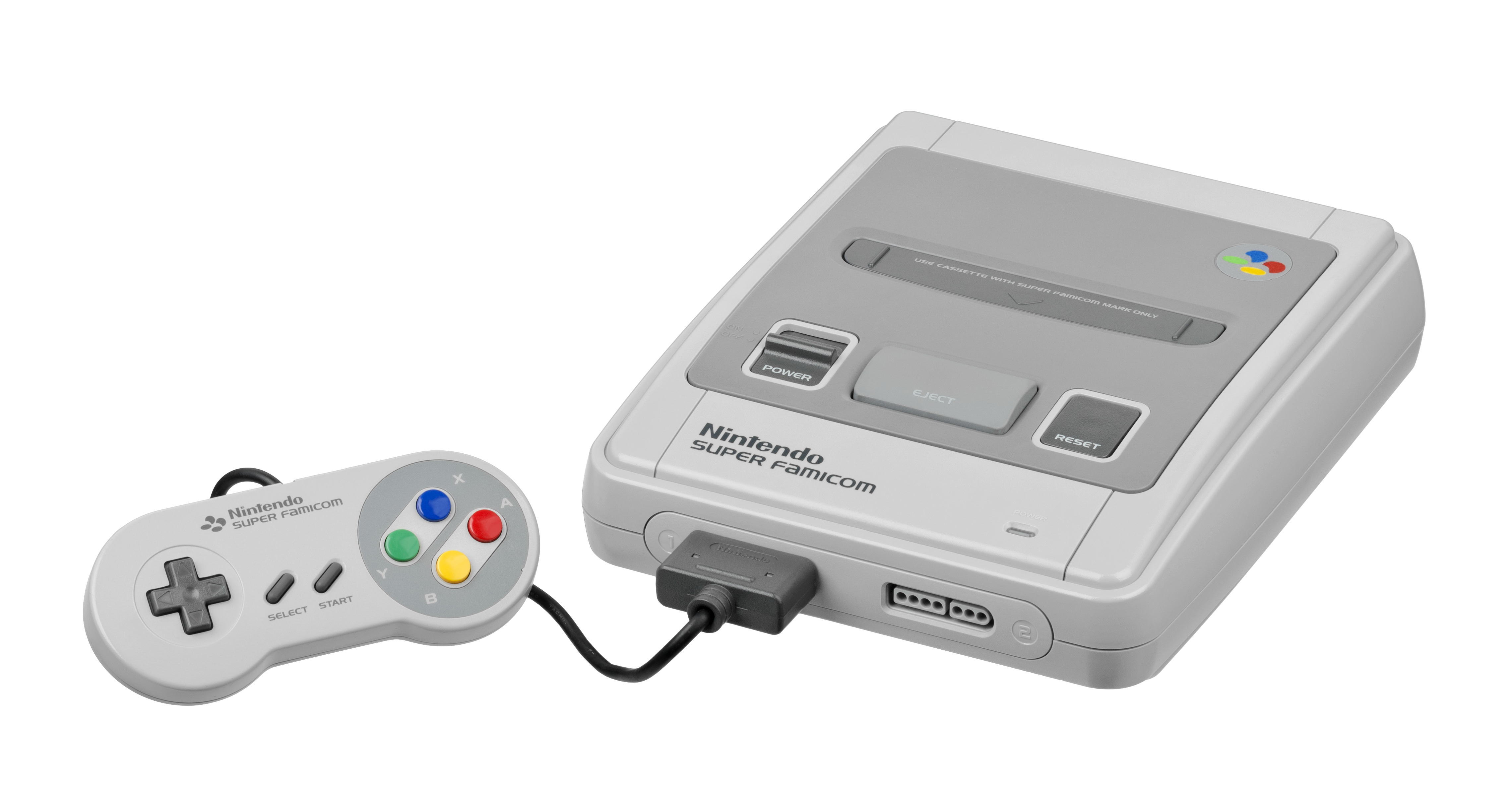
スーパーファミコン
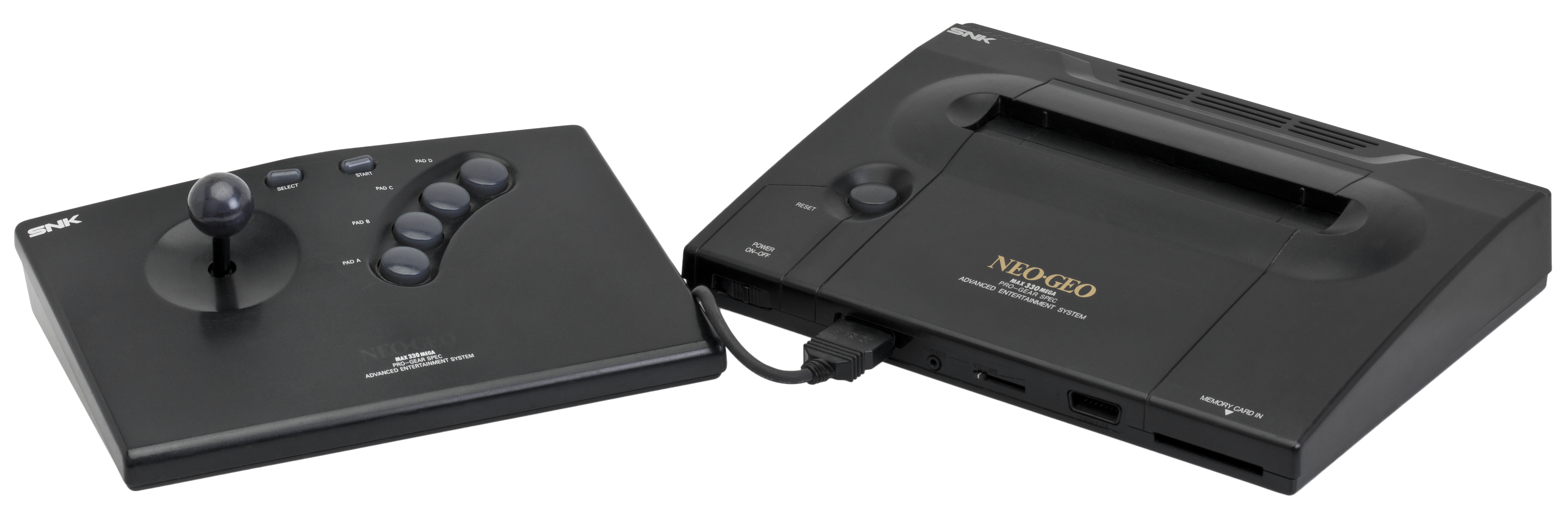
ネオジオ
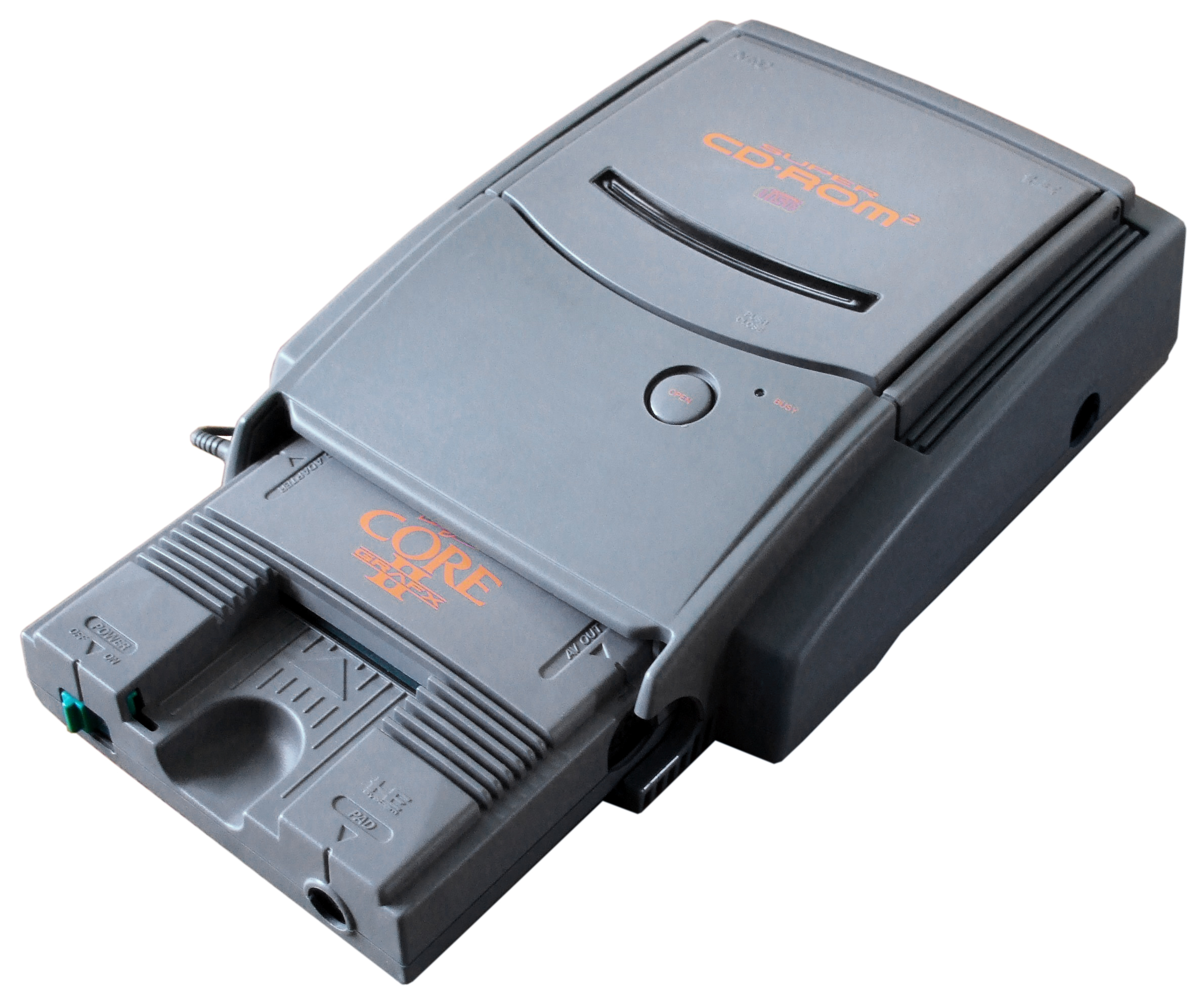
SUPER CD-ROM2
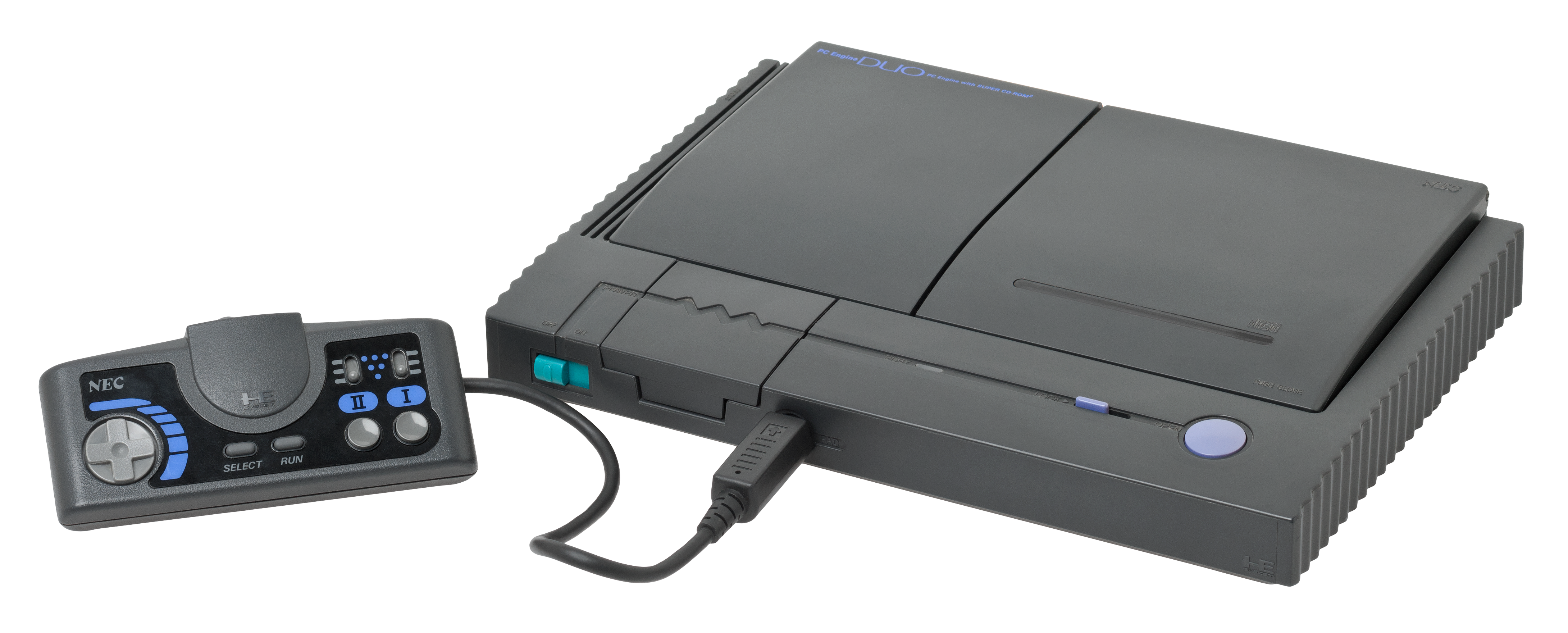
PCエンジンDuo
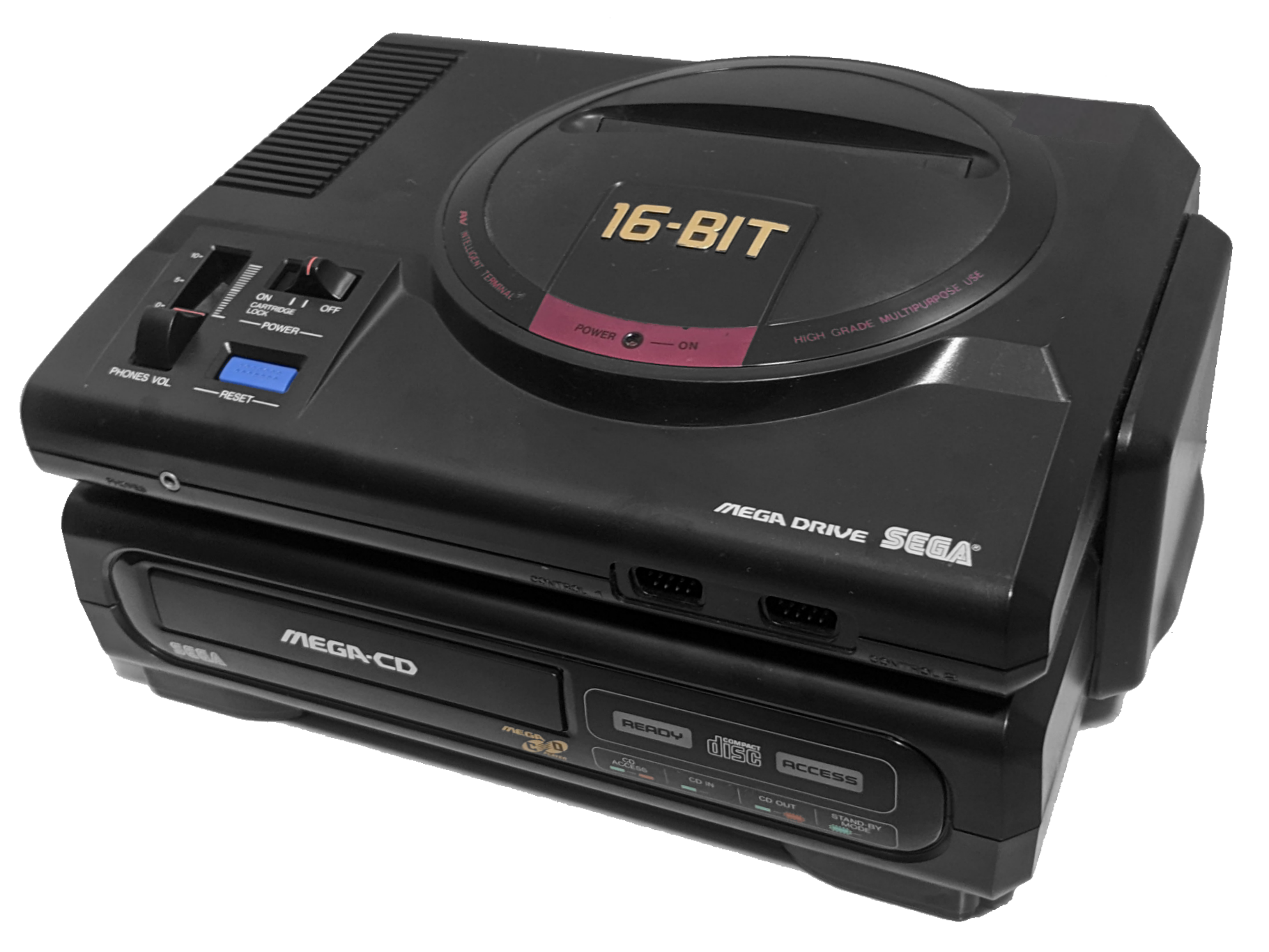
メガCD
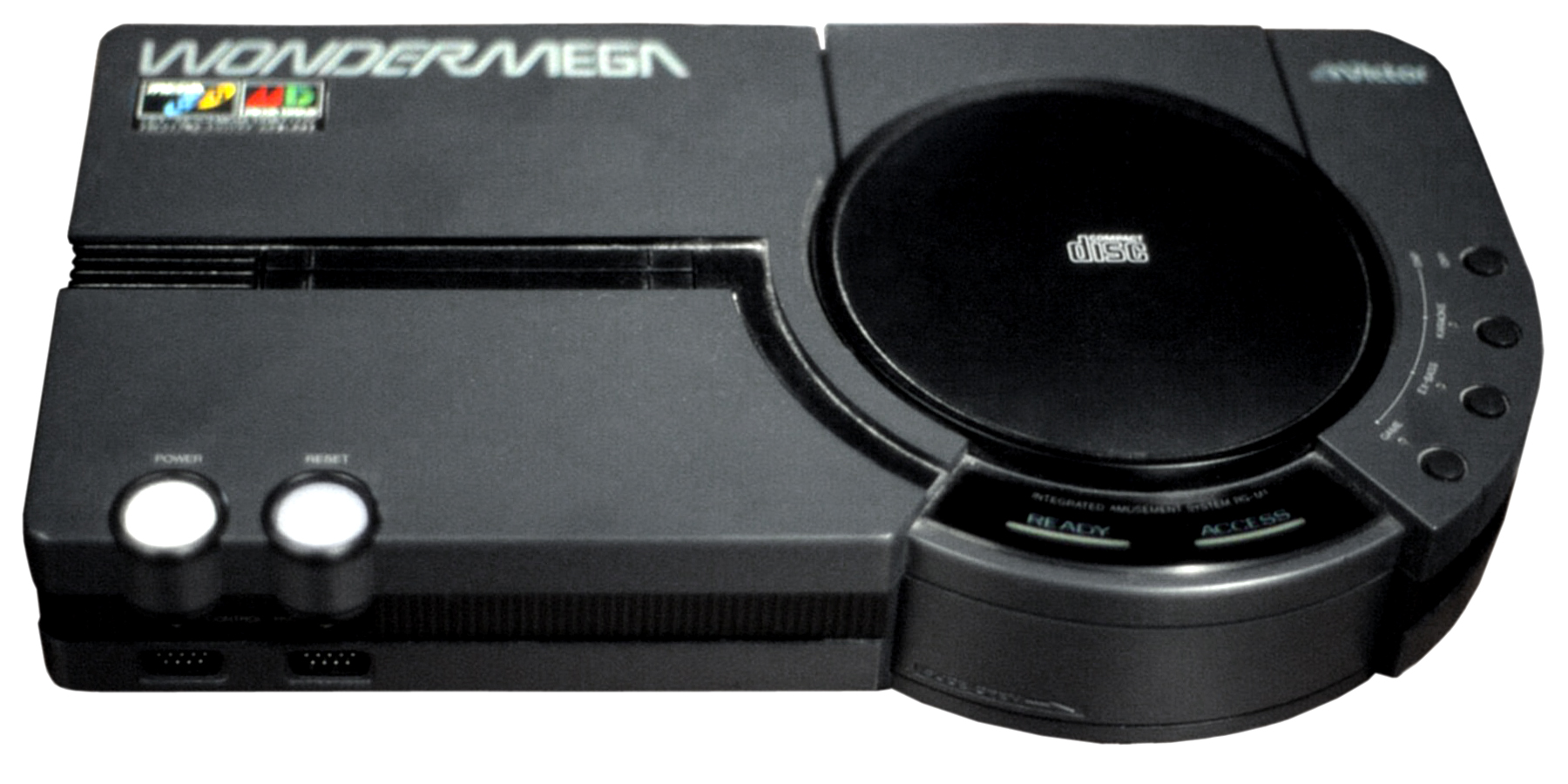
ワンダーメガ
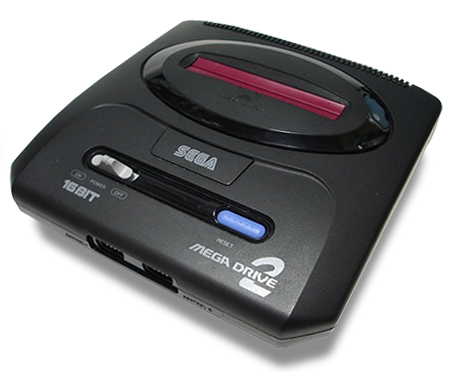
メガドライブ2
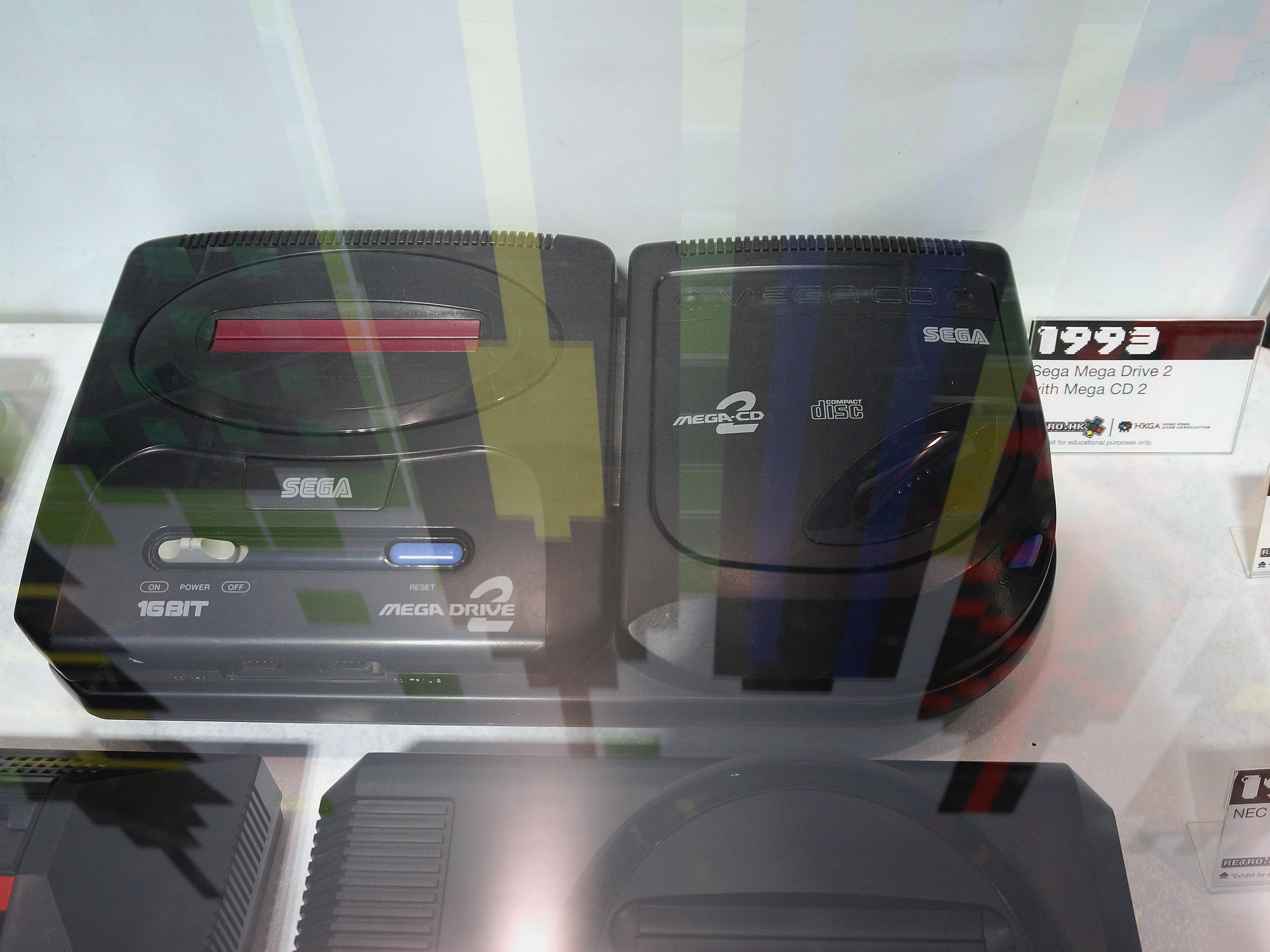
メガCD2
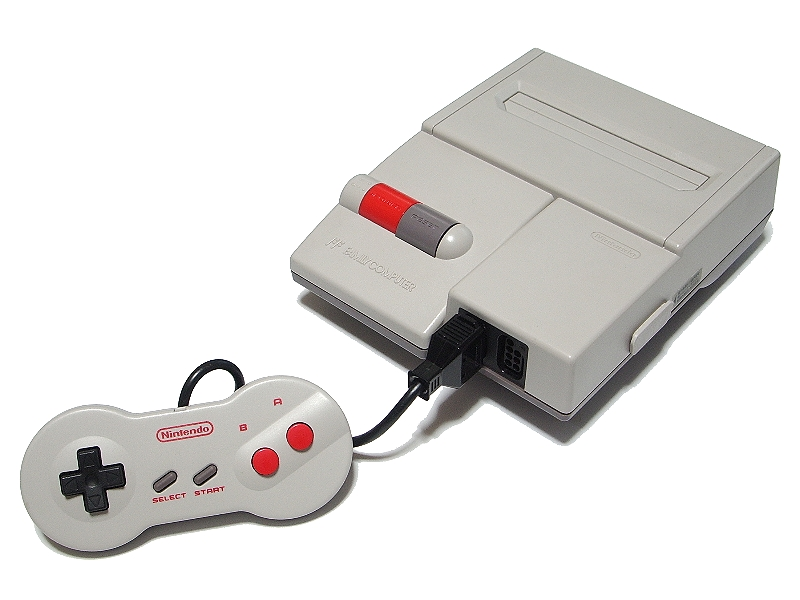
AV仕様ファミリーコンピュータ

### 1990年代中期
ゲームの高度化・複雑化とともに容量が増加した結果、搭載するROMチップが増えて製造原価が増大し、ロムカセットの価格が高騰した。スーパーファミコンでは定価が1万円を超えるソフトも多かった。
1991年、ロムカセット価格高騰に対応するため、任天堂はPCエンジンやメガドライブのようにソニーと共同でスーパーファミコン用CD-ROM周辺機器の開発を開始、ソニーもCD-ROM一体型スーパーファミコン互換機「PlayStation」の発売を発表した。しかし一転して任天堂はソニーとの契約を一方的に破棄し、フィリップスと提携することを発表した（この周辺機器は結局発売されなかった）。
ソニー側はこのままゲーム機から引き上げずに関連会社としてソニー・コンピュータエンタテインメント（現：ソニー・インタラクティブエンタテインメント）を発足、1994年に32bit機であるPlayStation（PS）を発売した。ほぼ同時期にセガも32bit機セガサターン（SS）を発売した。また、北アメリカで高い市場シェアを誇った16bitゲーム機のメガドライブをPlayStation、セガサターンと同じ32bit機にパワーアップさせる周辺機器スーパー32Xをセガサターン発売後に日本でも発売した。この頃には後述のように他にも多数のゲーム機が近い時期に相次いで登場し、ソニー・コンピュータエンタテインメント宣伝部長佐伯雅司の考案したPlayStationとセガサターンを中心とする「次世代ゲーム機戦争」という構図がメディアで取りあげられるようになった。発売前後の1994年ごろの雑誌ではPlayStationとセガサターンのほか3DO、PC-FX、（後の）NINTENDO 64、場合によってはバーチャルボーイなども巻き込む形で盛り上がりを見せはじめていた。しかし始まってみれば目論見通りPlayStationとセガサターンの2機種に人気が集中し、両者の初期のシェア争いは熾烈を極め、雑誌等のメディアでも次世代機競争としてPlayStation対セガサターンの構図が注目を集める形になっていった（なお、ゲーム機の「世代」という概念はその後も機種を問わず広く用いられている）。32XはセガサターンとPlayStationが普及したことで短期間で生産を中止した。
PlayStationとセガサターンは共に32bitCPUでCD-ROMドライブを持っていたが、PlayStationは3Dに特化したハード構成で、セガサターンは2D性能に秀でていた。PlayStationはこの大容量と3D性能の高さを併せ持っていたことが評価され、『鉄拳』、『バイオハザード』などのヒット作が続々とリリースされた。1996年にスクウェア（当時）がFFシリーズ初の3DRPGである『ファイナルファンタジーVII』（FFVII）をPlayStation用ソフトとして発売することを発表すると販売台数が飛躍的に伸びていき、セガサターンに大差をつけた。スーパーファミコンのカセットが当時10,000円前後と高価格化していた中、PlayStationはソフトの価格を平均6,000円で発売していたことも支持された。メディアにCD-ROMを採用したことでROMカートリッジに比べてソフトの価格を大きく下げることに成功した。従来の初心会中心の任天堂主導のゲーム流通にも斬り込んで流通改革も試み、任天堂流通に不満を持ちコンビニエンスストアでゲーム流通を行うためデジキューブを設立したスクウェアの取り込みにも繋がった。セガも同様に任天堂流通に不満を持っており、セガサターン発売の際に独自の流通体制を整備することでセガサターンを扱う小売店の数を拡大させたが、親会社のCD-ROM生産設備を利用できたソニー・コンピュータエンタテインメントと異なり、CD-ROMの特性を生かした柔軟な生産調整を行うことはできなかった。1997年からセガはソニー・コンピュータエンタテインメントの流通改革を模倣して小売店への直販化・直送化を推し進めていった。一方、スクウェア以外の有力ソフトメーカー各社もこの時代にゲームソフトの自主流通を行い始め、任天堂をはじめとして流通機構における各プラットフォームホルダーの支配力を削いでいった。
スーパーファミコンで圧倒的シェアを持っていた任天堂は、PlayStationやセガサターンが登場した頃にはまだ後継機を出さず、1995年に据置き使用のゲーム玩具バーチャルボーイを発売したが、日本ではおおむねスーパーファミコンの後継機までの「つなぎ」と受け止められ、当時の次世代ゲーム機競争の報道にしばしば名を連ねた。そしてセガサターンやPlayStationに遅れて2年後、1996年に64bit機であるNINTENDO 64（N64）を発売した。NINTENDO 64はPlayStationやセガサターンより高性能で4人対戦が可能だった。スーパーファミコン同様に単価が高く容量の少ないROMカートリッジを採用し、少数精鋭主義のセカンドパーティー構想を標榜していたが、これは結果的に前述のコンビニ流通のためCD-ROMの採用を望むスクウェアの離反を招き、ファミリーコンピュータやスーパーファミコンでキラーソフトだったドラゴンクエストシリーズとファイナルファンタジーシリーズがPlayStationへ流出し、日本国内では伸び悩んだ。しかし、欧米では好調に売り上げを伸ばした。なお従来のスーパーファミコンも1998年には価格とデザインが一新された廉価版のスーパーファミコンジュニアが登場した。1999年にはNINTENDO 64用の周辺機器64DDを発売した。
PlayStationとセガサターンの販売台数は1995年まではほぼ拮抗していたが、1996年にPlayStation側に傾き、最終的に大差となった。こうなった大きな理由として、「PlayStationがゲームの開発難易度が一番易しくサードパーティへのフォローの点でソニーが一番手厚かった」ことと、「セガが本体の価格競争に耐え切れなかった」ことの2点がある。PlayStationとサターンの売上が競争していた1994年〜1996年の間、両者は積極的に本体価格を値下げした。これまでのゲーム機は普及が一段落した成熟期に値下げされており、市場のトップを走っているゲーム機が価格を下げた例はこの世代が初めてである。PlayStation発売から1年しない1995年7月にソニーが本体価格を1万円下げて29800円とし、セガも追従した。値下げ競争はセガ側に圧倒的に不利だった。PlayStationは設計がシンプルで製造コストを下げやすかっただけでなく、積極的に新設計（新しい型番）の本体を投入することで製造コストを低下させていった。一方、サターンは設計の都合上、CPUおよびその他のチップ搭載数が多く、値下げ余地が少なかった。セガはPlayStationとの価格競争に引きずり込まれた結果、ハードウェアの逆ざやが拡大し、経営体力を奪っていった。ソニー・コンピュータエンタテインメントは2000年には小型軽量のPS oneを発売した。
同時期にはパナソニック、三洋電機等からマルチメディア機の3DO、NECのPC-FX、SNKのネオジオCD、バンダイ・Appleのピピンアットマークなどが発売されたが、いずれも商業的に失敗し、ゲーム機市場から撤退している。これ以降、家庭用ゲーム機はソニー・任天堂・セガ（セガ撤退後はマイクロソフト）による競争状態が続いていく。

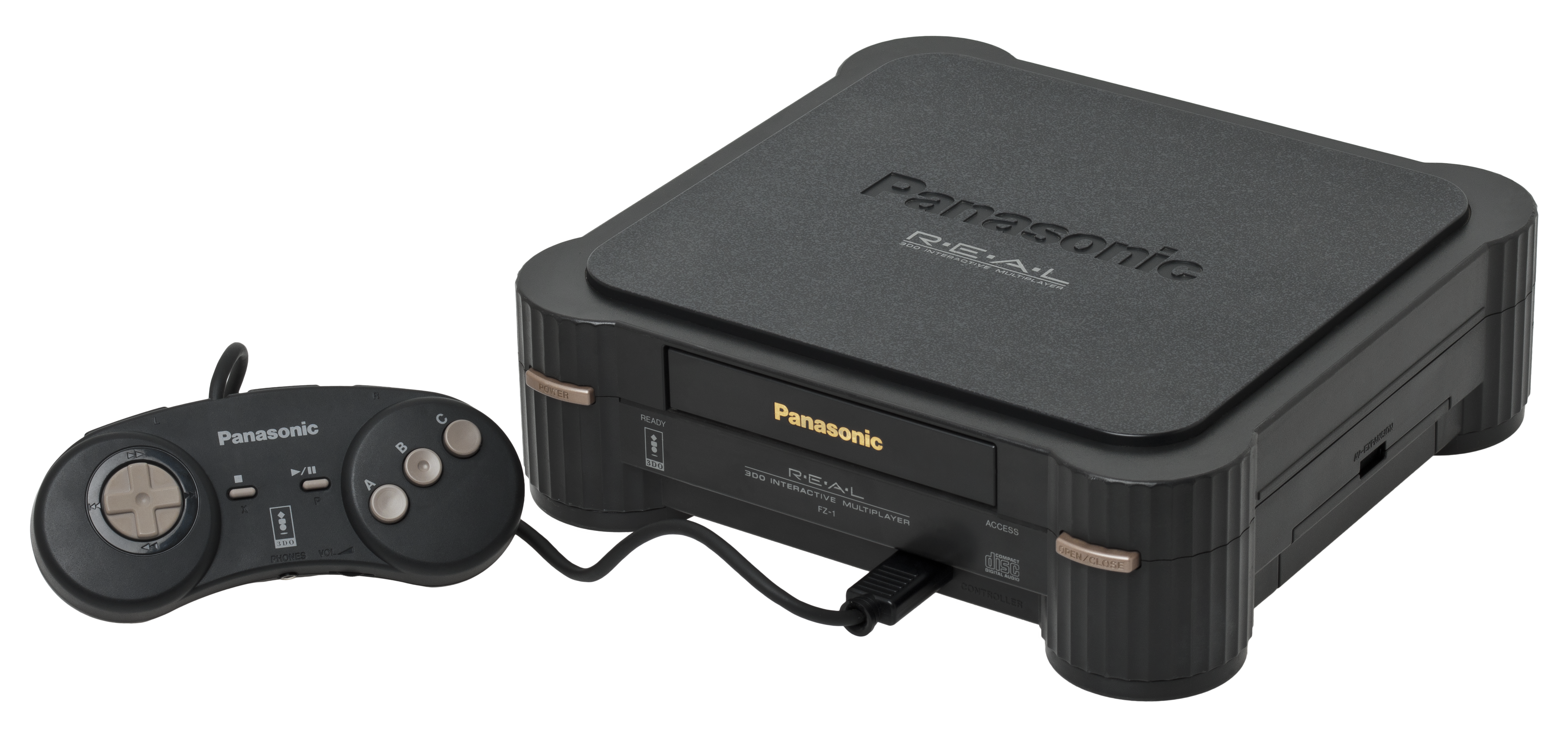
3DO REAL
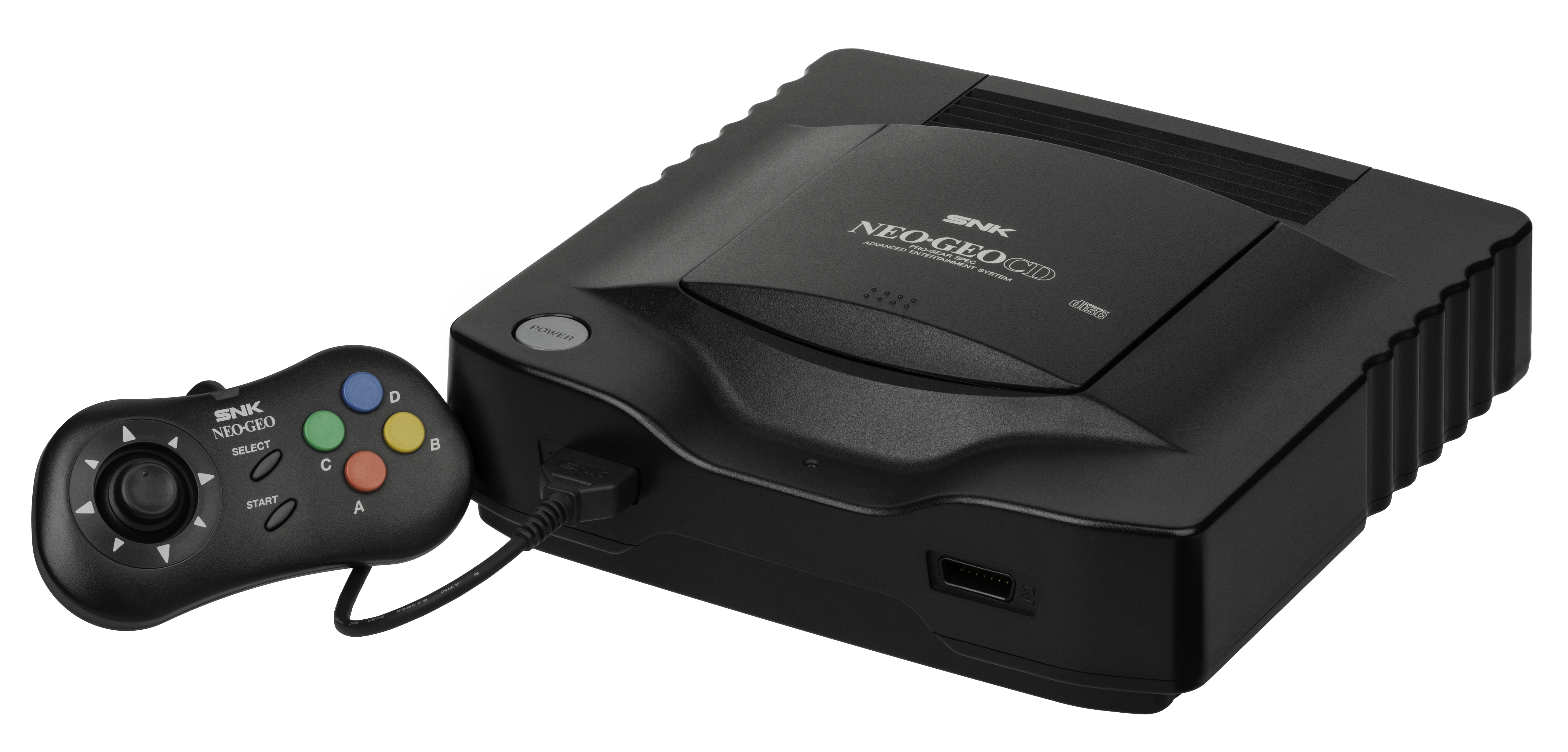
ネオジオCD
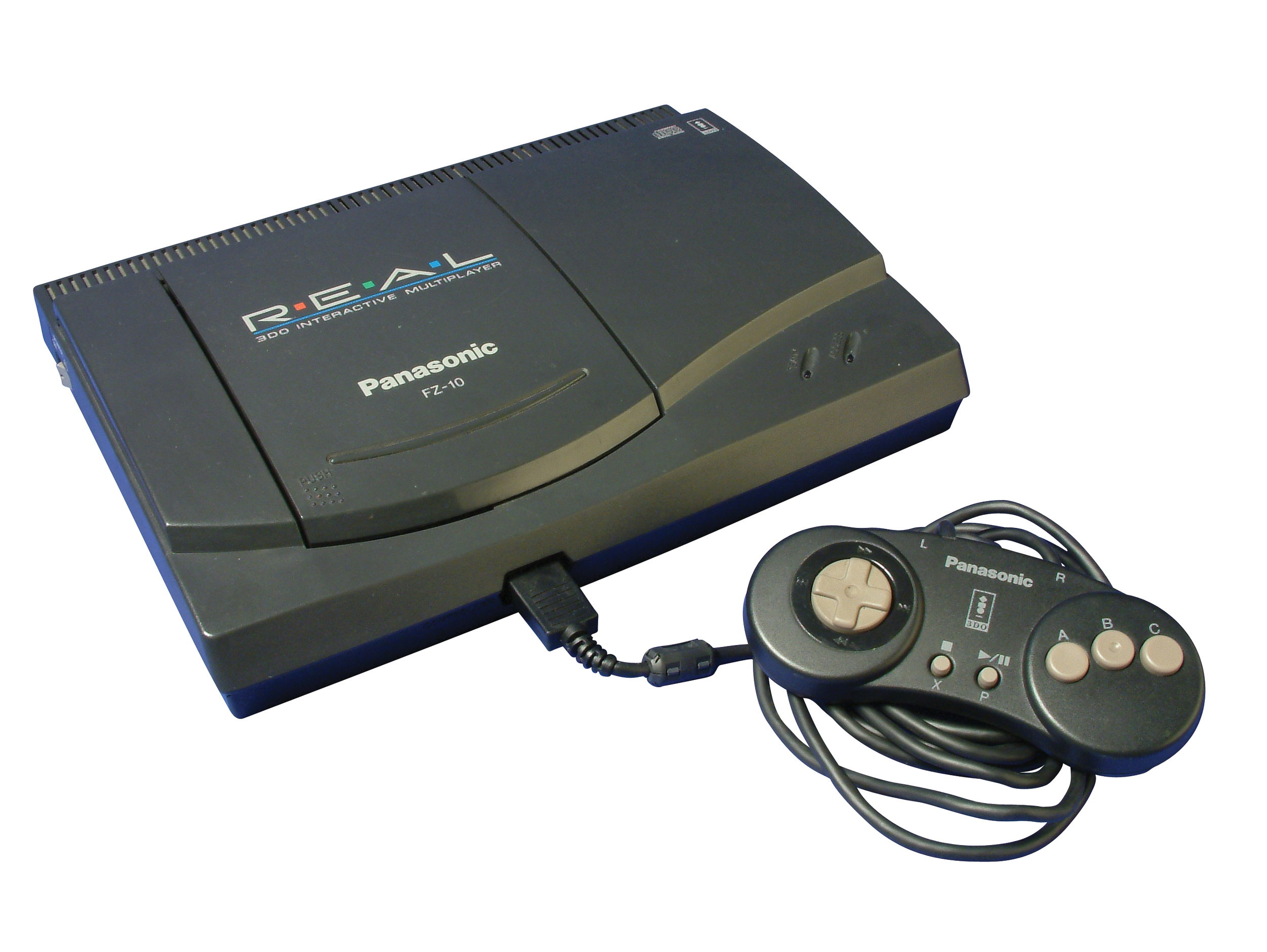
3DO REAL II
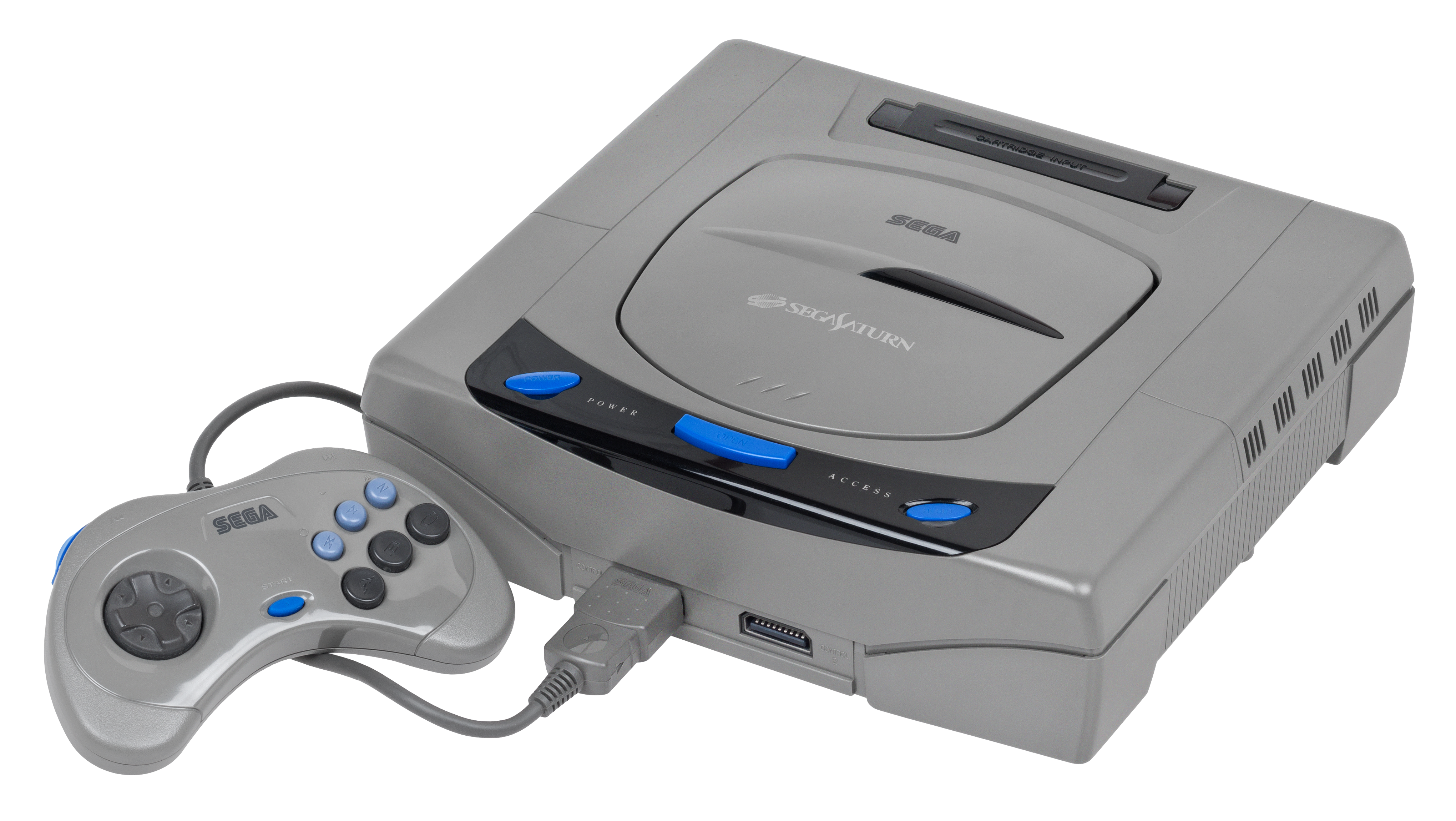
セガサターン
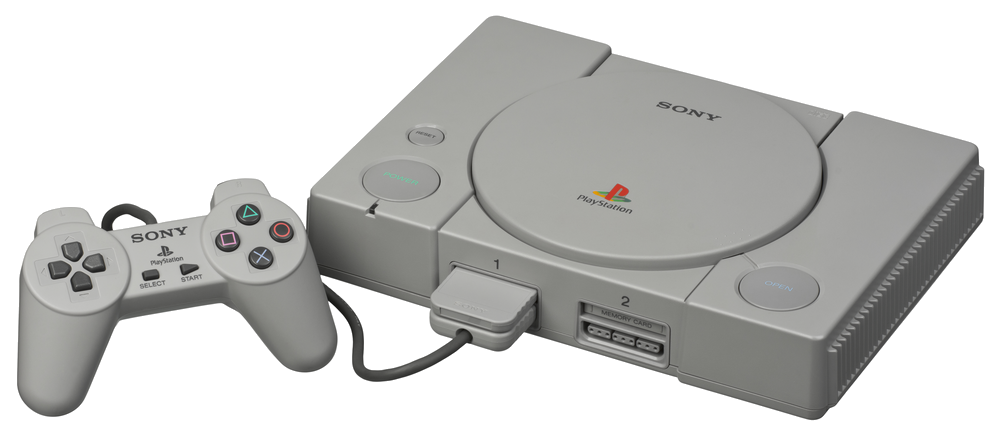
PlayStation
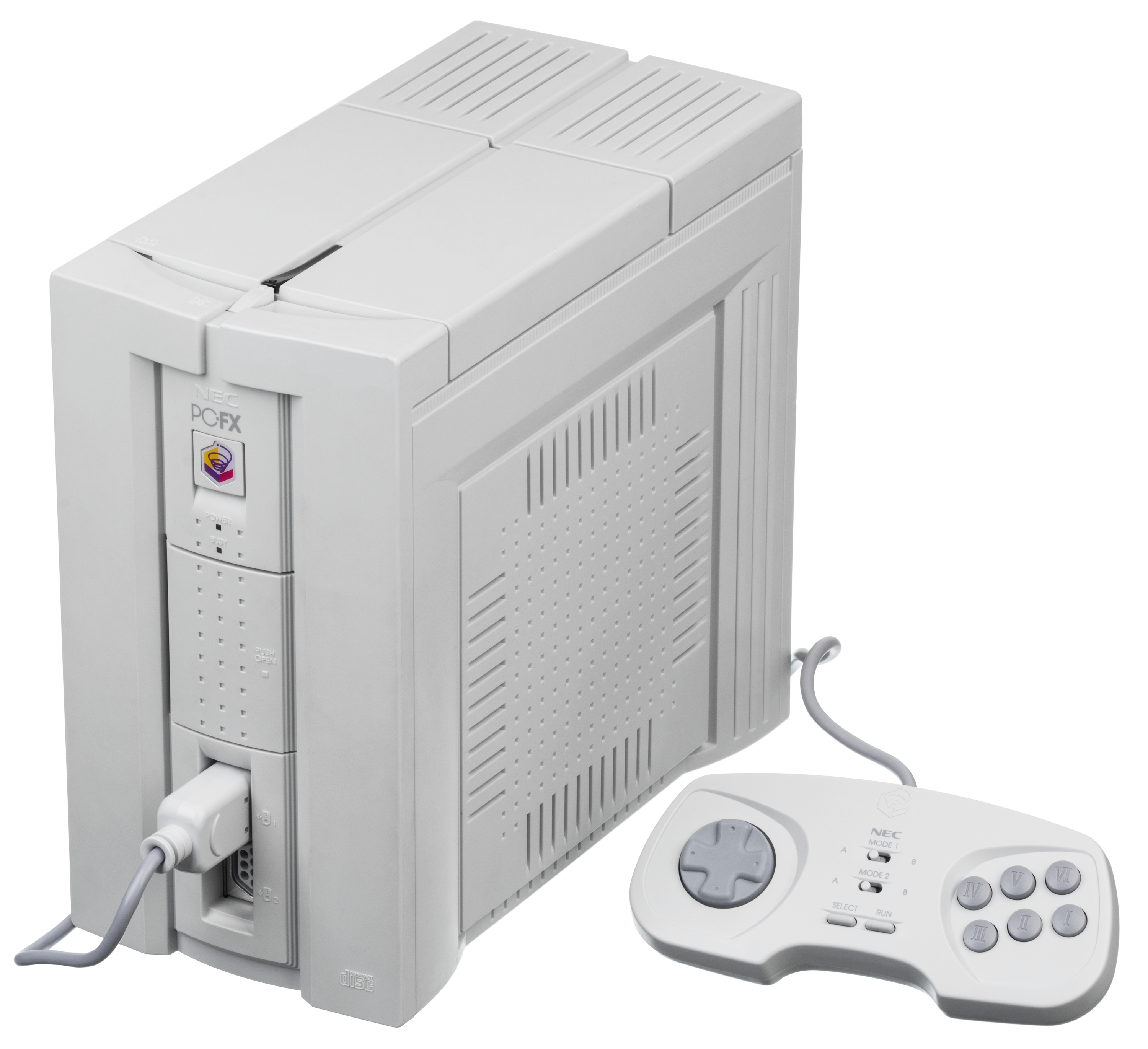
PC-FX
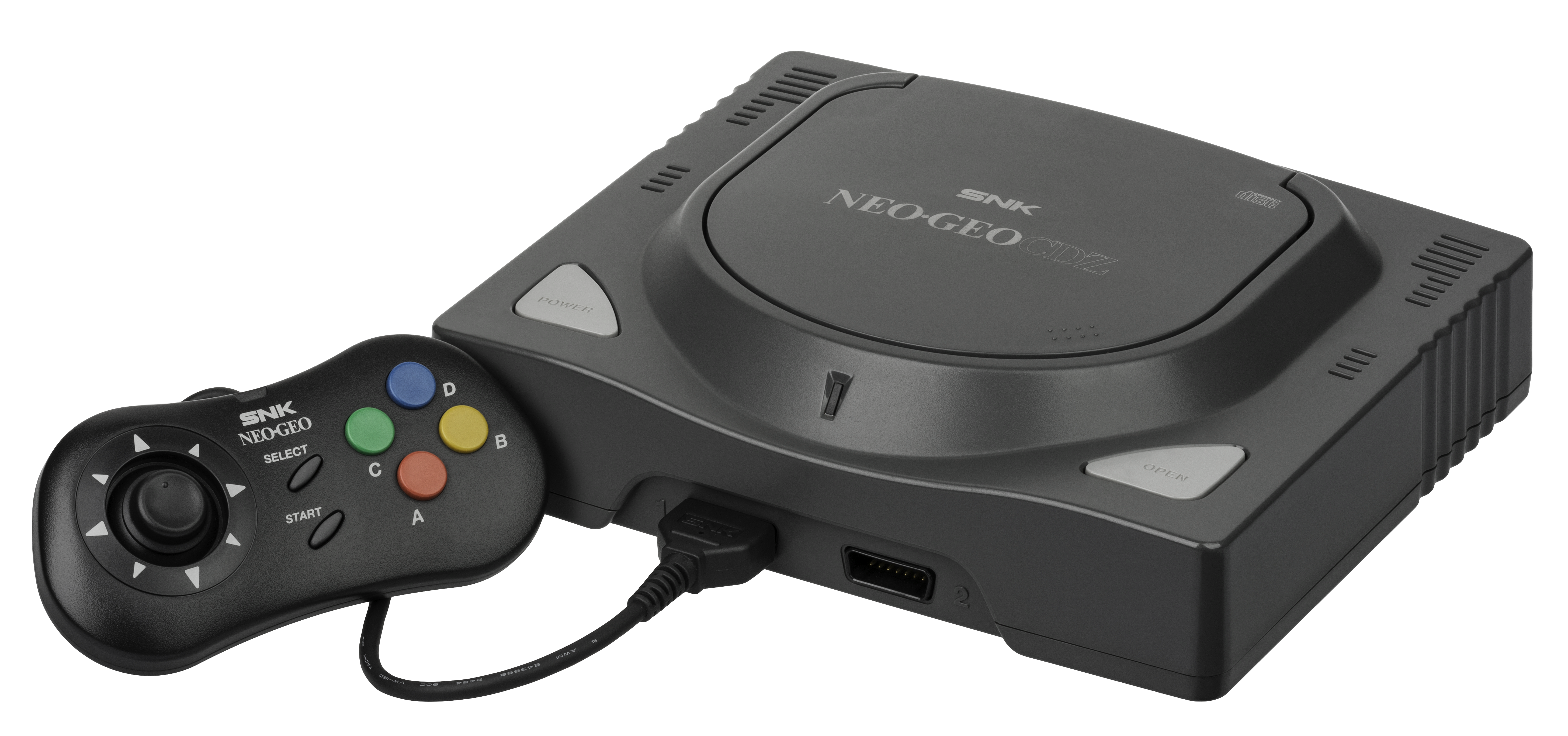
ネオジオCD-Z
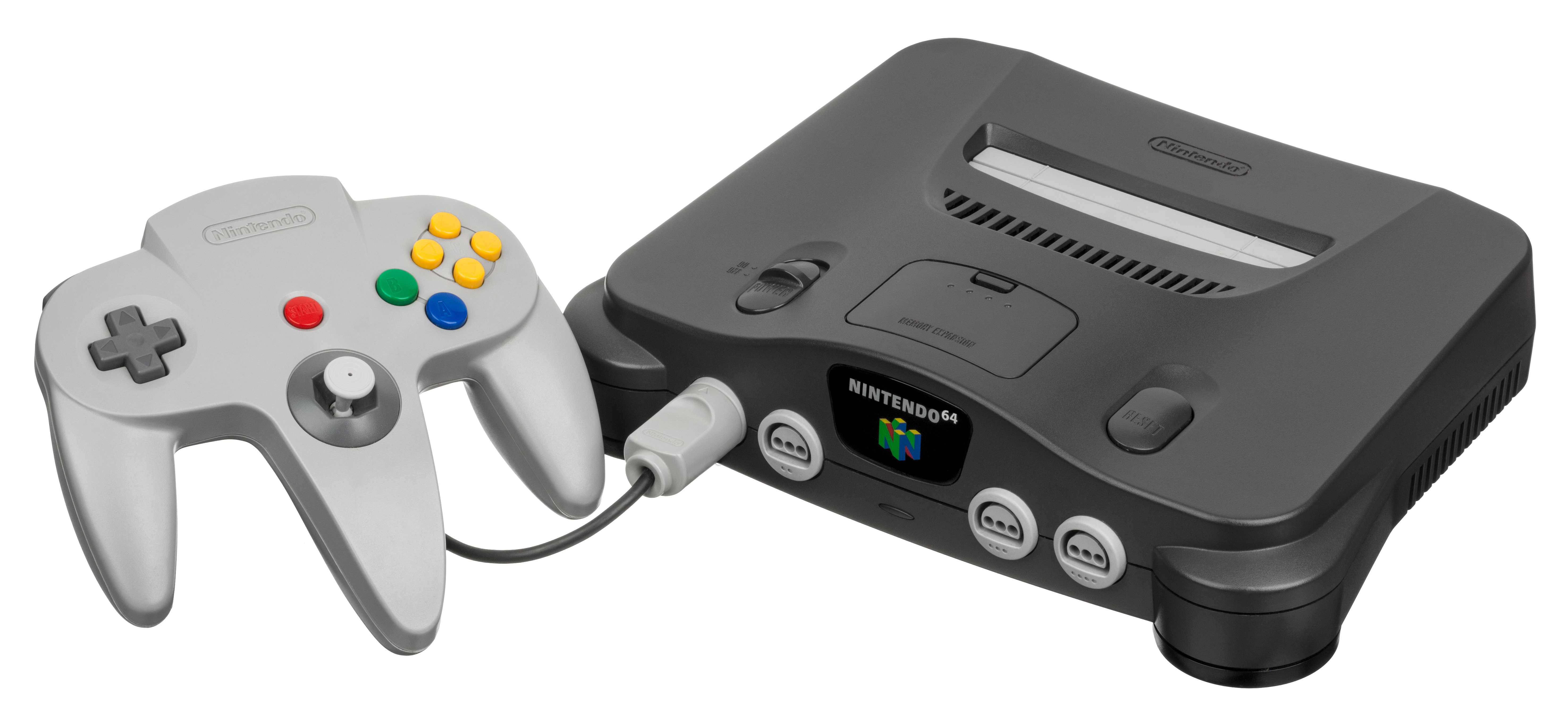
NINTENDO 64
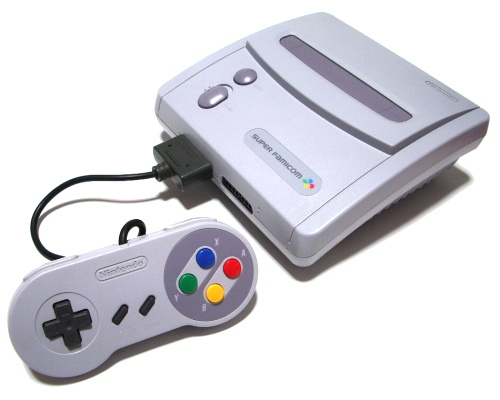
スーパーファミコンジュニア
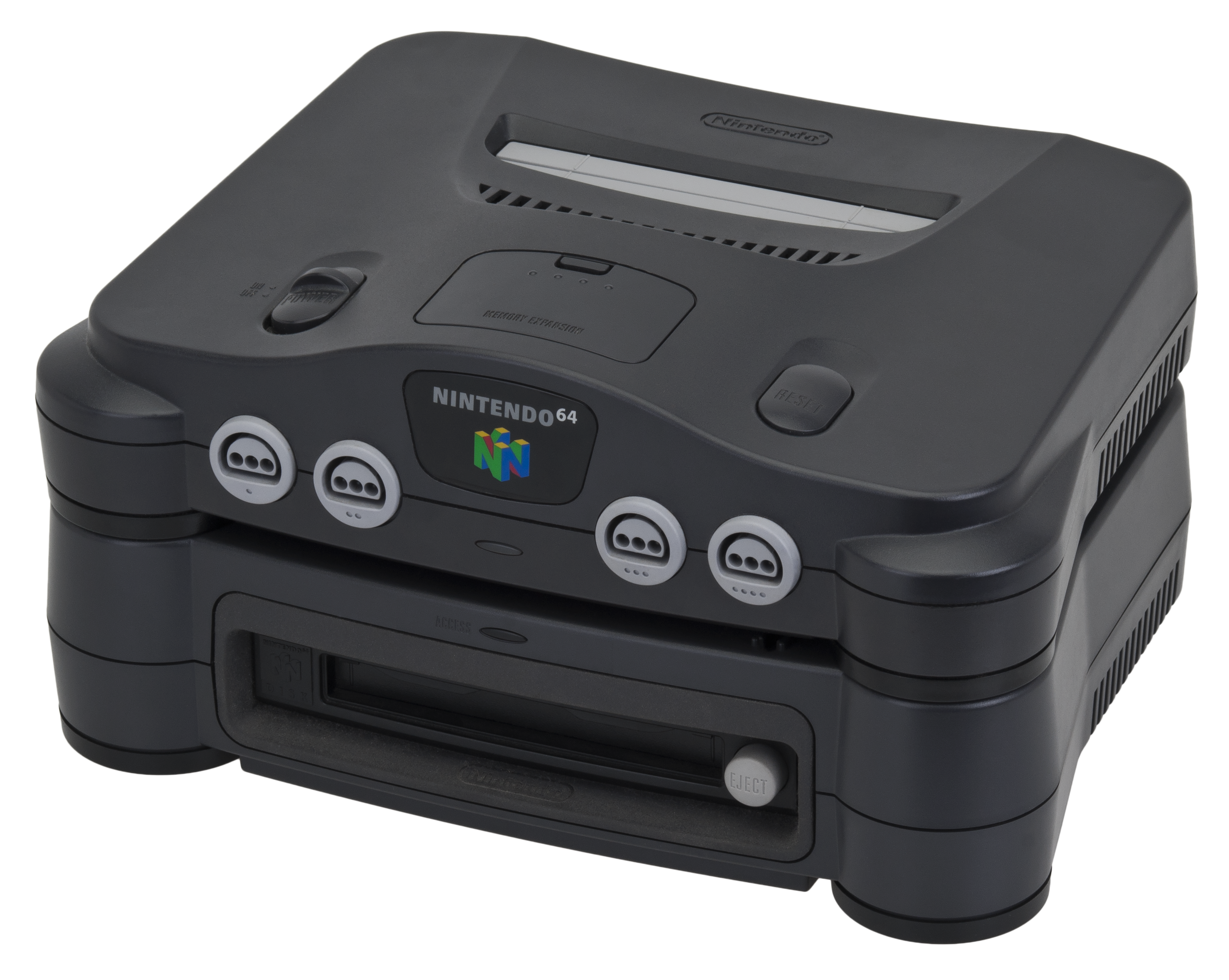
64DD
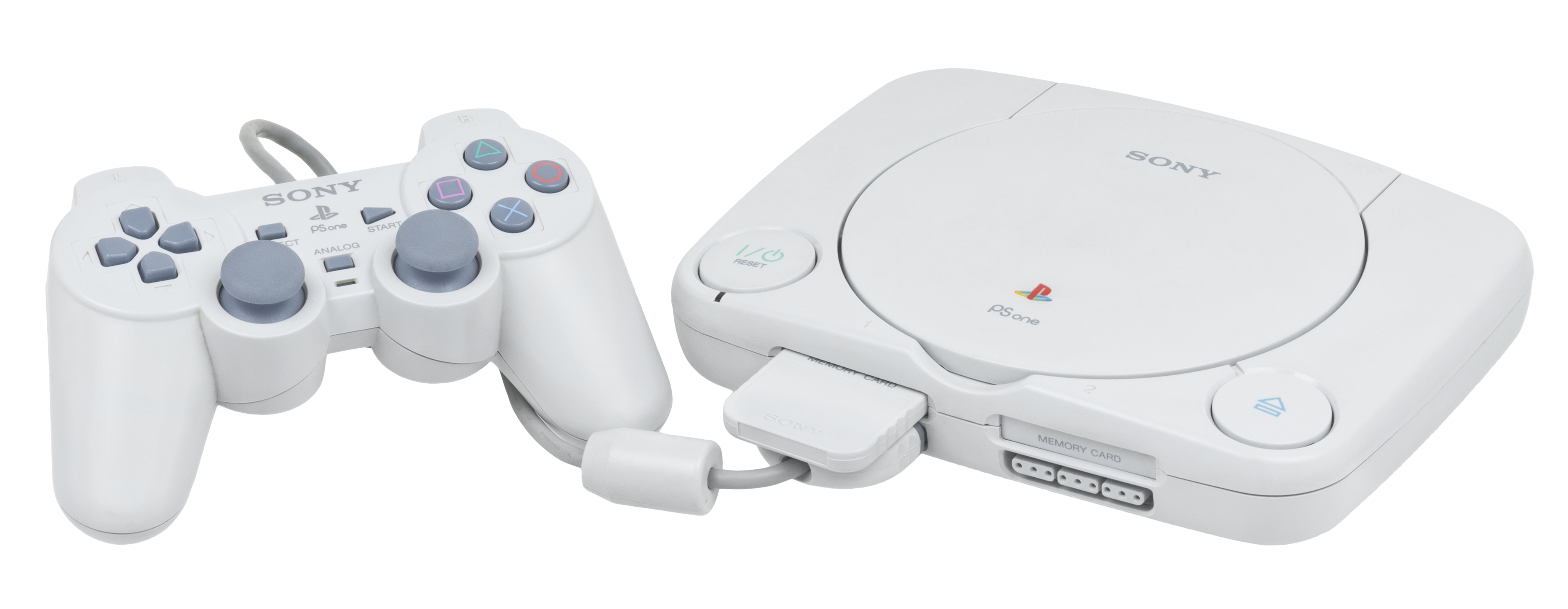
PS one

### 2000年前後
1998年にセガがドリームキャスト（DC）、2000年にソニー・コンピュータエンタテインメント（現：ソニー・インタラクティブエンタテインメント）がPlayStation 2（PS2）、2001年に任天堂がニンテンドー ゲームキューブ（GC）を発売した。
PlayStationとの競争で疲弊したセガにとって、ドリームキャストは社運を賭けた事業であり、大金を投じた新聞広告や自虐的なCMで発売前から話題となった。ドリームキャストはCD-ROMの2倍の容量を持つGD-ROMの採用や業務用「NAOMI基板」とのリンク、インターネット通信用のモデムの標準搭載などをアピールし、「ゲームと通信の融合」を特徴としていた。1998年11月に発売したドリームキャストは年末商戦に向けて出荷台数100万台を目指していたが、半導体供給の遅れなどにより初動に失敗した。その後、PlayStation 2とのシェア争いに再び敗北。莫大な赤字により、2001年にセガは販売を終了すると同時に、家庭用ゲーム機事業からの撤退を表明。2003年12月にはサミーがセガを買収し、経営統合した。
PlayStation 2は前世代機のPlayStationとの互換性を持ち、ソフトウェア媒体としてDVD-ROMを採用し、DVD再生機能も標準で搭載した。PlayStation 2は安価なDVDプレイヤーとしても注目された。当時のDVDプレイヤーは普及機でも5万円程度したのに対してPlayStation 2は39800円だった。PlayStation 2は2002年には日本国内で1000万台出荷、2005年には世界での出荷台数1億台を突破し、日本国内外ともにトップシェアとなった。2002年にハードディスクとネットワーク接続機能を追加する周辺機器のPlayStation BB Unitが発売された。2003年にPlayStation 2にDVDレコーダーとしての機能を追加したPSX、2004年には薄型モデルとなるSCPH-70000も発売された。
ゲームキューブはソフトウェア媒体として任天堂の家庭用ゲーム機では初めて光ディスクを採用している。DVDを基にした任天堂独自の光ディスクで、ディスクの直径は8cmでCAV方式とすることで高速なデータ読み込みを実現している。松下電器産業はDVD再生機能がないニンテンドーゲームキューブにDVD/CDプレーヤーとニンテンドーゲームキューブと合体させたSL-GC10（別名：Q）を発売した。ニンテンドーゲームキューブは日本においては一定の売上を上げたが日本国外では伸び悩んだ。
セガの家庭用ゲーム機事業撤退と入れ替わるようにマイクロソフトがXboxで家庭用ゲーム機事業へ参入した。マイクロソフトは1999年にPlayStation 2が発表された時、PlayStation 2がPCと競合することを懸念し、ゲーム市場の将来性から家庭用ゲーム機事業への参入を決断した。
Xboxは北アメリカで2001年11月15日、日本では2002年2月22日に発売された。日本市場では推計45万台と売上は低迷したが、最終的に北アメリカでは1,600万台、全世界で合計2,400万台を売り上げ、この世代のゲーム機ではドリームキャスト、ゲームキューブを超えた。マイクロソフトは北アメリカでの好調な販売にもかかわらず、製造コストの高さにより巨額の損失を出し、2005年までの4年間で40億ドルの損失を出した。

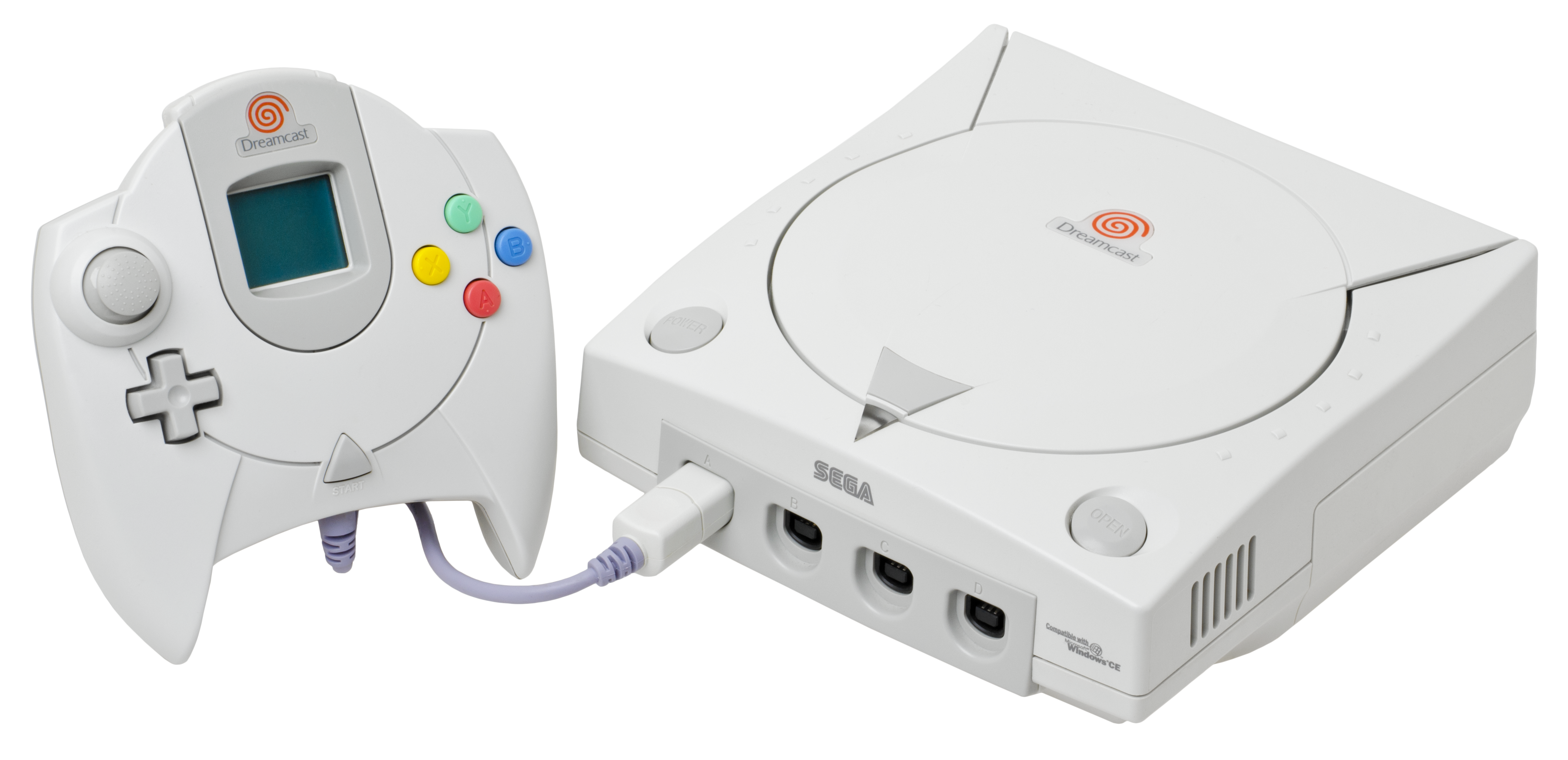
ドリームキャスト
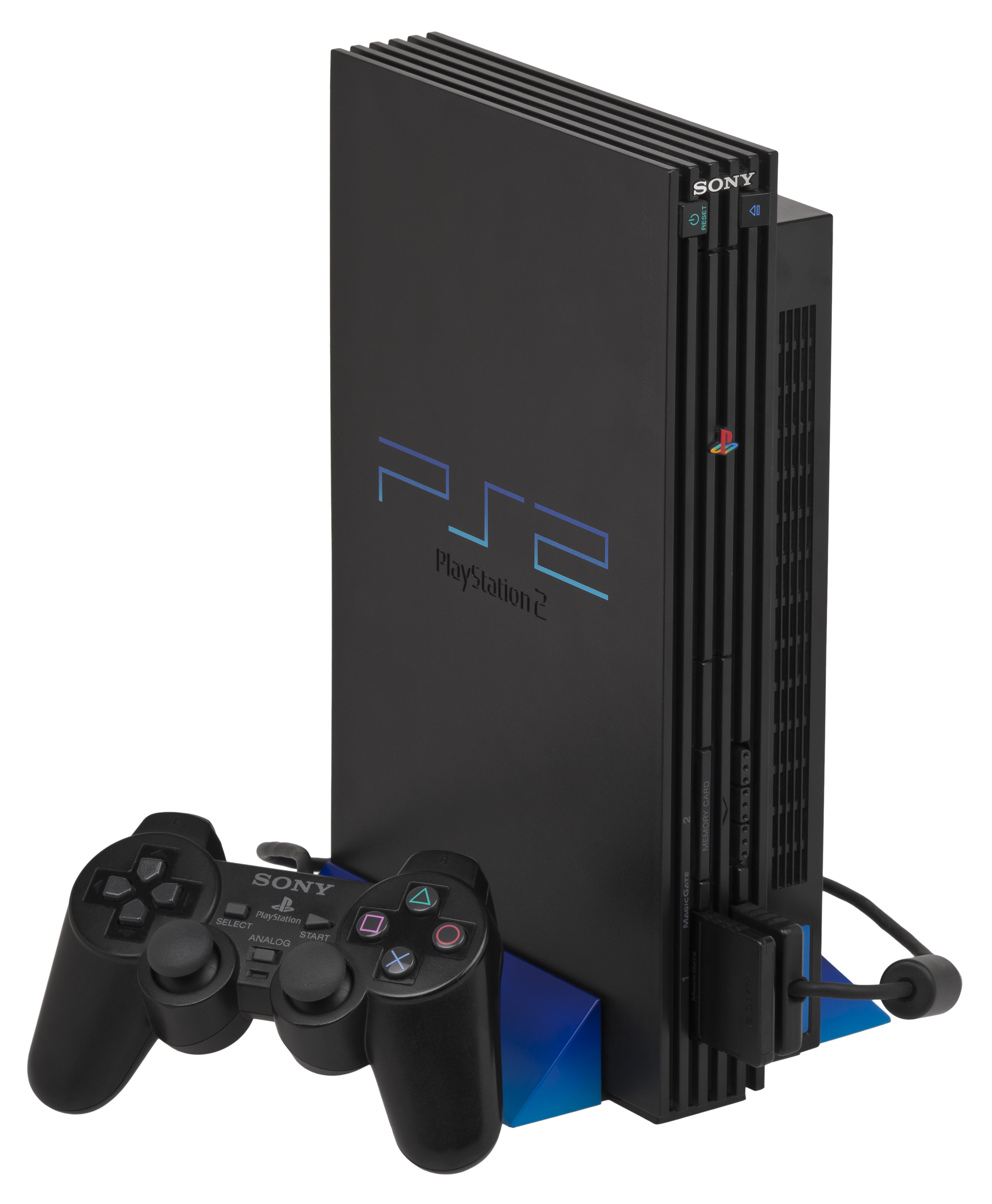
PlayStation 2
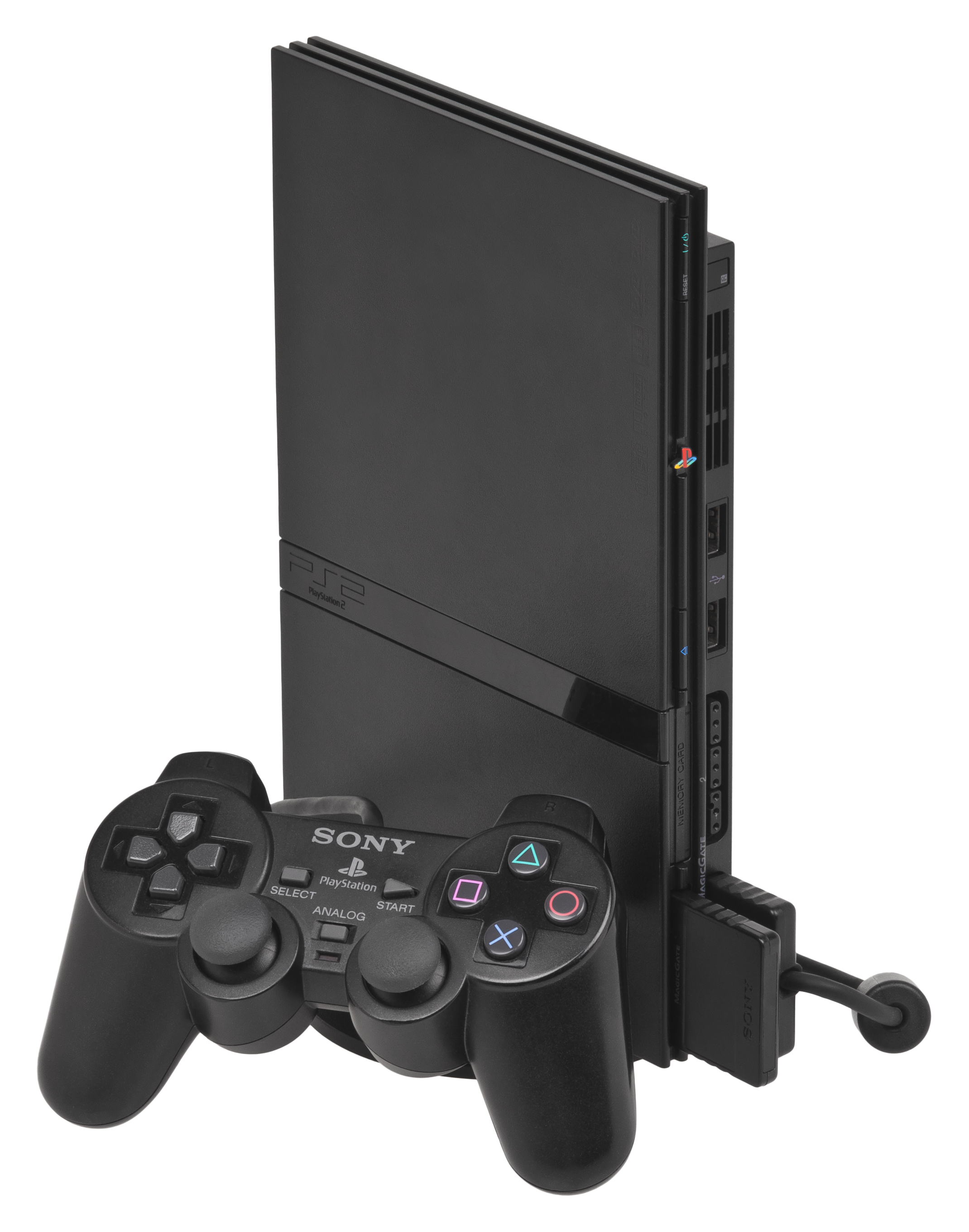
PlayStation 2 (SCPH-70000)
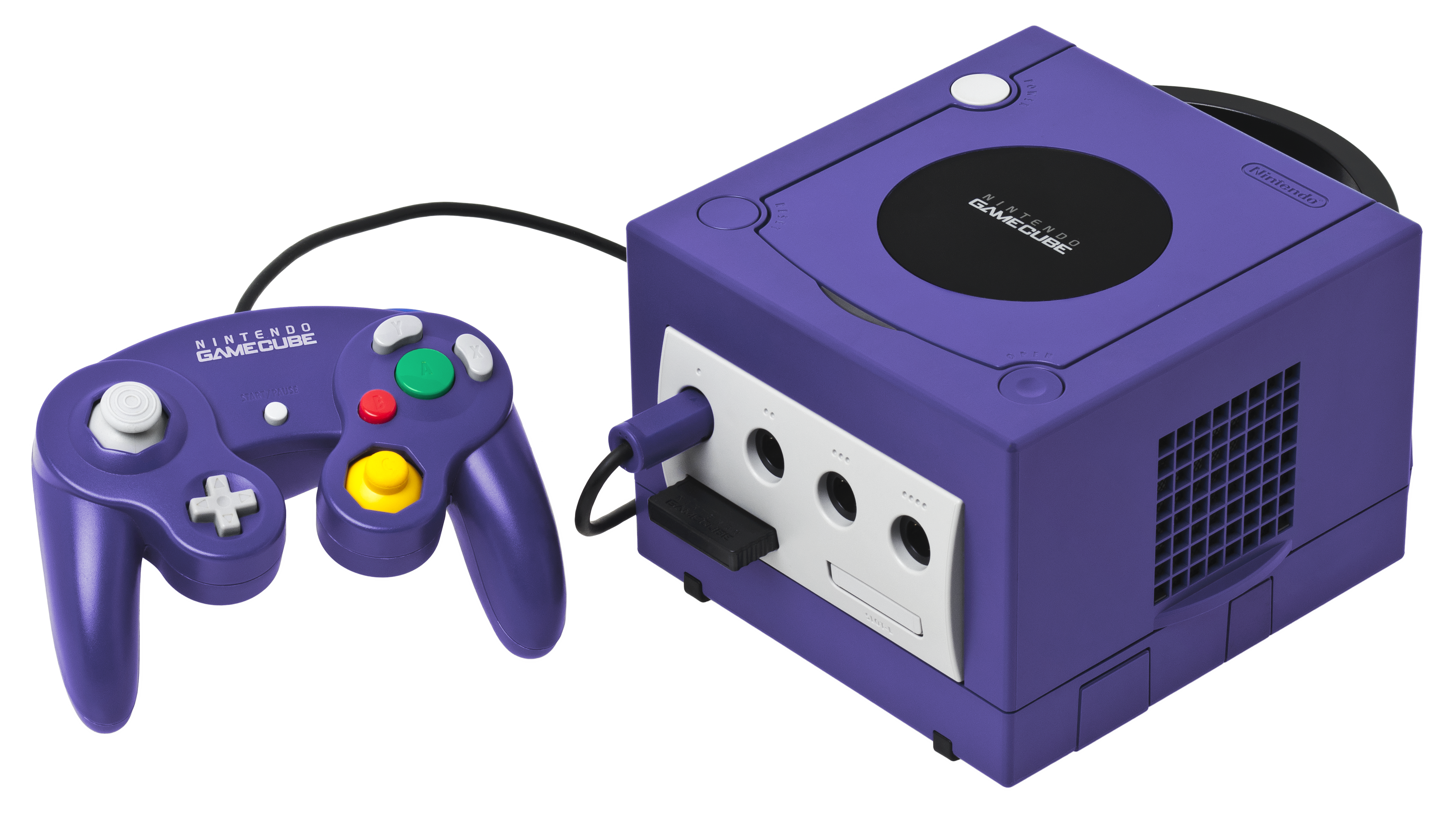
ニンテンドーゲームキューブ
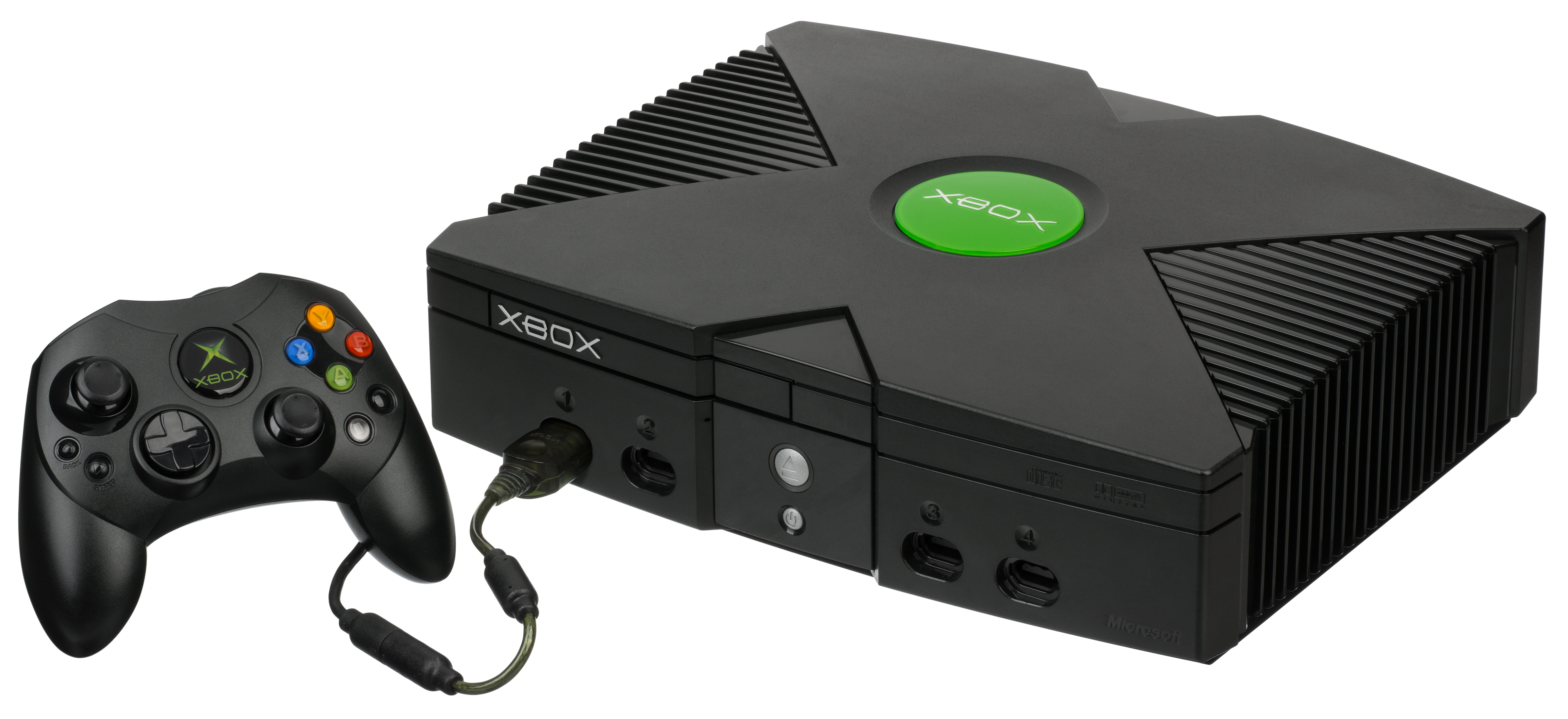
Xbox

### 2000年代後期
2005年にマイクロソフトがXbox 360、2006年にソニー・コンピュータエンタテインメント（現：ソニー・インタラクティブエンタテインメント）がPlayStation 3（PS3）、任天堂がWiiを発売した。PlayStation 3とXbox 360が重厚長大路線を進む中、ゲーム産業の流れを一度リセットすることを狙ったのがWiiだった。三つ巴の戦いの短期的な勝利者はWiiだが、長期的には勝者なしの痛み分けに終わった。
Xbox 360にはオンラインサービス「Xbox Live」が搭載されており、これは前世代機のXboxから拡張され、音楽・映画の購入・ストリーミング、インターネット接続など多くのことができるようになった。初期型は高い故障率が問題となり、故障時に赤ランプがリング状に点灯することから通称「Red Ring of Death（RROD）」と呼ばれている。マイクロソフトは保証期間の延長を行った（Xbox 360の技術的問題を参照）。2010年に「Xbox 360 S」、と2013年に「Xbox 360 E」が発売された。全世界で8,400万台以上を売り上げ、Xboxシリーズで最も売れたゲーム機となった。日本では広報戦略やソフトのラインナップの改善により、約160万台を売り上げ、Xboxシリーズで唯一、日本での販売台数が100万台を超えたゲーム機となった。
PlayStation 3はフルHD対応、ネットワーク接続機能や、ディスクメディアとしてBlu-ray Discを採用している。当時、ソニー・コンピュータエンタテインメントのCEOだった久夛良木健は「PlayStation 3はゲーム機ではなくエンタテインメントのためのコンピュータ」と語り、当初はゲーム機のビジネスモデルから転換し、「もう一つのパソコン、新しいAVコンピュータ」を目指していた。初期型はCell Broadband Engineの開発・生産コストの高さや、PlayStation 2互換のためにEE+GS（Emotion EngineとGraphics Synthesizer）チップを搭載したことで、逆ザヤとなった。2007年にPlayStation 2互換機能とSuper Audio CDの非対応など機能を削減した新型を発売。2009年に小型・軽量化したCECH-2000A、2012年にさらに小型にしたCECH-4000Bを発売した。2011年は本体の販売台数、ソフトの販売本数、共に据置機で年間トップとなった。
Wiiは前世代機のゲームキューブと比べ、小型化・軽量化され、ニンテンドーゲームキューブソフトとの互換機能を持ち、ニンテンドーゲームキューブ同様にソフトウェアとして光ディスクを採用している。振る、回すといった直感的な操作ができるWiiリモコン、任天堂独自のアバター『Mii』、オンラインサービス『バーチャルコンソール』が特徴。Wiiリモコンを活かした『Wii Sports』、バランスWiiボードに乗り、体を傾けて操作する『Wii Fit』が販売台数を大きく牽引し、任天堂の据置型ゲーム機では販売台数が初めて1億台を突破した。2009年以降はハードの性能不足やWiiリモコンの操作性がネックとなり、ソフト数が減少し、販売台数が低迷した。後継機のWii Uの発売後1年弱が経過した2013年10月に生産終了が発表され、競合した3機種の中ではもっとも早く市場から退くこととなった。

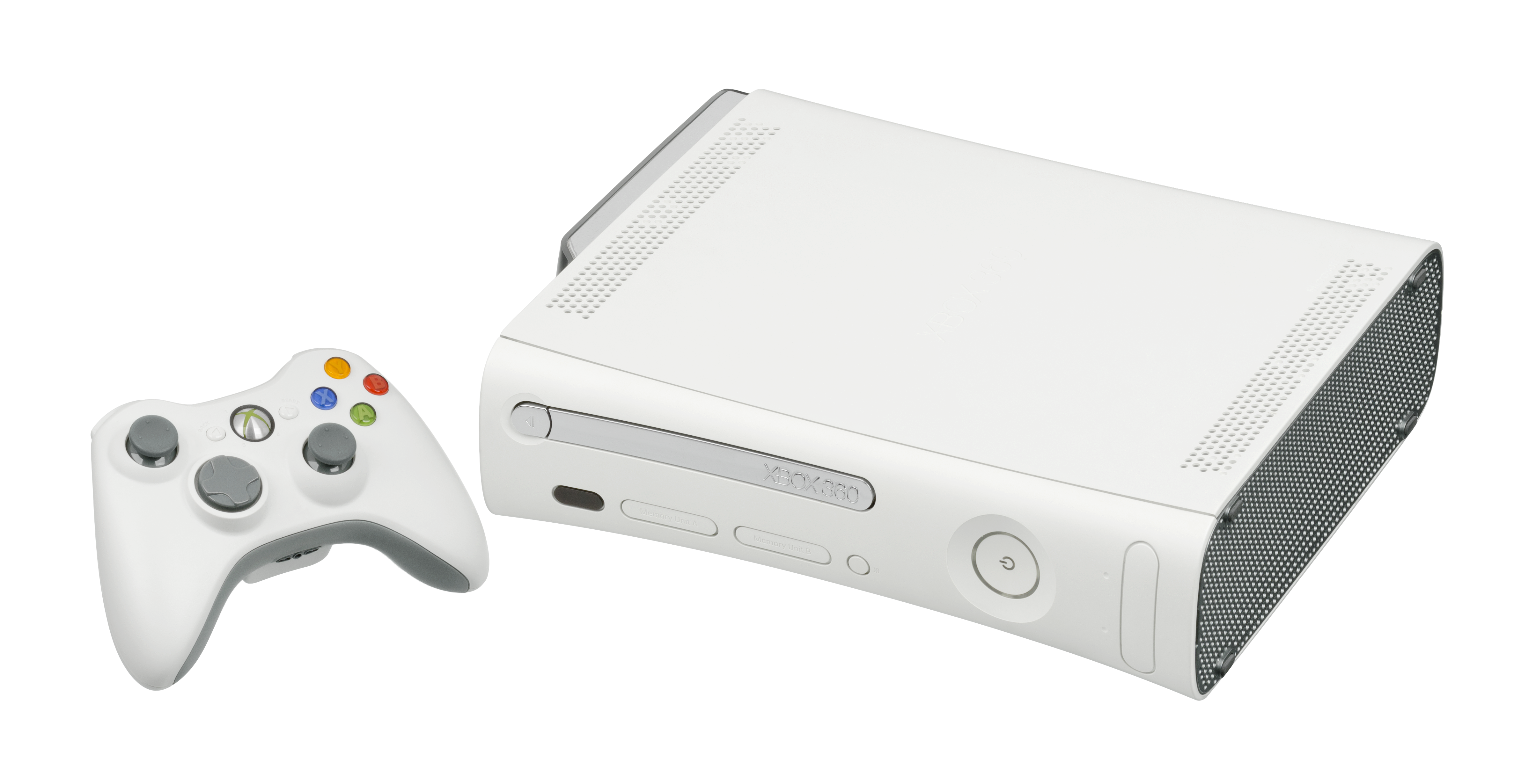
Xbox 360
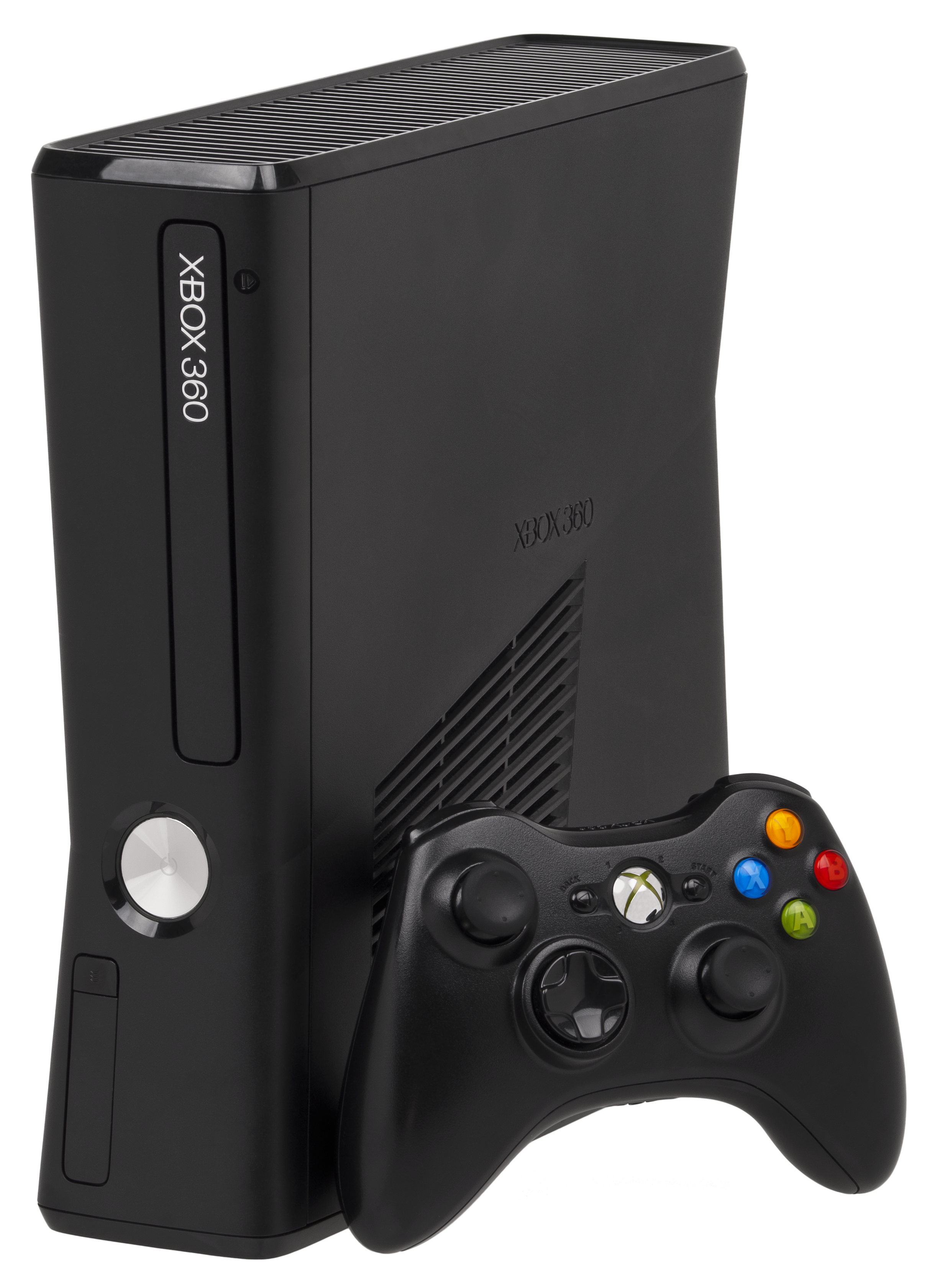
Xbox 360 S
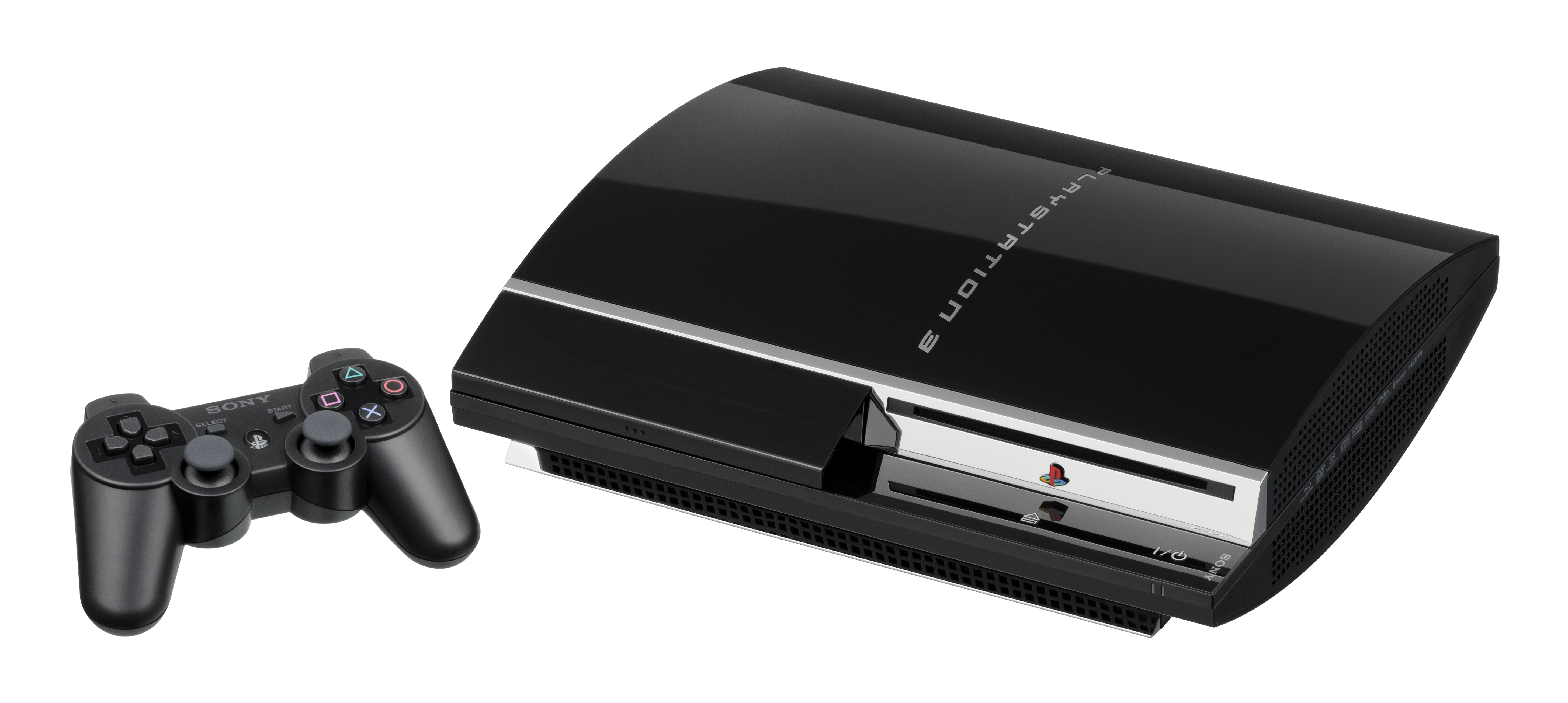
PlayStation 3
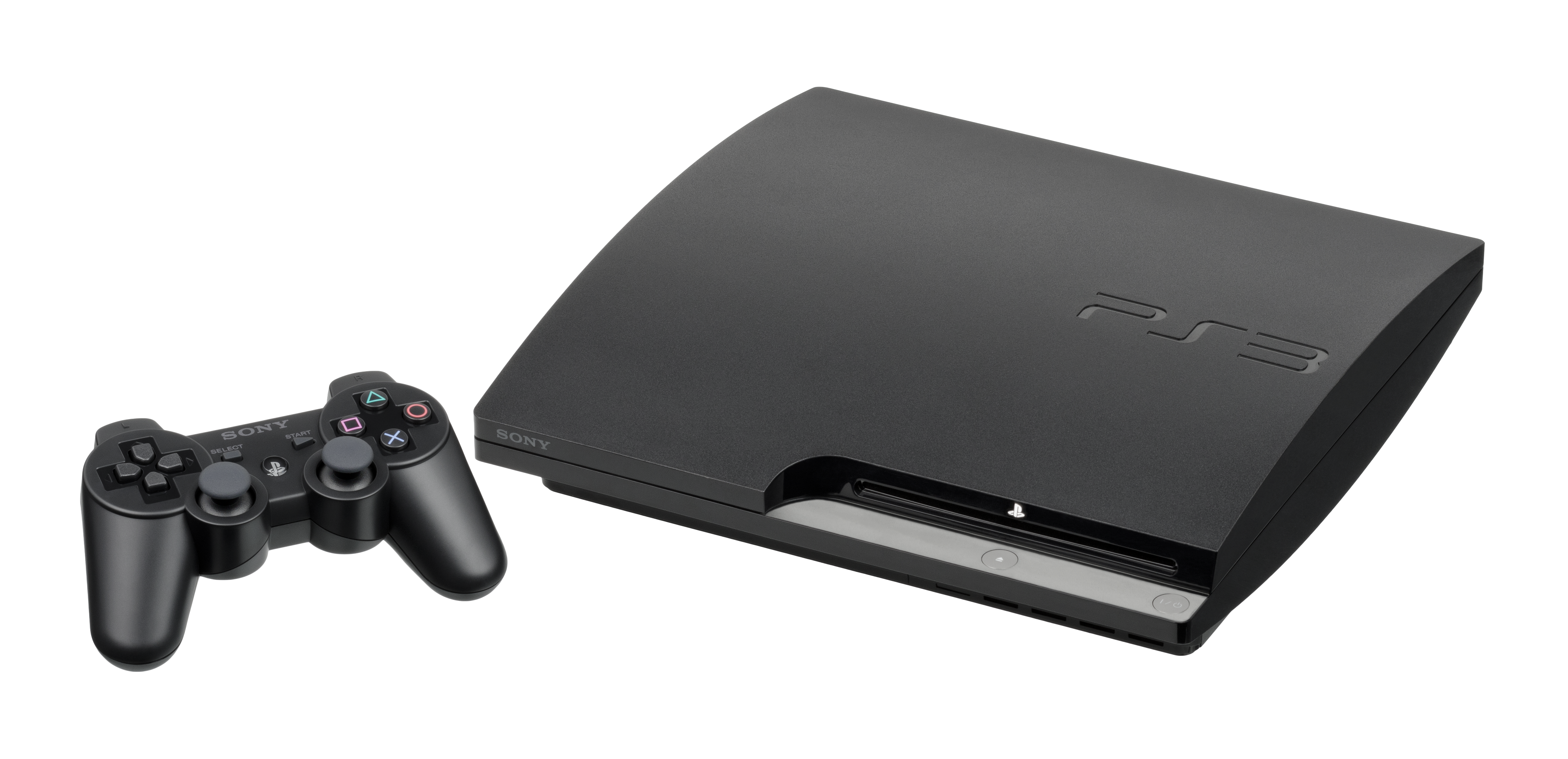
PlayStation 3 (CECH-2000)
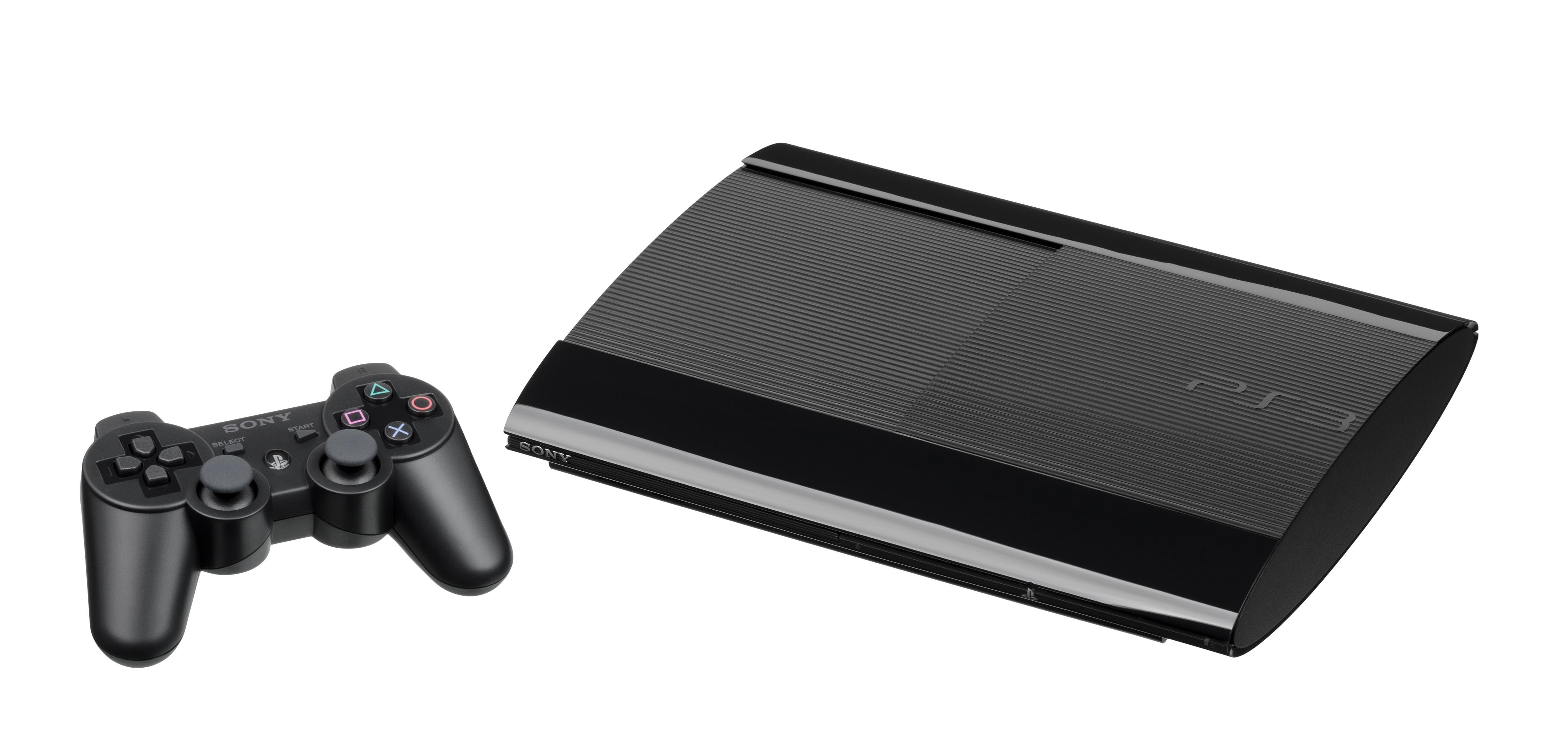
PlayStation 3 (CECH-4000)
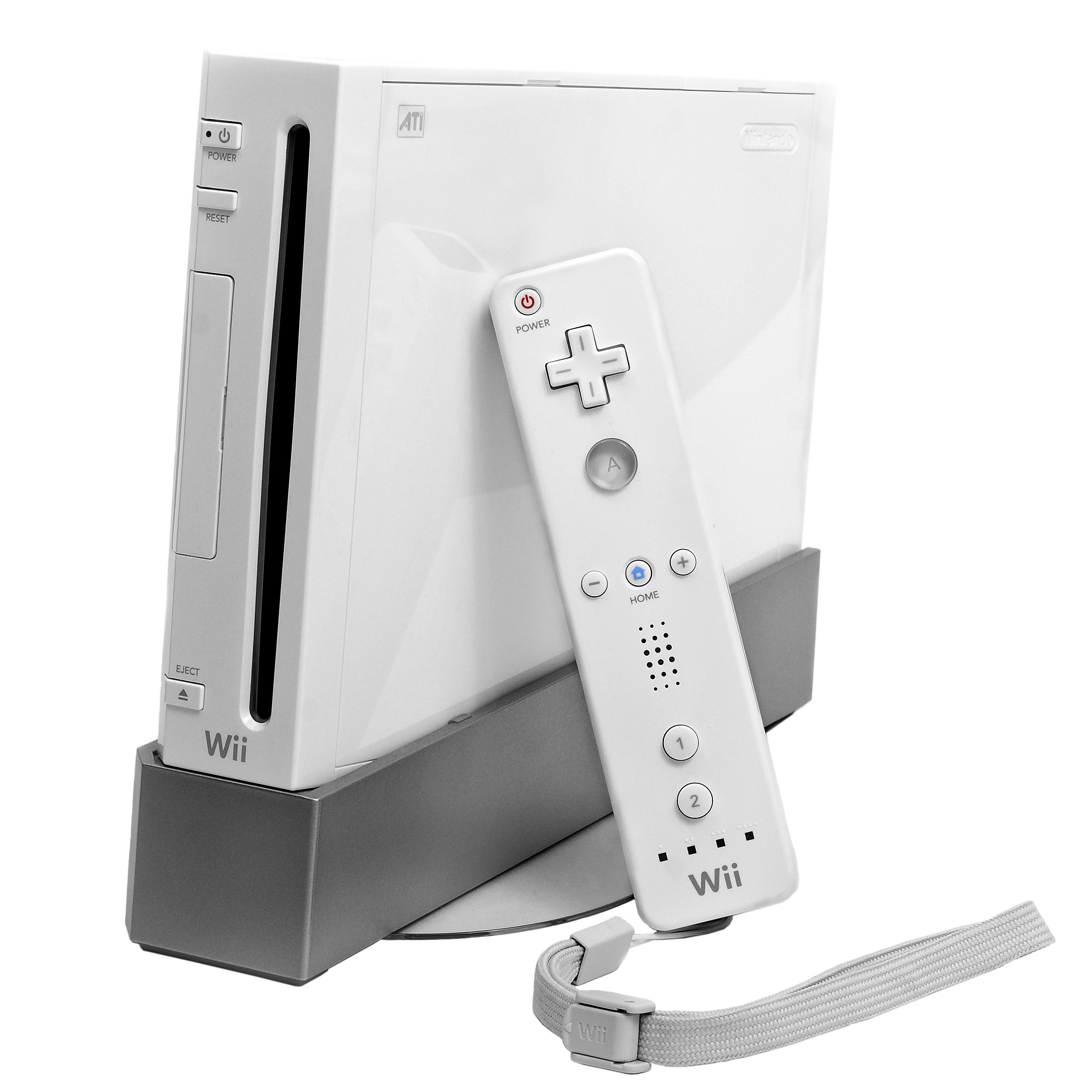
Wii

|            | 本体販売台数 （単位：万台） | 本体販売台数 （単位：万台） | 本体販売台数 （単位：万台） | 発売タイトル数 （単位：タイトル） | 発売タイトル数 （単位：タイトル） | 発売タイトル数 （単位：タイトル） |
| Xbox 360   | PS3                         | Wii                         | Xbox 360                    | PS3                               | Wii                               |                                   |
| ---------- | --------------------------- | --------------------------- | --------------------------- | --------------------------------- | --------------------------------- | --------------------------------- |
| 2006年以前 | 29                          | 46                          | 99                          | 70                                | 13                                | 21                                |
| 2007年     | 26                          | 121                         | 363                         | 60                                | 52                                | 101                               |
| 2008年     | 32                          | 99                          | 290                         | 77                                | 83                                | 122                               |
| 2009年     | 33                          | 173                         | 198                         | 77                                | 74                                | 104                               |
| 2010年     | 21                          | 156                         | 173                         | 108                               | 115                               | 60                                |
| 2011年     | 11                          | 147                         | 94                          | 117                               | 147                               | 37                                |
| 2012年     | 7                           | 133                         | 49                          | 86                                | 143                               | 10                                |
| 2013年     | 2                           | 82                          | 8                           | 71                                | 137                               | 4                                 |
| 2014年     | -                           | 45                          | -                           | 41                                | 102                               | 1                                 |
| 2015年     | -                           | 19                          | -                           | 13                                | 69                                | 1                                 |
| 2016年以降 | -                           | -                           | -                           | 0                                 | 42                                | 0                                 |
| 累計       | 161                         | 1021                        | 1274                        | 720                               | 977                               | 461                               |

### 2010年代前期
Wii U
Wiiの後継機。任天堂が2012年に発売。発売直後は好調に売れていたが、2013年は新作ソフトが他機種に比べて著しく少ないこともあって苦戦。2014年は『マリオカート8』や『大乱闘スマッシュブラザーズ for Wii U』がヒットし、任天堂は平成27年度3月期で4期ぶりの黒字転換に成功。2015年には『スプラトゥーン』がヒットするものの、その後も苦戦が続き、後継機のNintendo Switchが発売される前の2016年に生産終了が発表された。
PlayStation 4（PS4）
PlayStation 3の後継機。ソニー・コンピュータエンタテインメント（現：ソニー・インタラクティブエンタテインメント）が2014年2月に発売。前世代機用のソフトウェアの互換性を備えていない。2016年には薄型のCUH-2000Aや4K解像度などに対応したPlayStation 4 Proを発売した。海外市場では好調な売れ行きだが、日本市場では前世代機同様に伸び悩んだ。当初、日本国内ではパッケージ版のみで50万本以上を売り上げたソフトが存在しなかったが、2016年に発売された『ファイナルファンタジーXV』では日本国内の当機で初のパッケージ版のみでミリオンセラーを記録し、2018年の『モンスターハンター：ワールド』は国内PlayStation 4ソフトで唯一、パッケージ版のみで200万本出荷を記録した（ダウンロード版を含めると300万本以上を出荷）。
Xbox One
Xbox 360の後継機。マイクロソフトが2014年9月に発売。発売初週の売上は3万台に満たなかった。2016年には小型化されたXbox One S、2017年には高性能型Xbox One Xを発売した。2019年にはディスクドライブを廃した廉価版Xbox One S オールデジタルエディションを発売した。
G-cluster
ブロードメディアから2013年6月20日に発売された、「クラウドゲーム」用ゲーム機。しかし2016年5月にはサービスを提供する「Gクラスタ・グローバル」が破産手続に入り解散。ブロードメディアの子会社「ブロードメディアGC」がサービスを引き継いだものの、一部のゲームは販売・配信が休止されるなど、展開は縮小傾向にあった。最終的には、2025年2月28日をもってサービスを終了した。

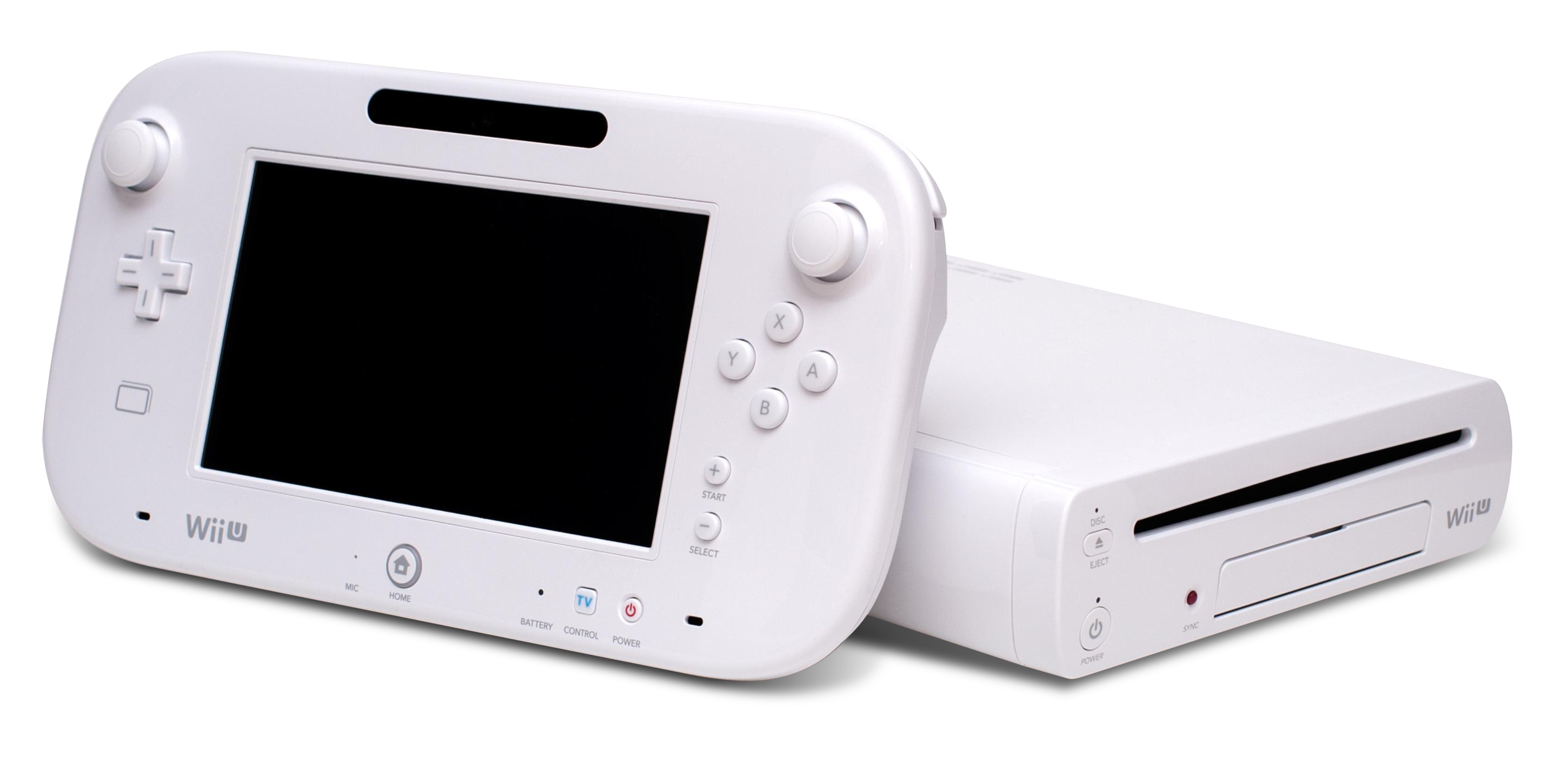
Wii U
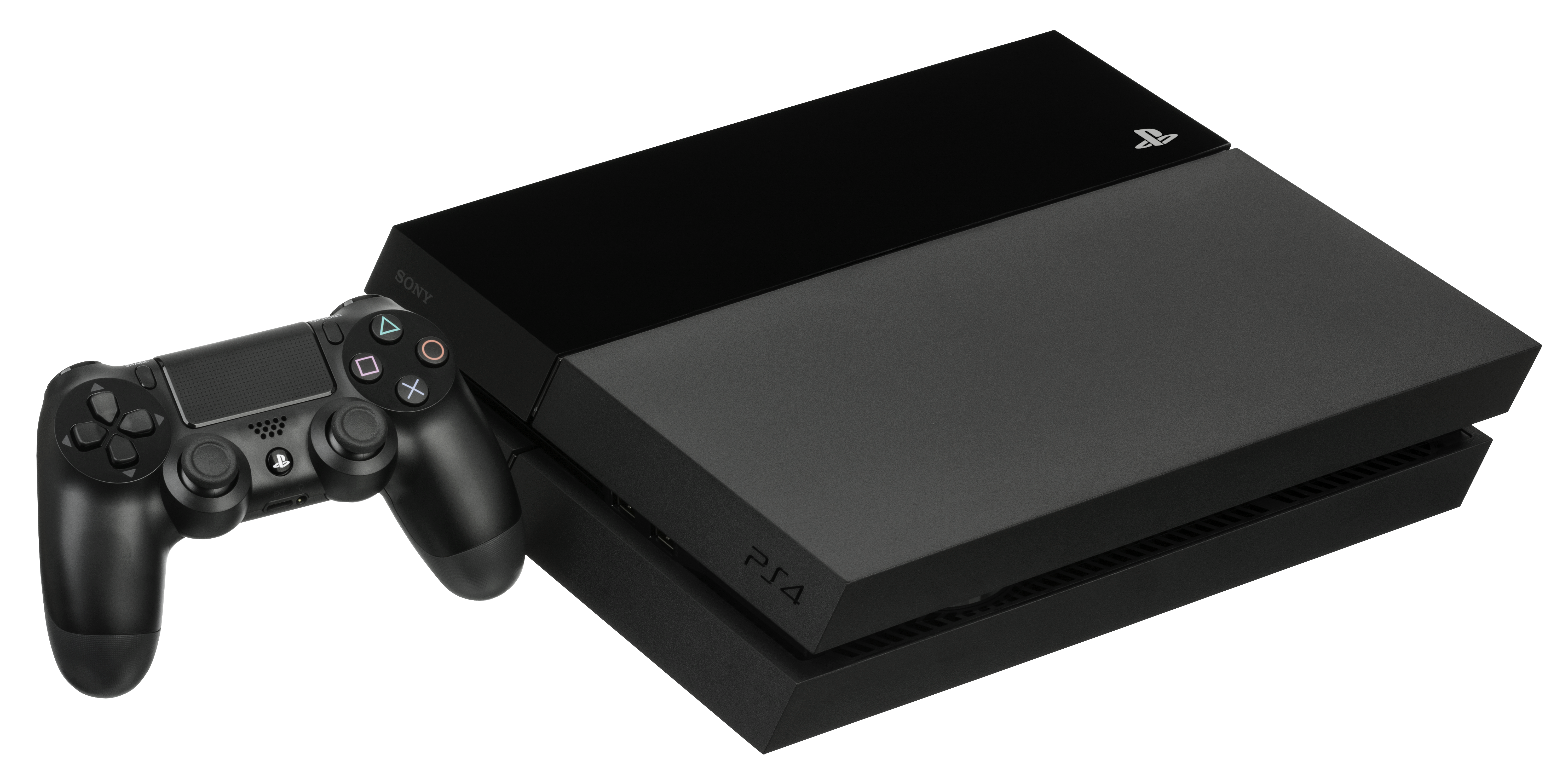
PlayStation 4
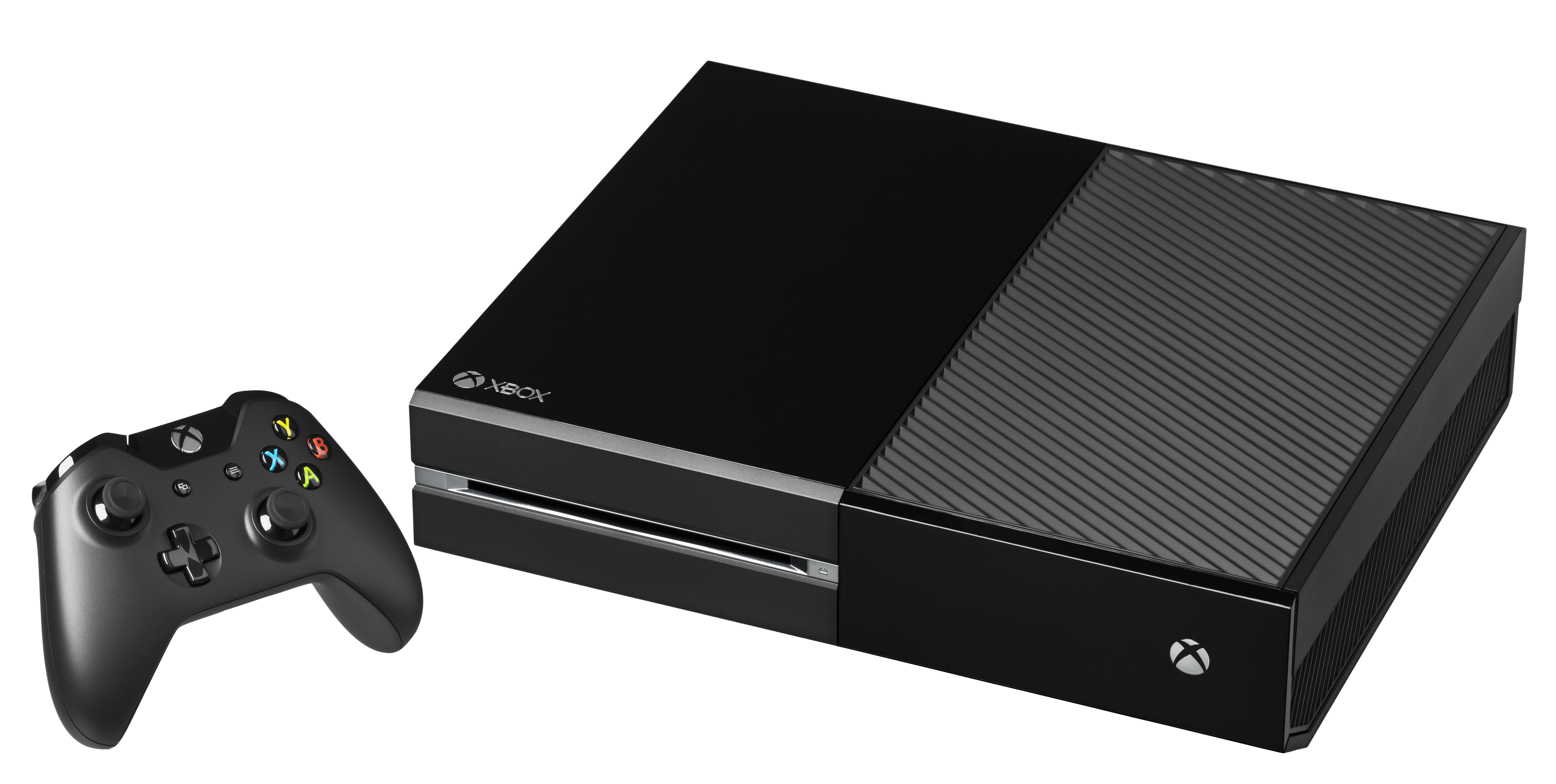
Xbox One

|        | 本体販売台数 （単位：万台） | 本体販売台数 （単位：万台） | 本体販売台数 （単位：万台） | 発売タイトル数 （単位：タイトル） | 発売タイトル数 （単位：タイトル） | 発売タイトル数 （単位：タイトル） |
| Wii U  | PS4                         | Xbox One                    | Wii U                       | PS4                               | Xbox One                          |                                   |
| ------ | --------------------------- | --------------------------- | --------------------------- | --------------------------------- | --------------------------------- | --------------------------------- |
| 2012年 | 64                          | -                           | -                           | 15                                | -                                 | -                                 |
| 2013年 | 89                          | -                           | -                           | 32                                | -                                 | -                                 |
| 2014年 | 60                          | 93                          | 5                           | 23                                | 59                                | 39                                |
| 2015年 | 82                          | 121                         | 2                           | 22                                | 82                                | 40                                |
| 2016年 | 34                          | 179                         | 1                           | 11                                | 119                               | 29                                |
| 2017年 | -                           | 194                         | 1                           | 2                                 | 171                               | 29                                |
| 2018年 | -                           | 170                         | 2                           | 1                                 | 183                               | 10                                |
| 2019年 | -                           | 120                         | 1                           | 0                                 | 171                               | 7                                 |
| 2020年 | -                           | 54                          | 1                           | 0                                 | 107                               | 3                                 |
| 2021年 | -                           | 10                          | -                           | 0                                 | 45                                | 6                                 |
| 2022年 | -                           | 2                           | -                           | 0                                 | 54                                | 2                                 |
| 2023年 | -                           | 7                           | -                           | 0                                 | 69                                | 2                                 |
| 2024年 | -                           | 1                           | -                           | 0                                 | 45                                | 0                                 |
| 累計   | 328                         | 950                         | 11                          | 106                               | 1105                              | 167                               |

### 2020年前後
Nintendo Switch
任天堂が2017年に発売。据え置き機の位置づけだが、携帯機としても扱える2スタイルでの運用を特徴とする。触感を再現するHD振動、物の形や距離を読み取るモーションIRカメラなどが搭載されている。2021年にNintendo Switch（有機ELモデル）を発売。
Xbox Series X、Xbox Series S
Xbox Oneの後継機。マイクロソフトが2020年11月10日に発売。
PlayStation 5（PS5）
PlayStation 4の後継機。ソニー・インタラクティブエンタテインメントが2020年11月12日に発売。発売当初は半導体不足により生産台数が伸びず苦戦を強いられたが、2023年頃までには生産体制が整いつつある。2023年には小型化しBDドライブを着脱できるCFI-2000Aを発売した。2024年にはPlayStation 5 Proを発売した。
Atari VCS
アタリが2020年末にアメリカで一部先行出荷したのち、2021年6月に一般向けに発売した。日本でも2018年に予約が始まっていた。
文字通り往年のVideo Computer Systemの形状を再現しており、同機のタイトルを多数内蔵する。しかしいわゆるミニファミコンなどとは異なり、新たなソフトを追加できる仕組みを持つ、現代の新型ゲーム機という位置付けである。往年の家庭用ゲーム機の世界的盟主であるアタリの業界復帰ということで話題となった。

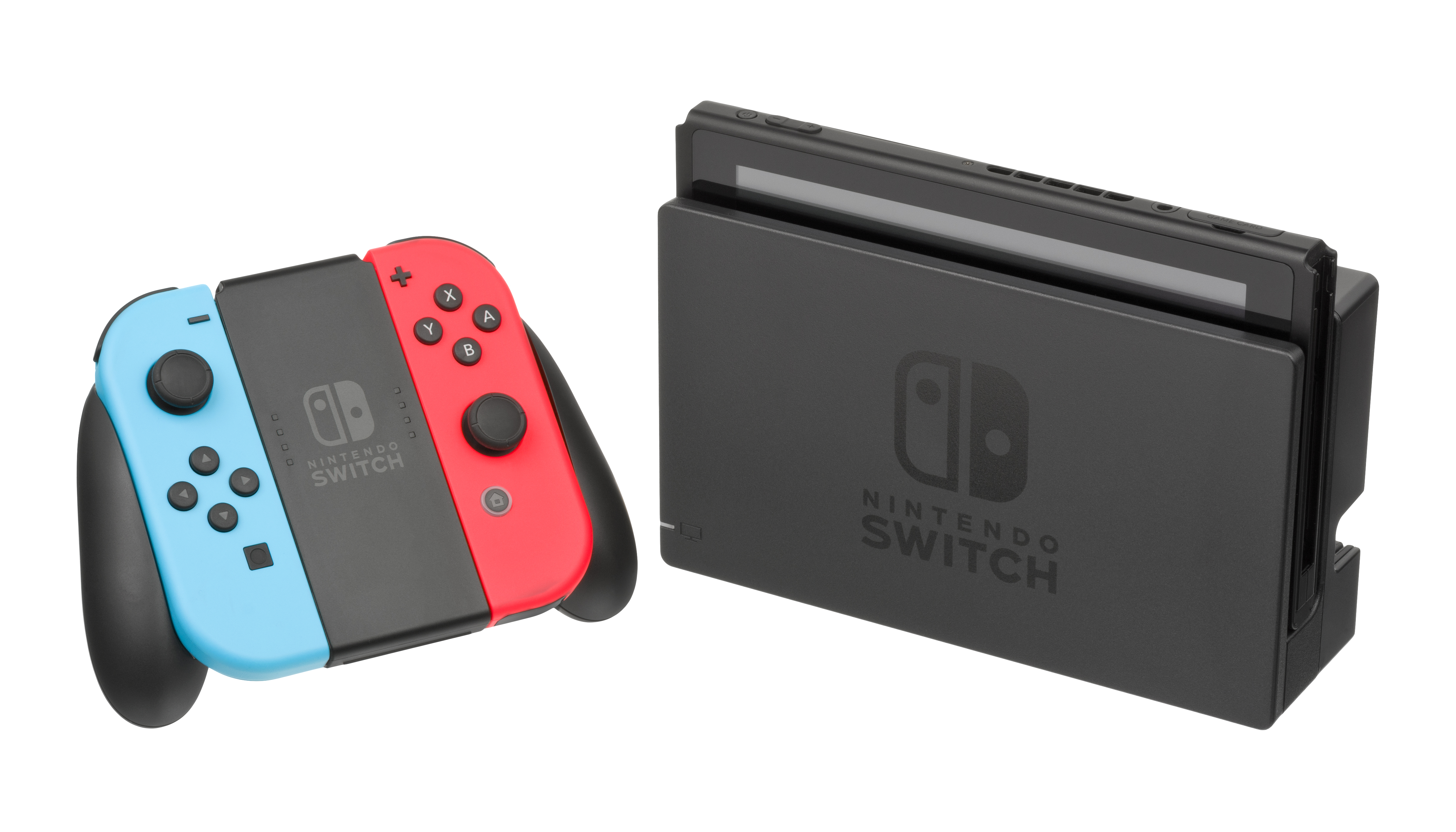
Nintendo Switch
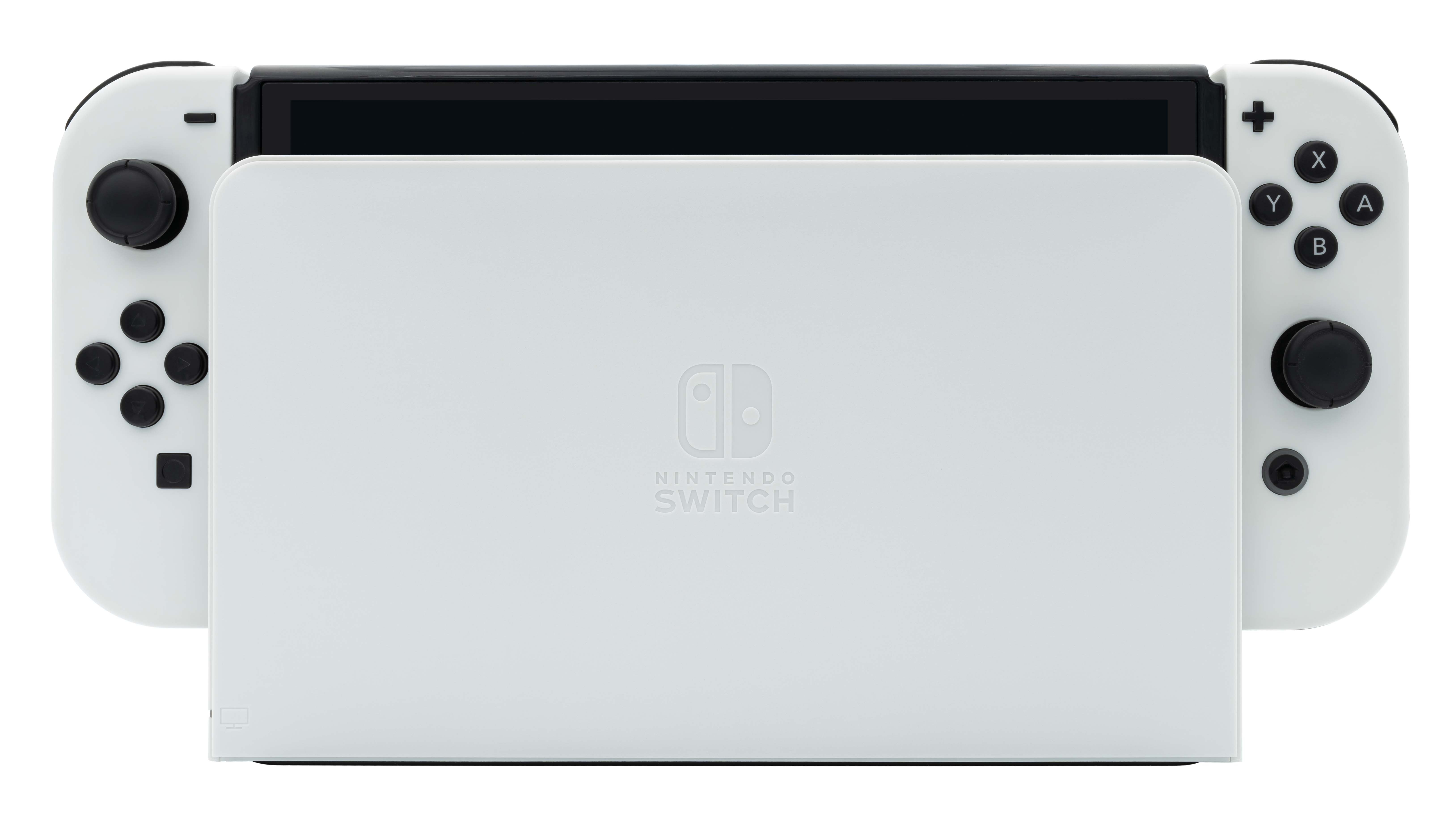
Nintendo Switch（有機ELモデル）
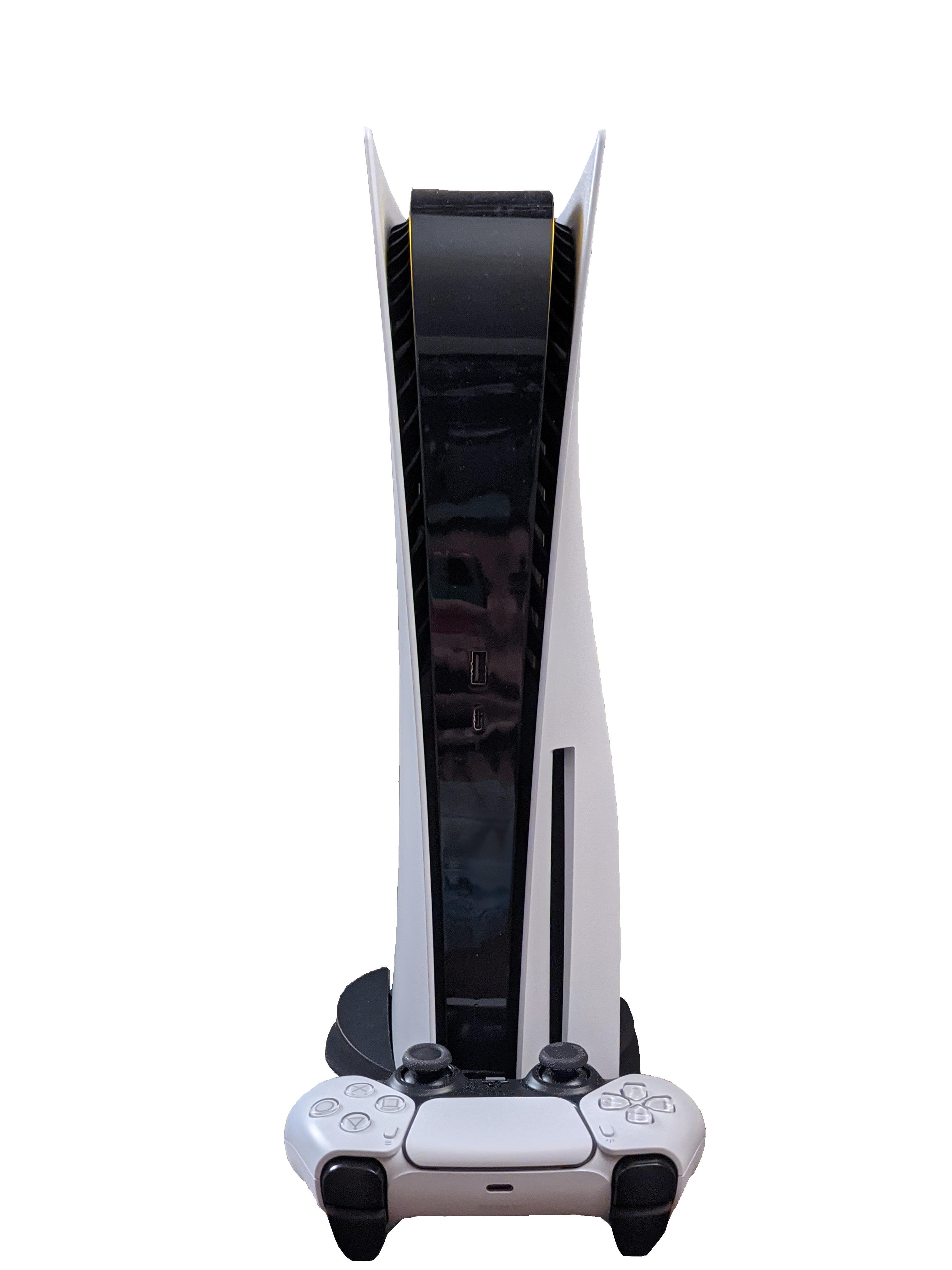
PlayStation 5
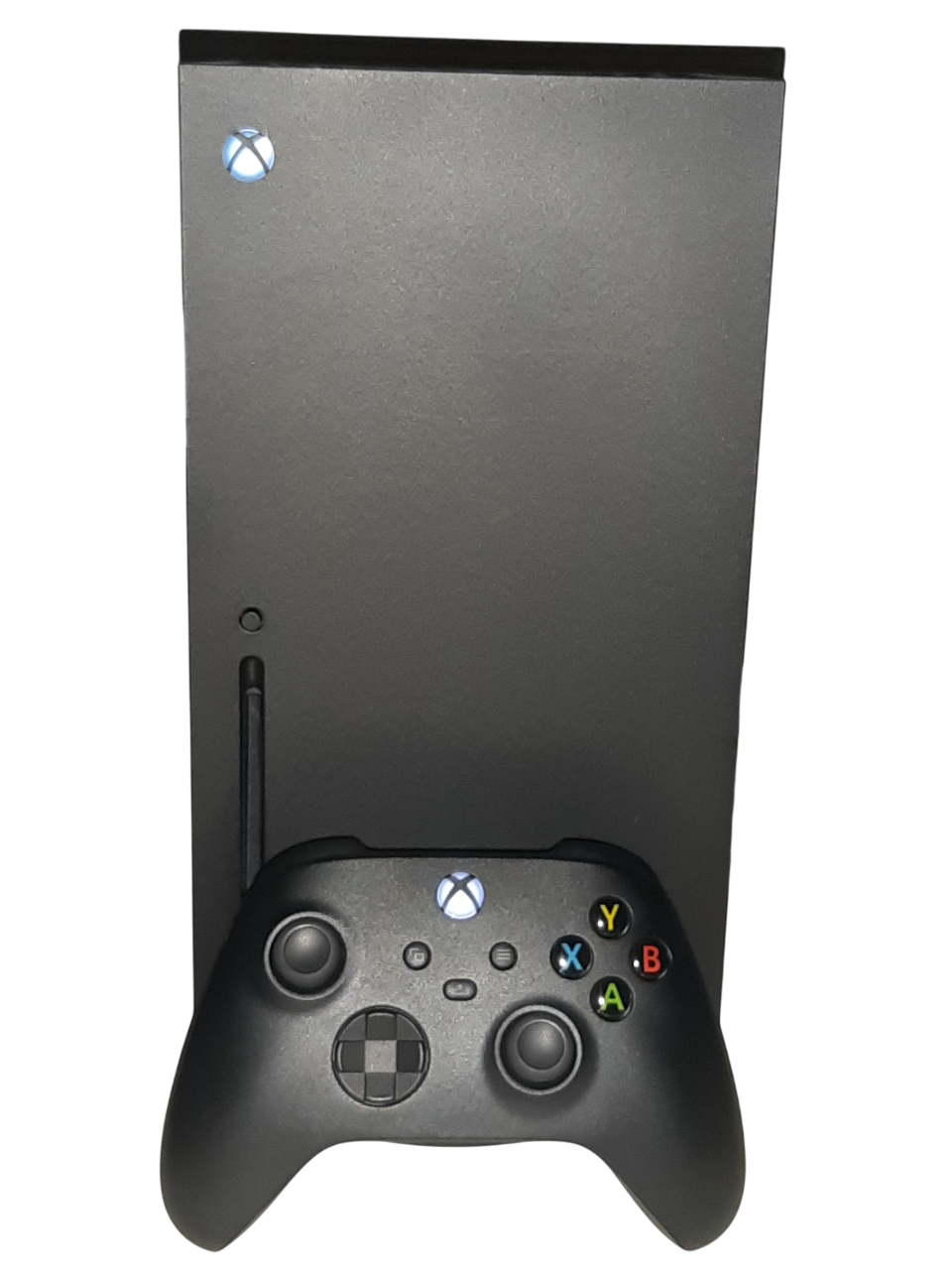
Xbox Series X
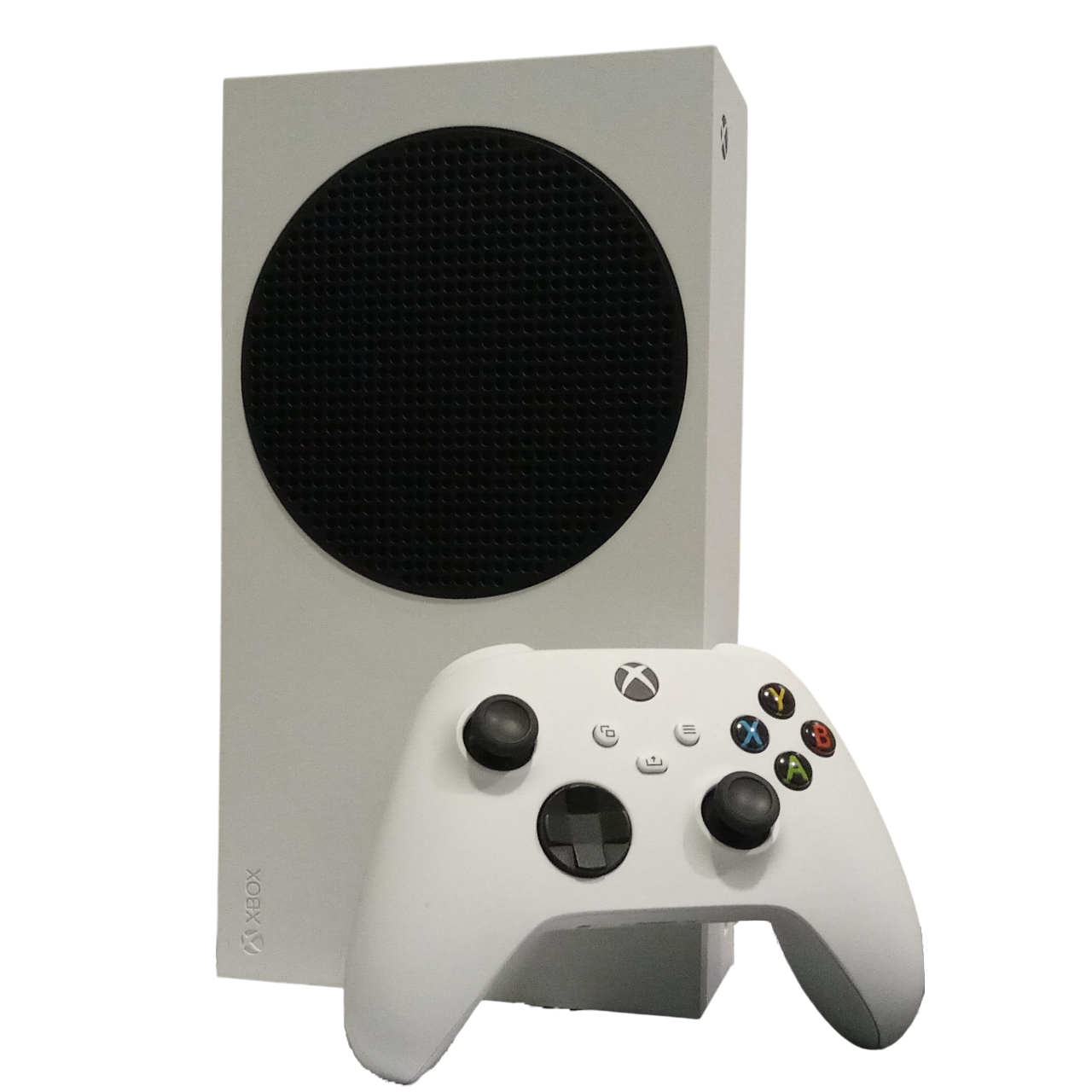
Xbox Series S
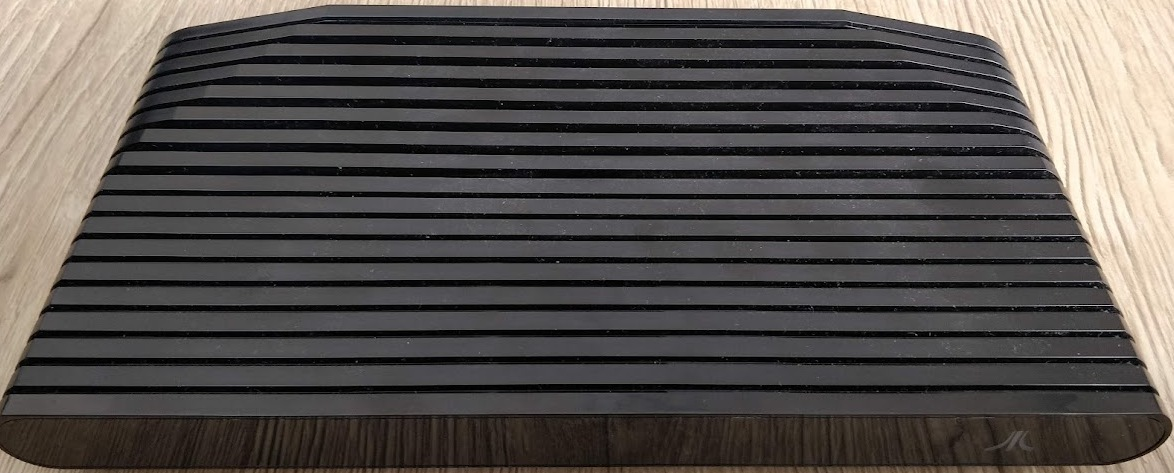
Atari VCS

|        | 本体販売台数 （単位：万台） | 本体販売台数 （単位：万台） | 本体販売台数 （単位：万台） | 発売タイトル数 （単位：タイトル） | 発売タイトル数 （単位：タイトル） | 発売タイトル数 （単位：タイトル） |
| Switch | PS5                         | Xbox Series X               | Switch                      | PS5                               | Xbox Series X                     |                                   |
| ------ | --------------------------- | --------------------------- | --------------------------- | --------------------------------- | --------------------------------- | --------------------------------- |
| 2017年 | 341                         | -                           | -                           | 51                                | -                                 | -                                 |
| 2018年 | 348                         | -                           | -                           | 156                               | -                                 | -                                 |
| 2019年 | 449                         | -                           | -                           | 205                               | -                                 | -                                 |
| 2020年 | 596                         | 26                          | 3                           | 212                               | 16                                | 0                                 |
| 2021年 | 558                         | 97                          | 10                          | 248                               | 74                                | 7                                 |
| 2022年 | 480                         | 115                         | 27                          | 222                               | 107                               | 2                                 |
| 2023年 | 406                         | 258                         | 14                          | 230                               | 131                               | 3                                 |
| 2024年 | 311                         | 145                         | 12                          | 240                               | 44                                | 2                                 |
| 累計   | 3490                        | 642                         | 66                          | 1564                              | 372                               | 14                                |

### 2020年代後期
Nintendo Switch 2
任天堂が2025年に発売。

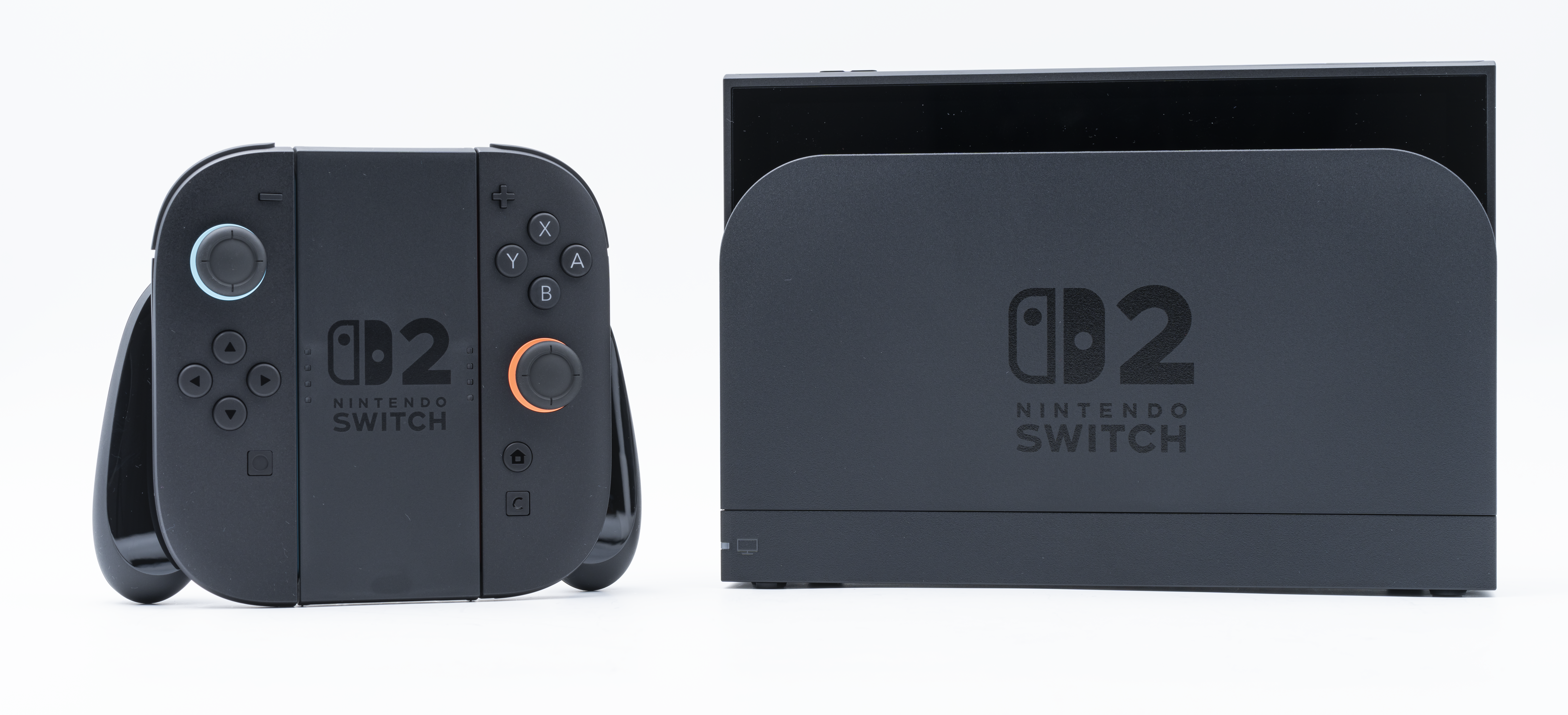
Nintendo Switch 2

## 携帯型ゲーム機

### 1980年代（携帯型）
1980年代初頭の日本では、任天堂のゲーム&ウオッチやバンダイのLCDゲームシリーズ、エポック社のデジコムシリーズ、カシオ計算機のゲーム電卓などのヒットにより、日本国内の携帯ゲーム市場は電子ゲームが全盛期を迎えていた。しかしこれらの多くはソフトウエアとハードウエアが一体化した、ゲーム内容を換装できない単発の製品だった。
1985年、エポック社が日本初のロムカートリッジ式携帯型ゲーム機ゲームポケコンを発売したが、当時はまだサードパーティの制度は一般的ではなく、自社製作のゲームしか発売されなかった。ソフトの数もあまり増えず、結果的に短命に終わった。

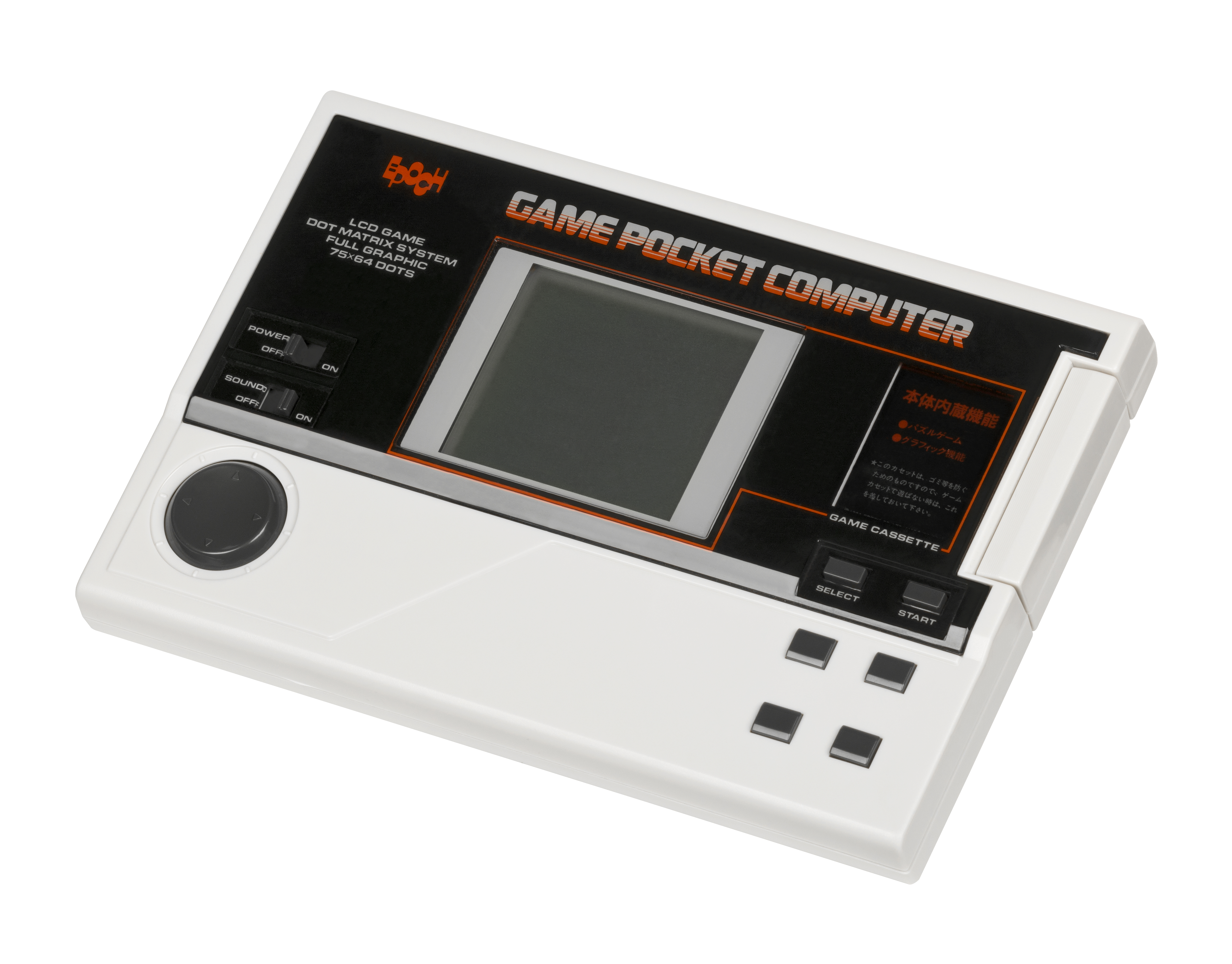
ゲームポケコン

### 1990年前後（携帯型）
1989年に任天堂が携帯型ゲーム機のゲームボーイ（GB）を、アタリがAtari Lynxを発売した。対抗して1990年にセガ（後のセガゲームス）がゲームギア（GG）、日本電気ホームエレクトロニクスがPCエンジンGTで参入した。1991年にはアタリが小型化したAtari Lynx IIを発売した。
ゲームボーイは『テトリス』などの記録的ヒットなどに支えられ、携帯型ゲーム市場でトップに立った。
ゲームギア、PCエンジンGT共にゲームボーイよりも圧倒的に高性能で、カラー液晶を採用していた。ゲームギアのハード性能は8ビット機であるセガ・マークIIIとほぼ同じで、PCエンジンGTは据え置き機のPCエンジンと互換性があった。だが、画面の残像や電力消費量の激しさなど、当時のカラー液晶の持つ問題に苦しみ、ゲームボーイとの競争に敗北した。なおラップトップ型のPCエンジンLTも発売されたが、こちらは基本的にバッテリを内蔵できずACアダプタ端子からの電源供給が前提という据え置き機に近い機種で、筐体形状や拡張性もPCエンジンほぼそのままで高価なカラー液晶を搭載したものだった。

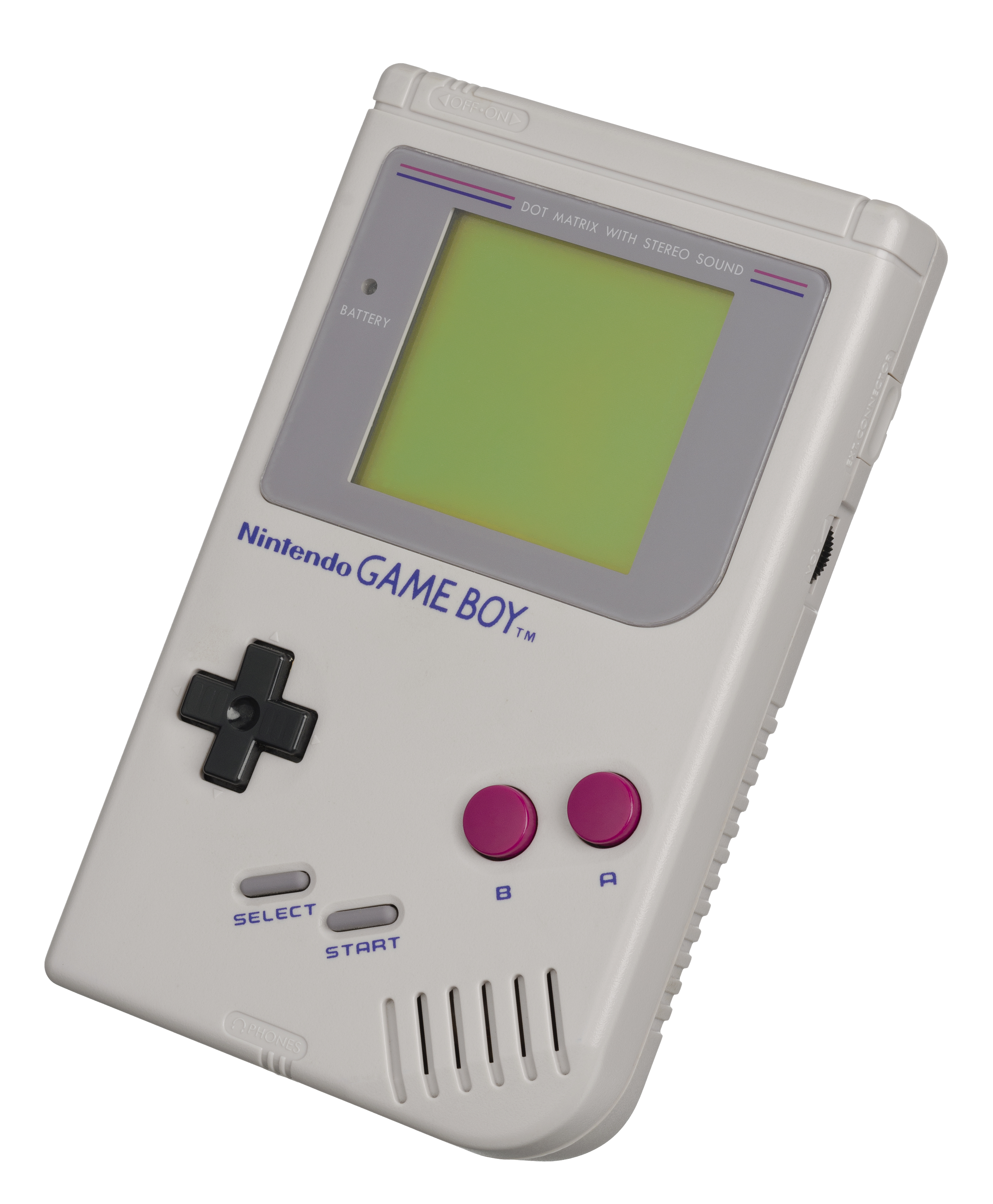
ゲームボーイ
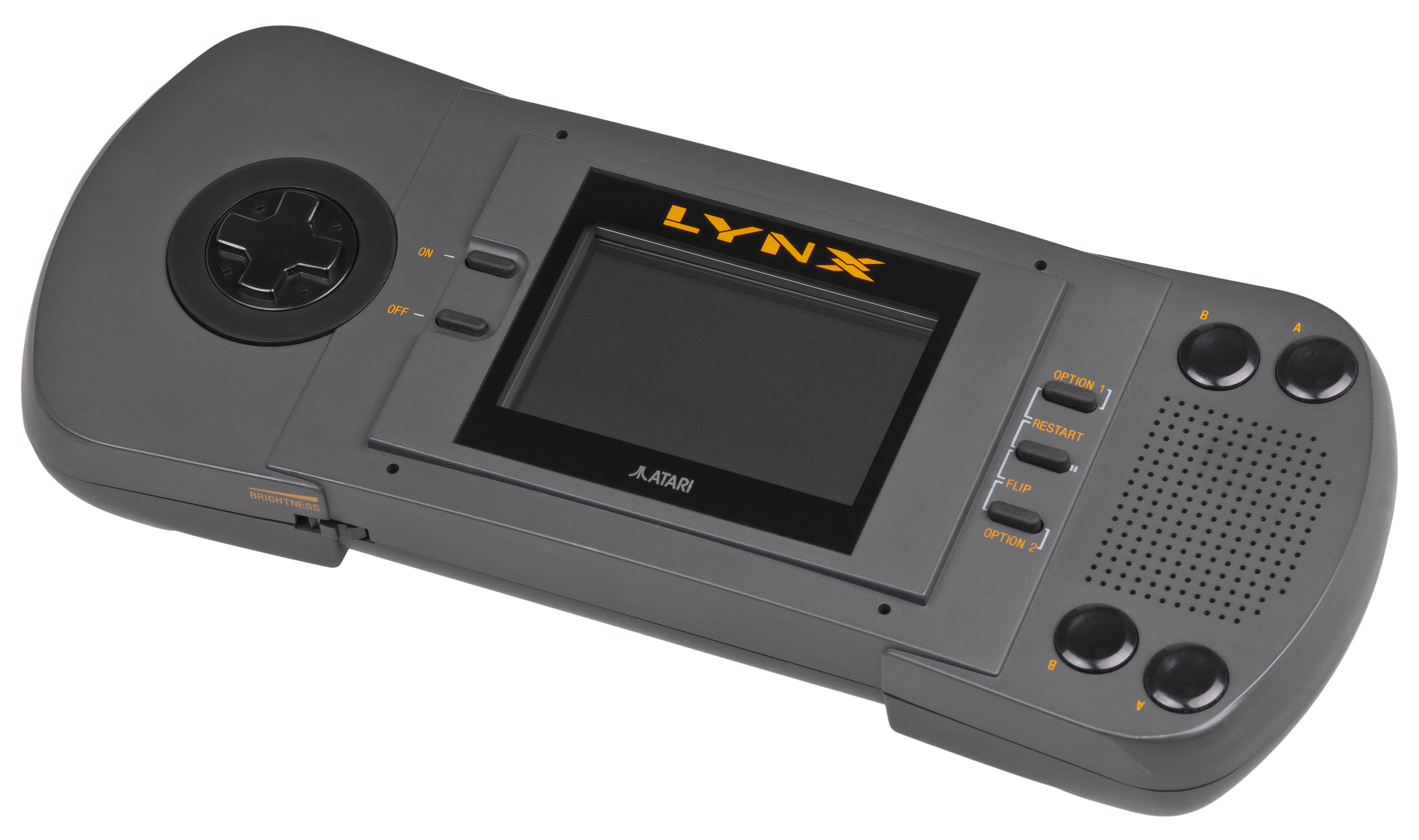
Atari Lynx
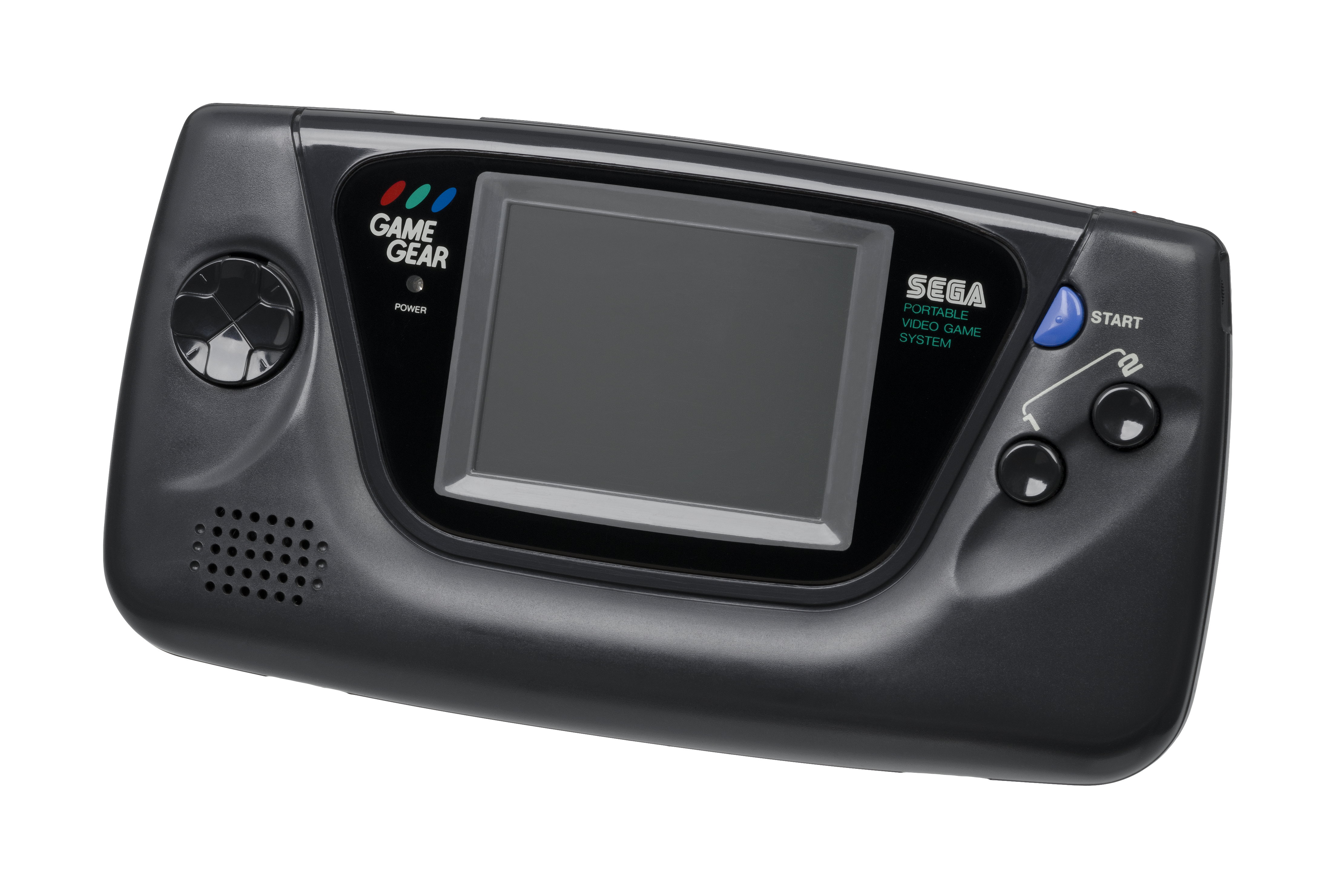
ゲームギア
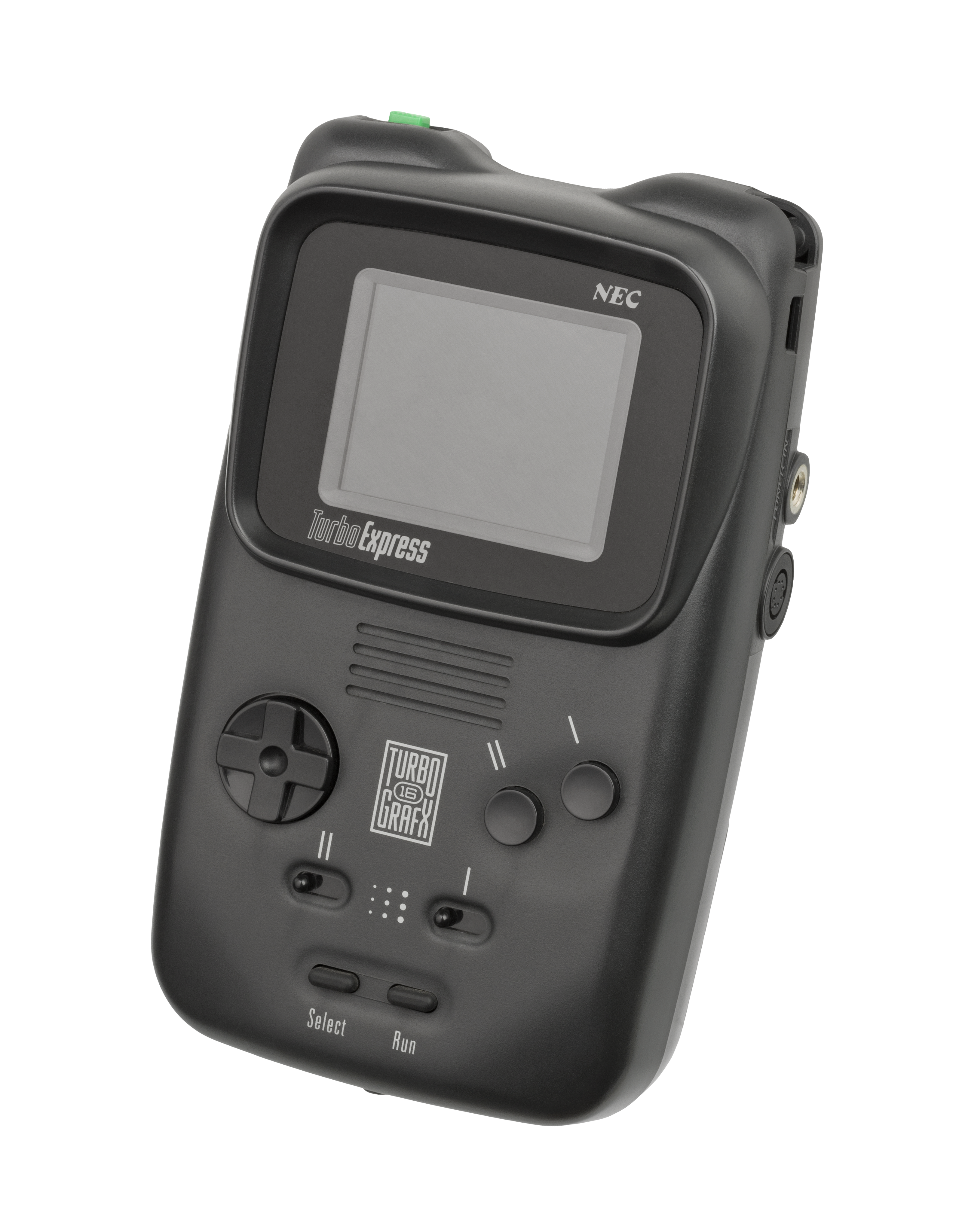
PCエンジンGT
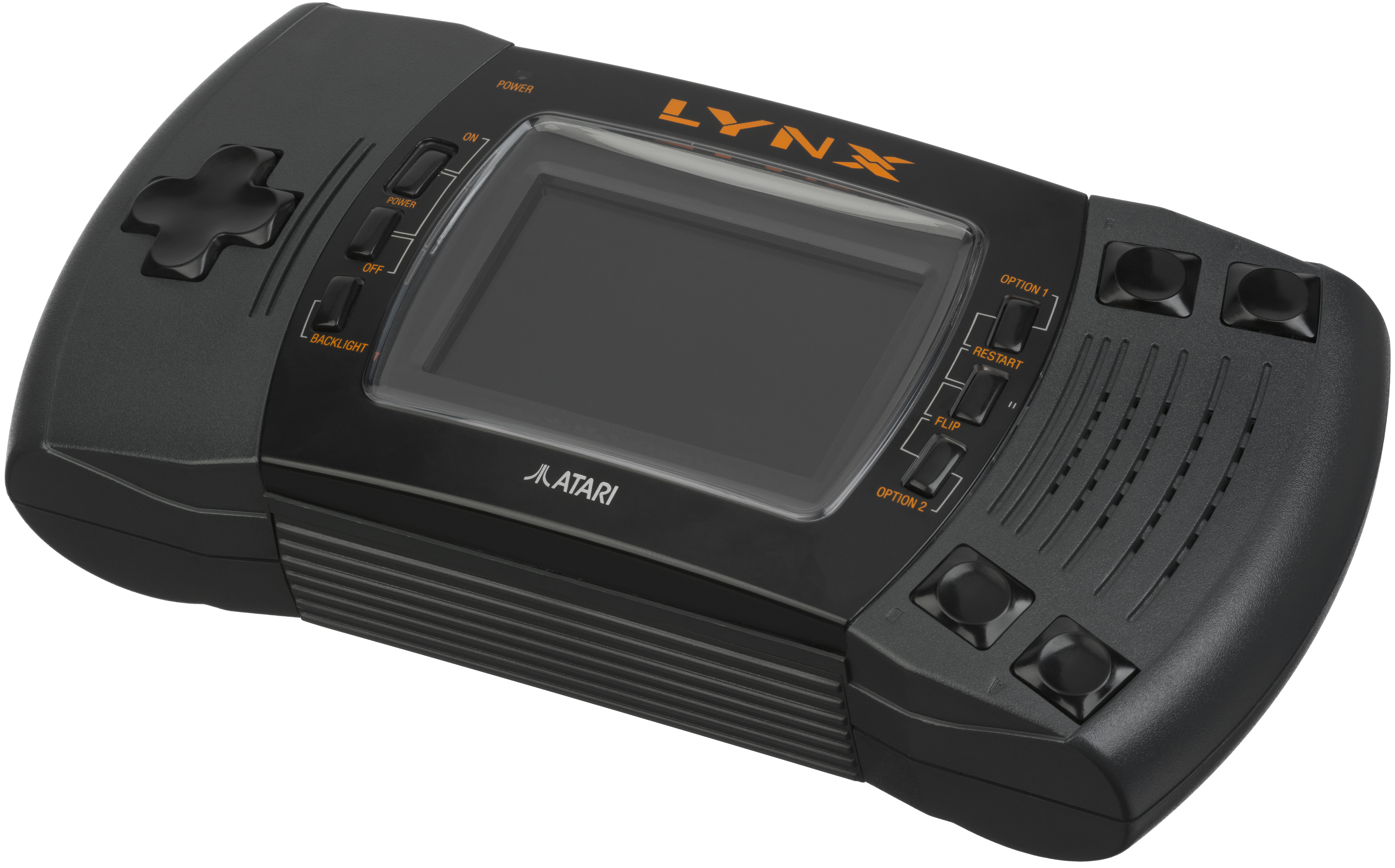
Atari Lynx II
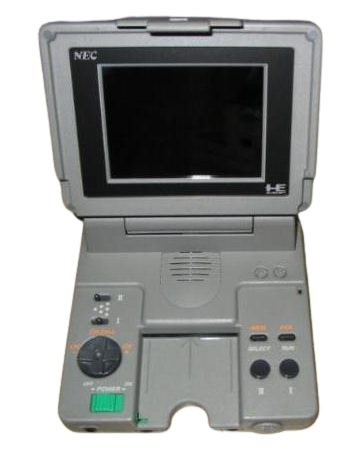
PCエンジンLT

### 1990年代中期（携帯型）
任天堂が1994年6月に携帯機のゲームボーイソフトが据え置き機のスーパーファミコンでもプレイ出来る周辺機器スーパーゲームボーイを発売。1998年には通信端子を搭載したスーパーゲームボーイ2が発売された。ゲームギアはこの時期に販売を終了し、ゲームボーイも新作ソフトが月に数本程度しか出ない状況が続いたが、1996年のゲームボーイ用ソフト『ポケットモンスター 赤・緑』の歴史的大ヒットによって市場が再活性化した。これによりゲームボーイは2度目のピークを迎え、同年にゲームボーイポケット（GBP）、1998年にゲームボーイライト（GBL）が発売された。
ゲームボーイの派生ハードとして、1995年に任天堂は史上初の完全3D映像のゲーム玩具バーチャルボーイも発売している。これは乾電池で駆動でき、表示装置を内蔵するなど携帯機の特徴を備えているが、コントローラが外付けであるなど使用時は据置きする場所が必要になるもので、結局、商業的失敗に終わった。

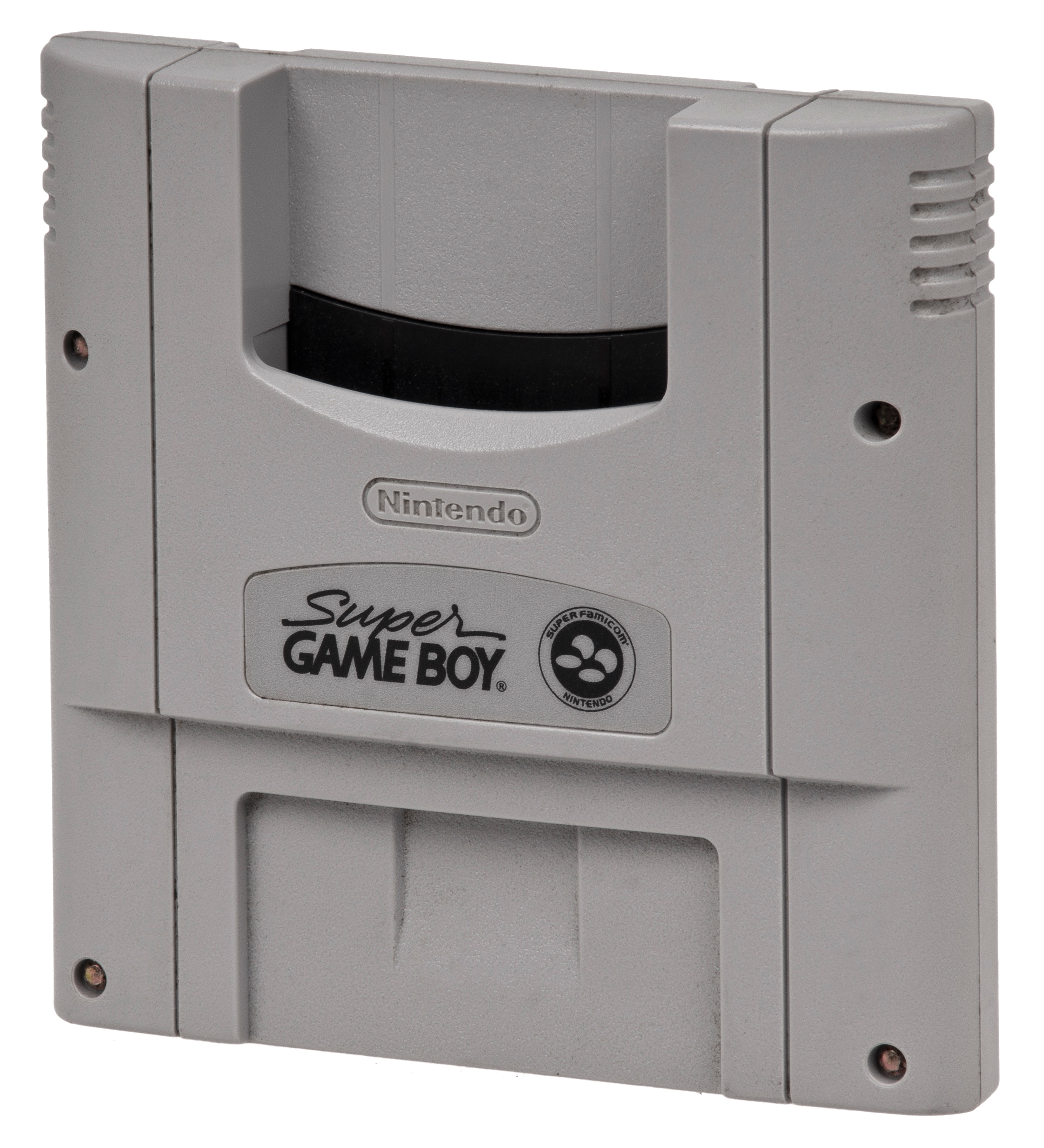
スーパーゲームボーイ
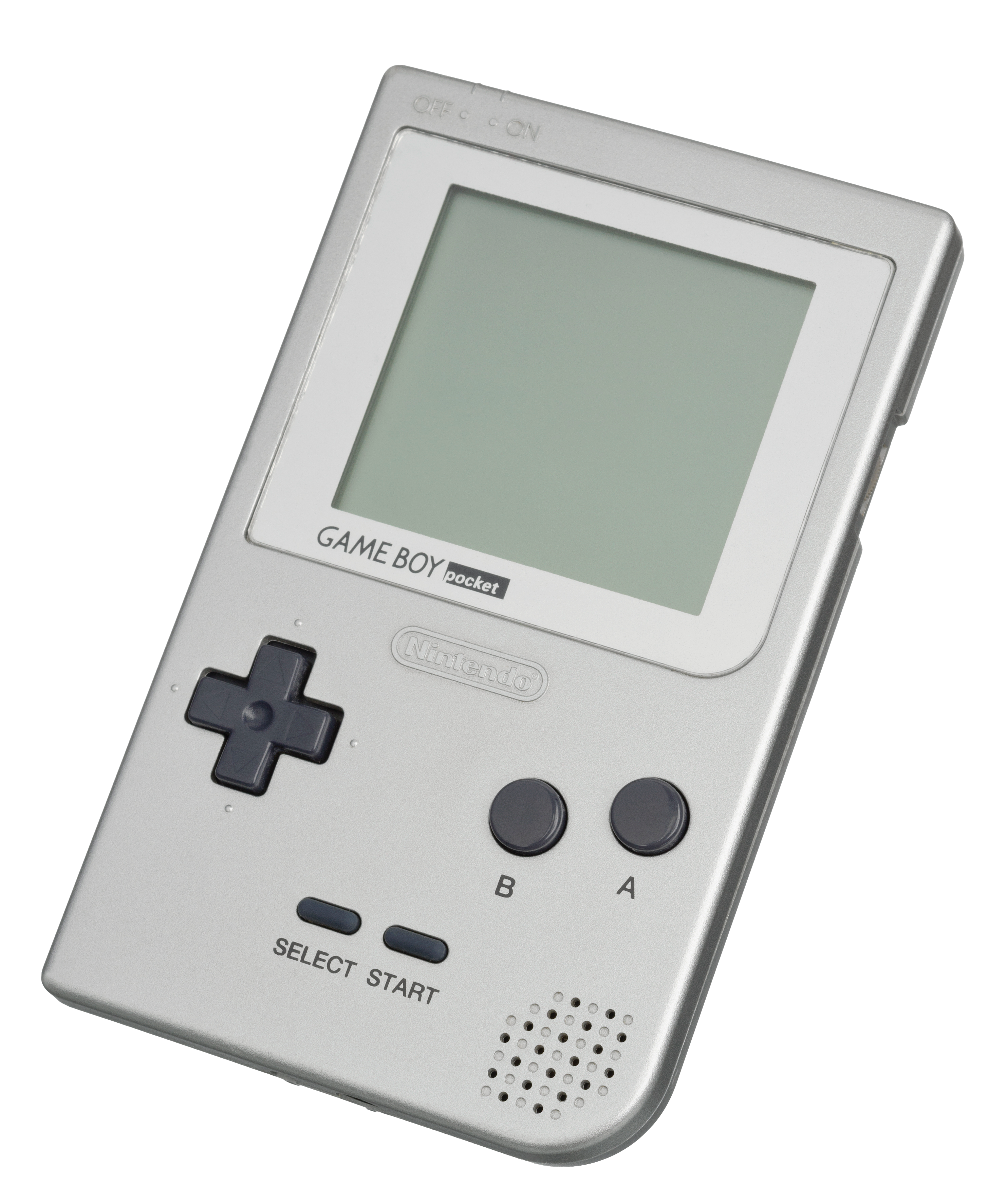
ゲームボーイポケット
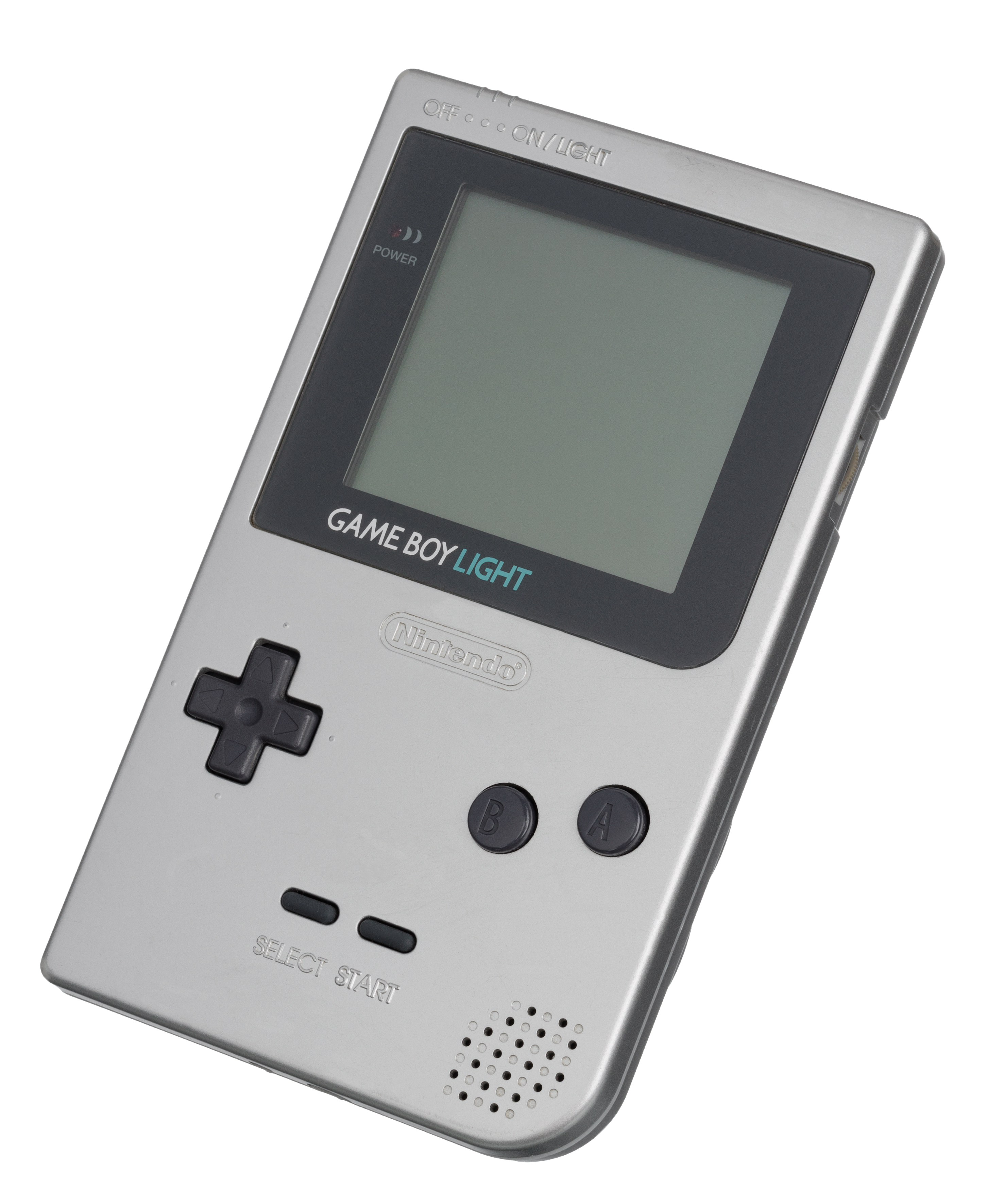
ゲームボーイライト
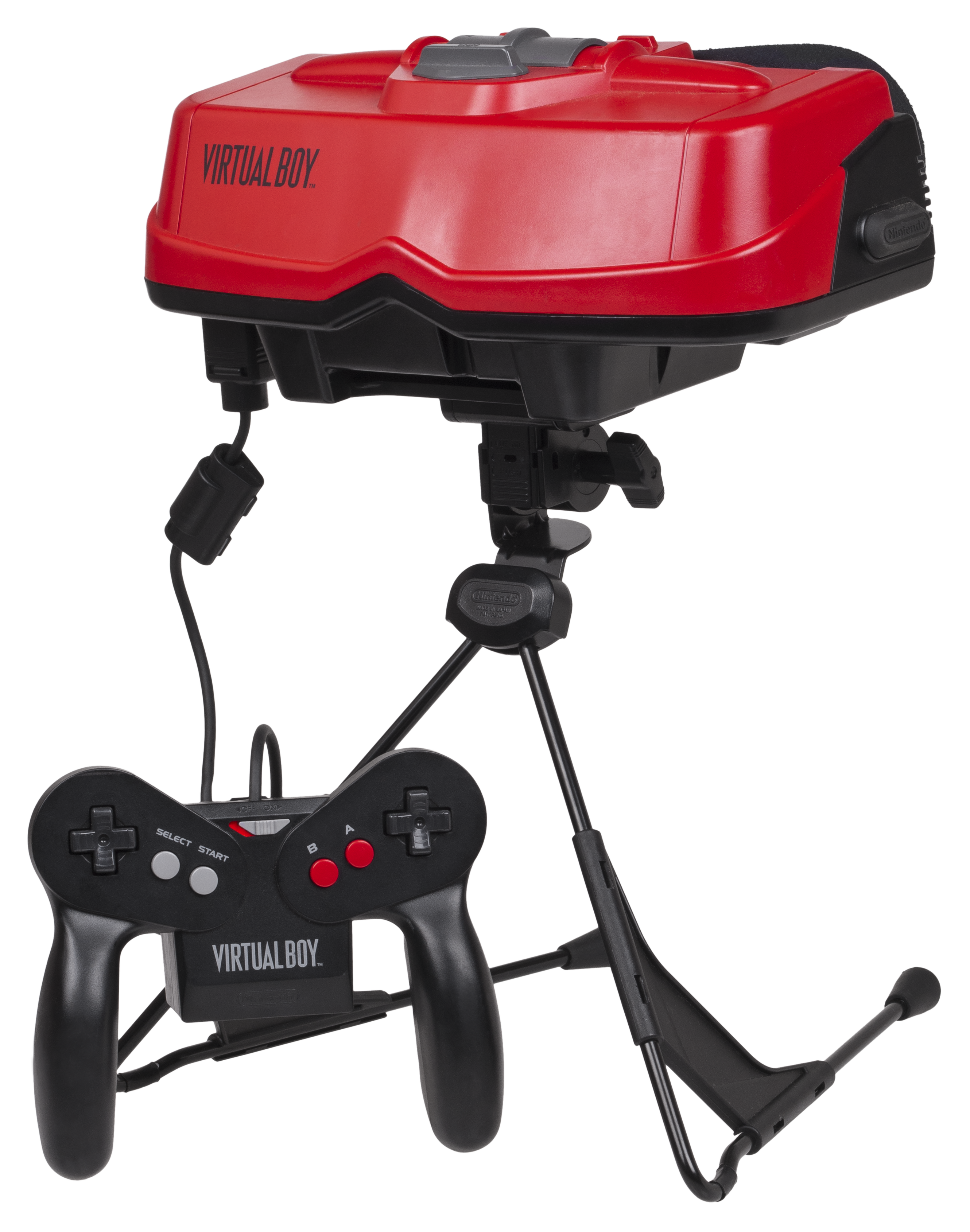
バーチャルボーイ

### 1990年代後期（携帯型）
1998年に任天堂がゲームボーイの上位互換機であるゲームボーイカラー（GBC）を、SNKがネオジオポケット（NGP）を発売、1999年にバンダイがワンダースワン（WS）を発売した。ネオジオポケットは他機種を上回る処理性能を持った。ワンダースワンは軽量さと安さをセールスポイントとした。ゲームボーイカラーでは1999年にポケモン赤・緑の続編『ポケットモンスター 金・銀』が発売され、大ヒットを記録した。SNKは1999年にネオジオポケットカラー（NGPC）や小型化したNEWネオジオポケットカラーといったカラー版を発売したが、ソフトのヒットが続くゲームボーイの独占状態を崩すには至らなかった。

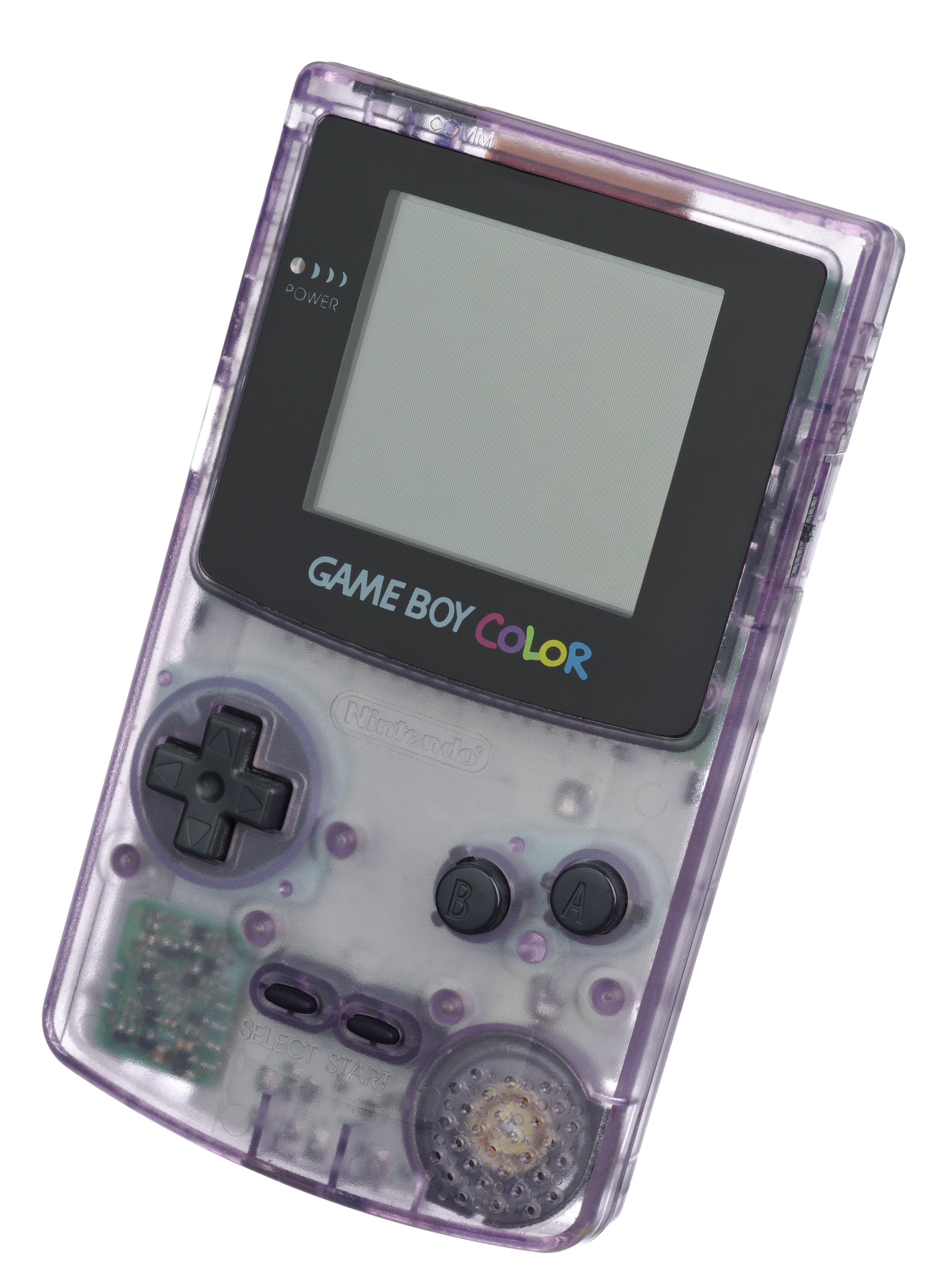
ゲームボーイカラー
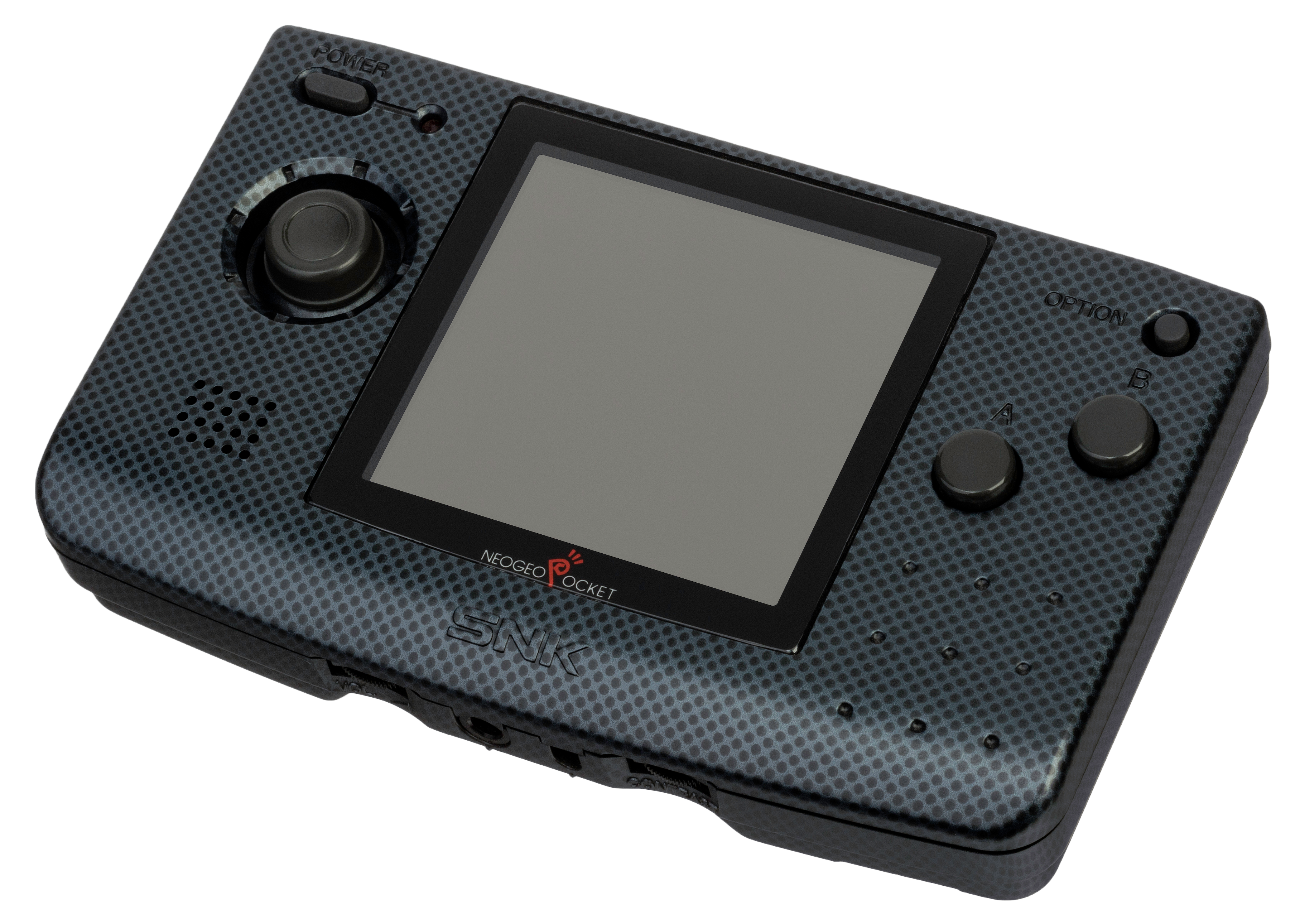
ネオジオポケット
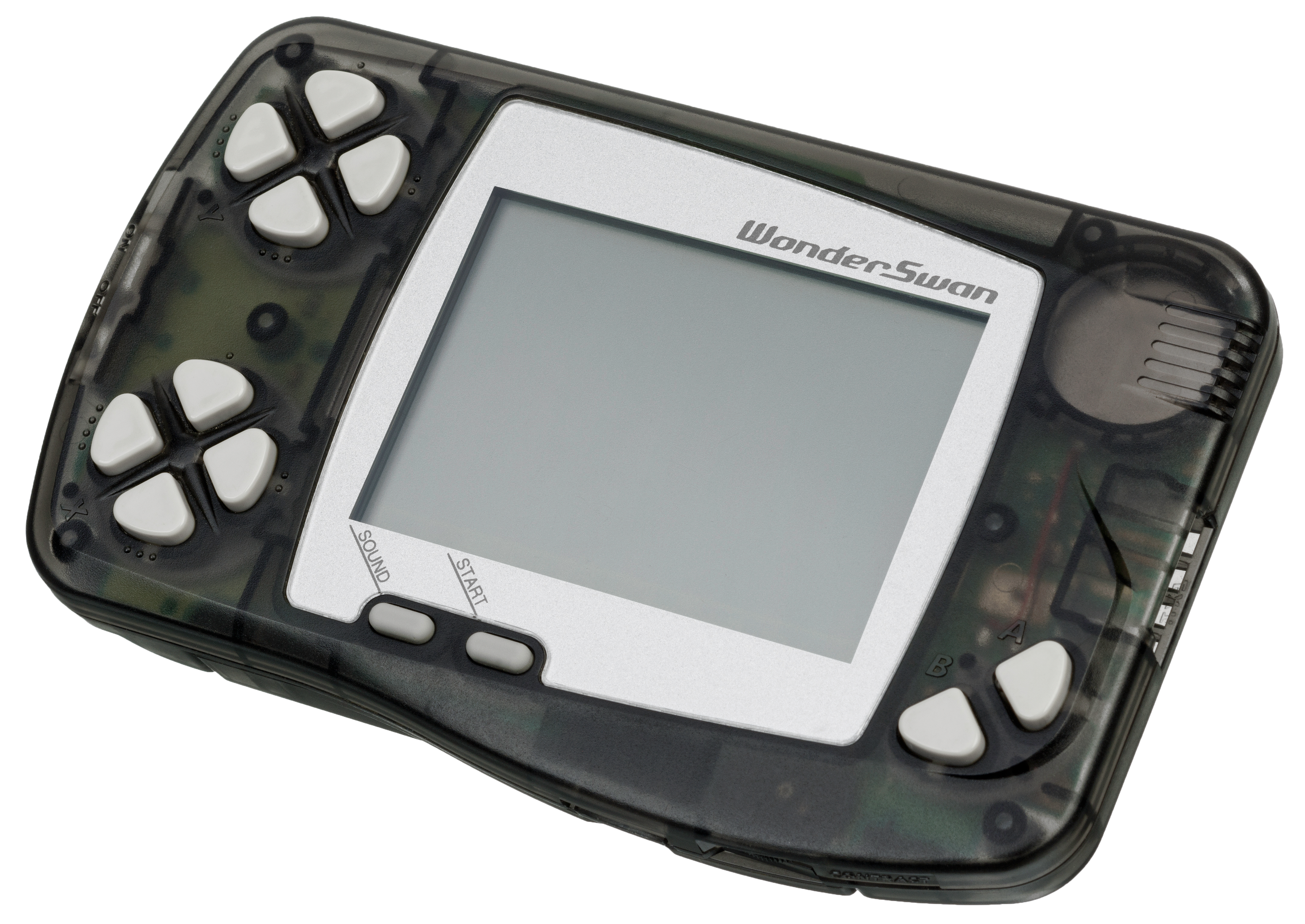
ワンダースワン
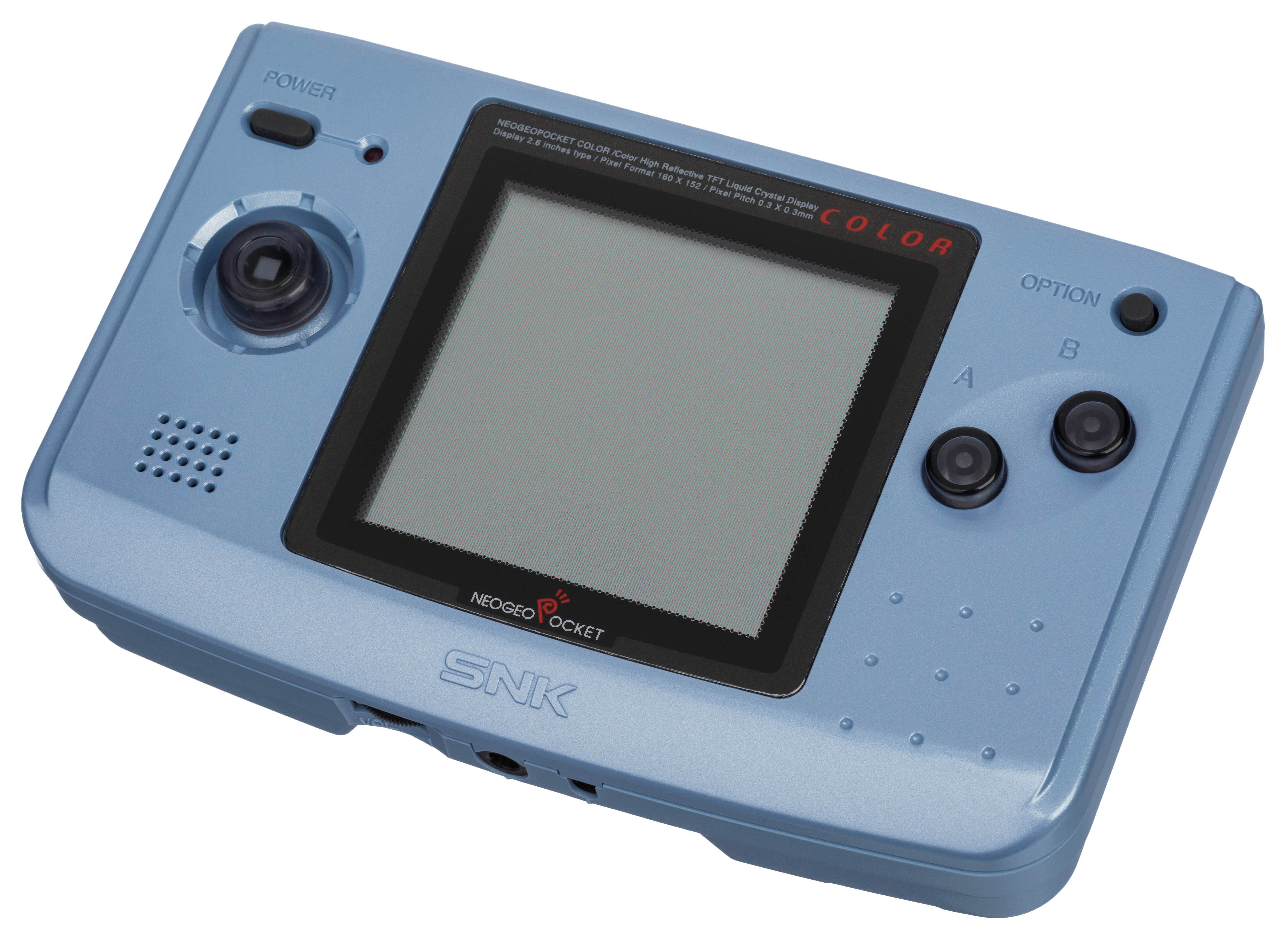
ネオジオポケットカラー

### 2000年代前期（携帯型）
バンダイは2000年にワンダースワンカラー（WSC）、任天堂は2001年にゲームボーイアドバンス（GBA）を、2003年にその改良型のゲームボーイアドバンスSP（GBASP）を発売した。
ワンダースワンカラーは『ファイナルファンタジー』のリメイクを発売しある程度の売上げはみせた。
ゲームボーイアドバンスはゲームボーイと後方互換があり、1万円を切る価格が普及を促進した。2003年3月にはニンテンドーゲームキューブでゲームボーイ・ゲームボーイアドバンスのソフトができるゲームボーイプレーヤーも発売された。2002年にワンダースワンカラーの改良機種であるスワンクリスタルも登場したがゲームボーイアドバンスには対抗できず、ネオジオポケットと共に携帯型ゲーム市場より撤退した。ゲームボーイアドバンスはゲームボーイでの圧倒的な成功を引き継ぎ、携帯型ゲーム機市場を完全に独占した。
2005年にはGBAを小型軽量化し、GB・GBCの互換を廃したゲームボーイミクロを発売した。
この世代以降、携帯型ゲーム機も32ビット以上の高い性能と緻密なカラー液晶を備えたものが主流となった。ハード的な制約による携帯機で出来なかった事柄が減り、スーパーファミコン時代の過去のハードのリメイク作品などが数多く発売された。携帯音楽プレーヤーとして使用する『プレイやん』のようなゲーム機にとどまらない周辺機器も公式に発売されたものとしては初登場した。

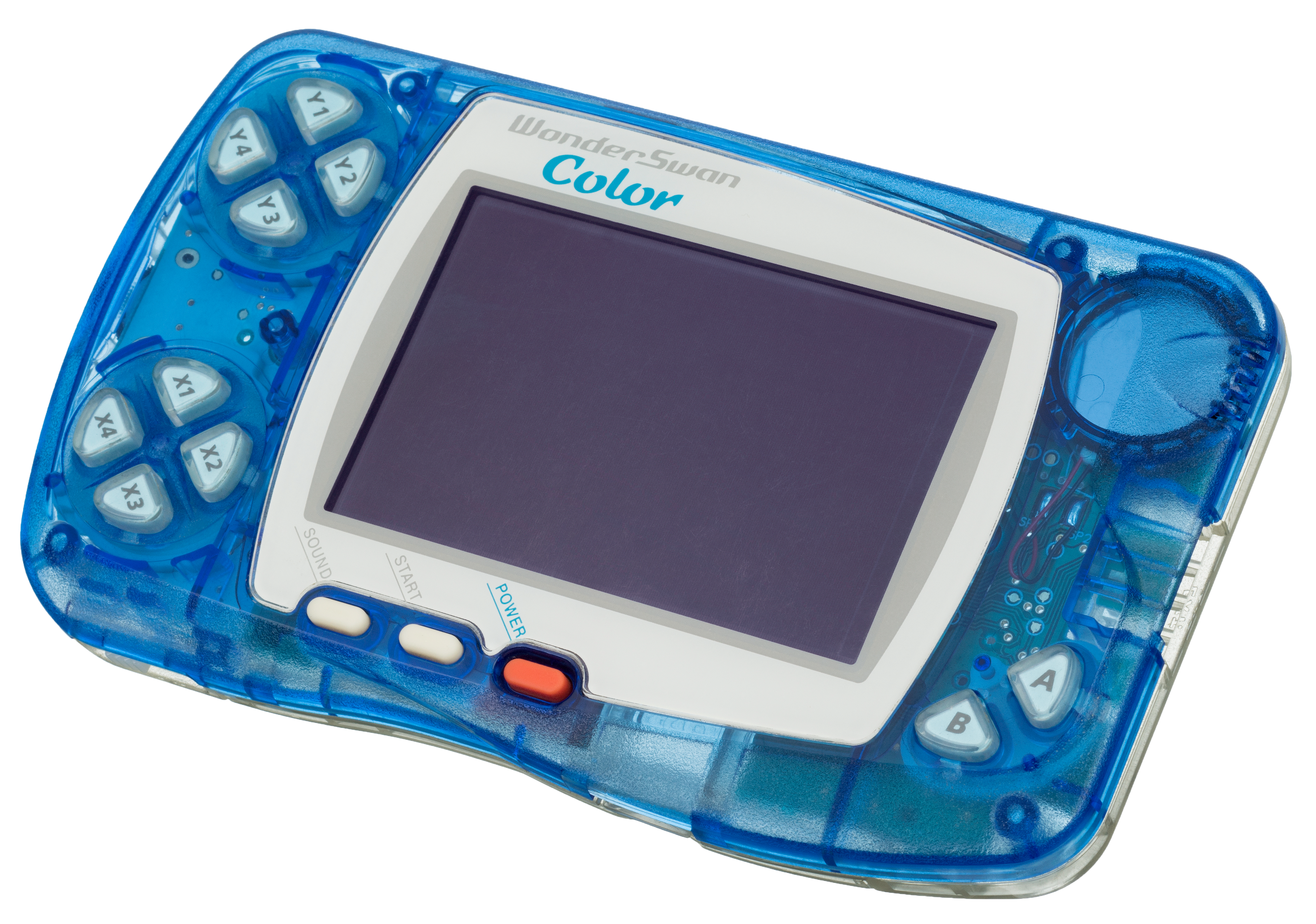
ワンダースワンカラー
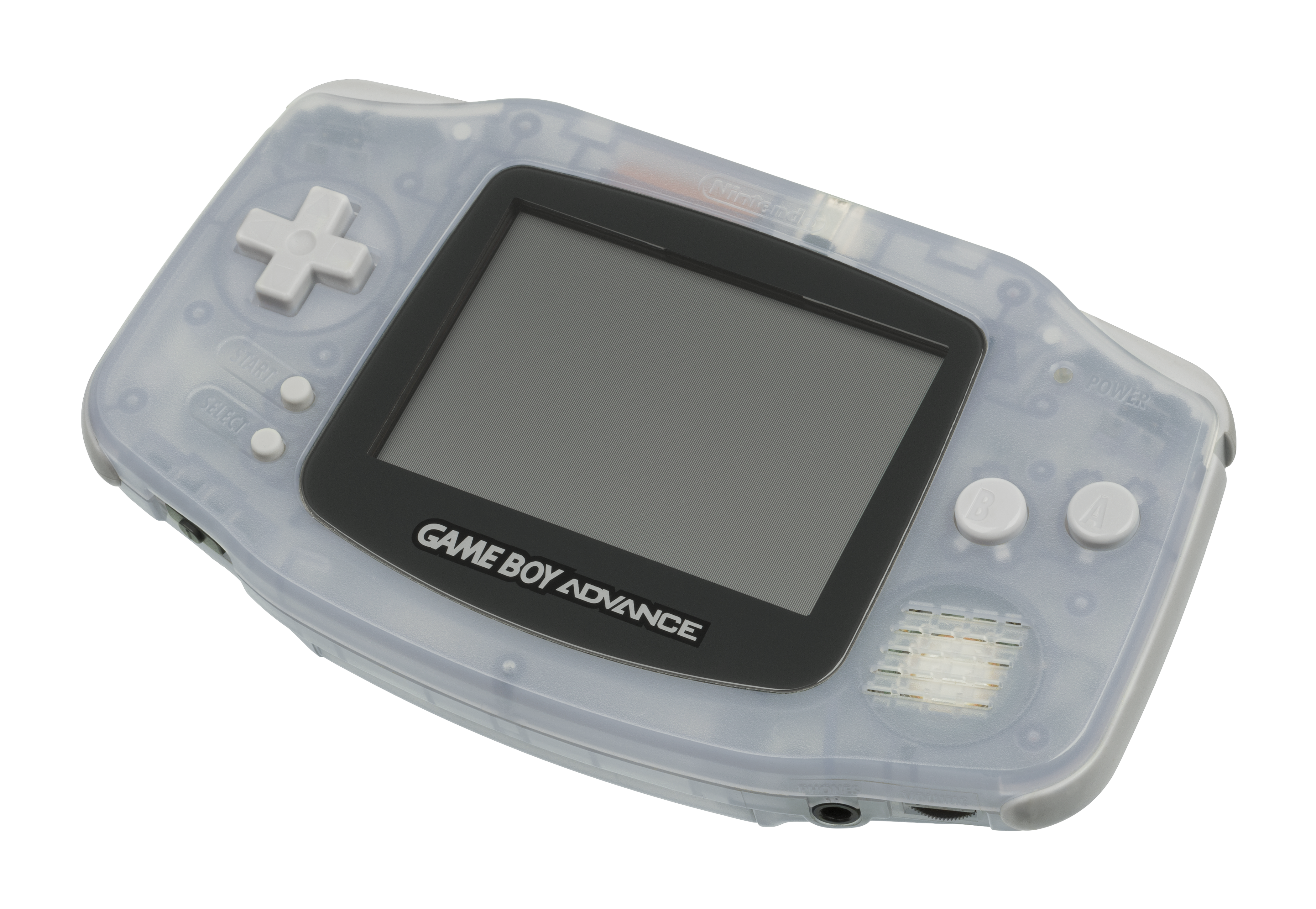
ゲームボーイアドバンス
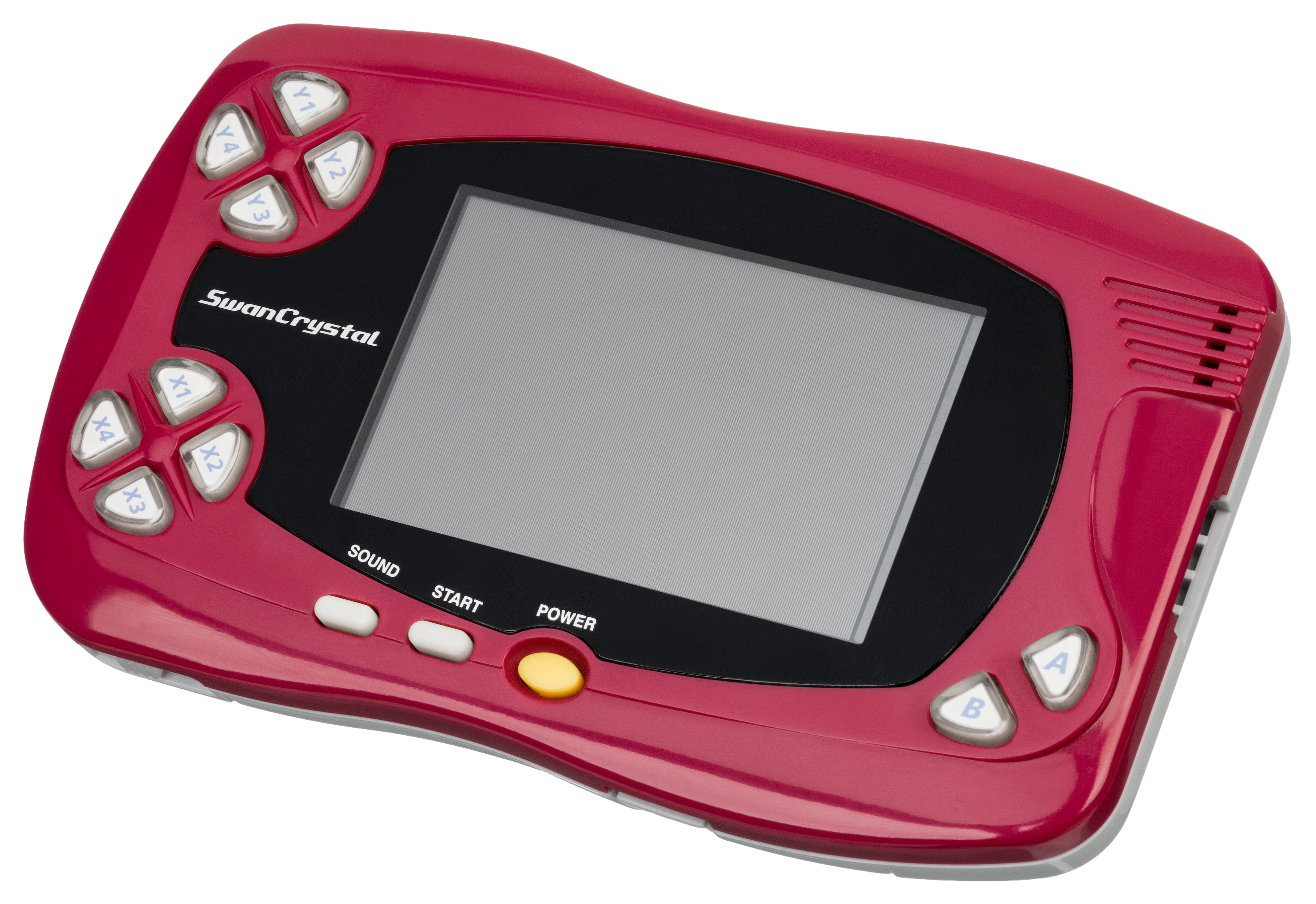
スワンクリスタル
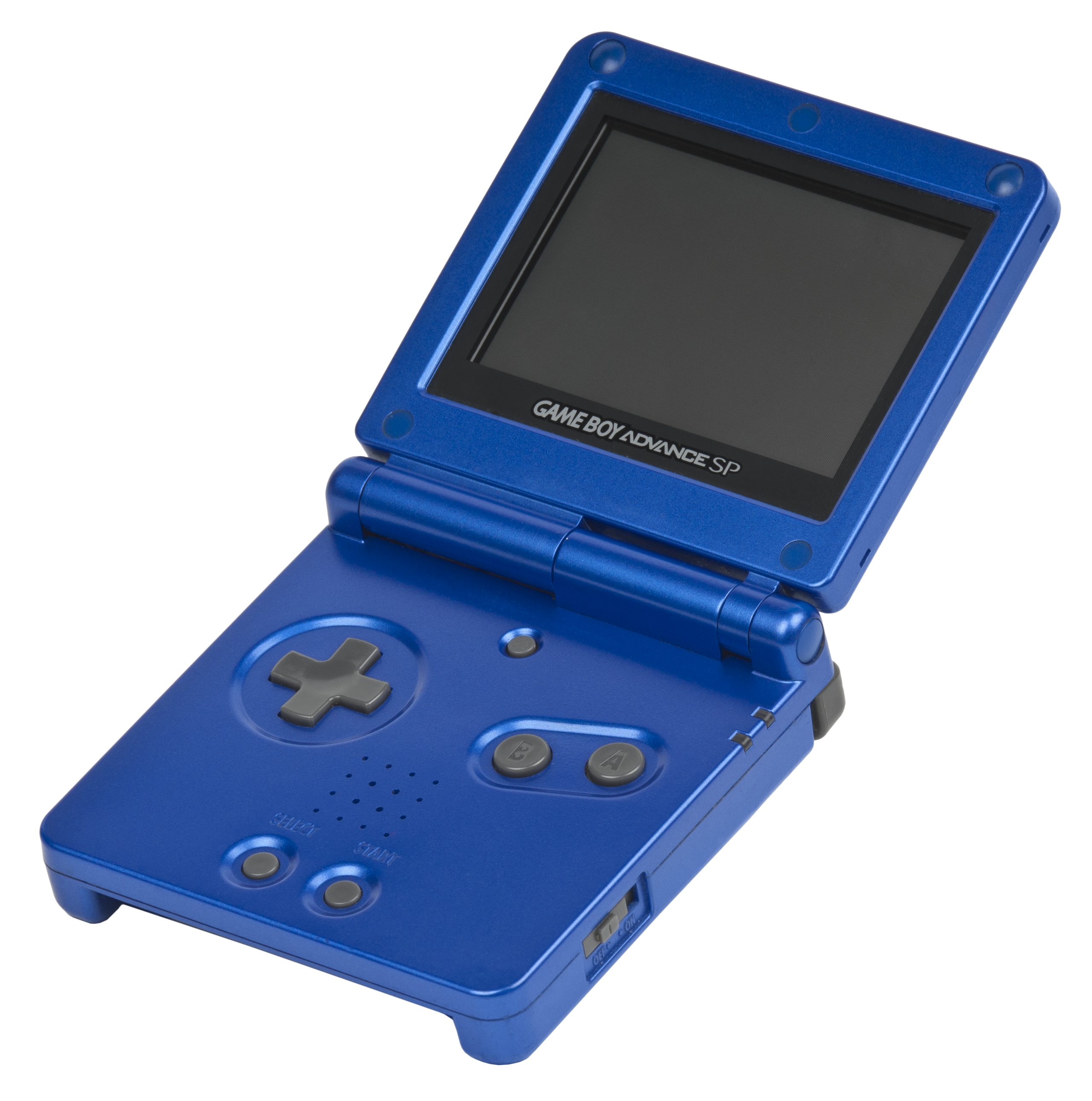
ゲームボーイアドバンスSP
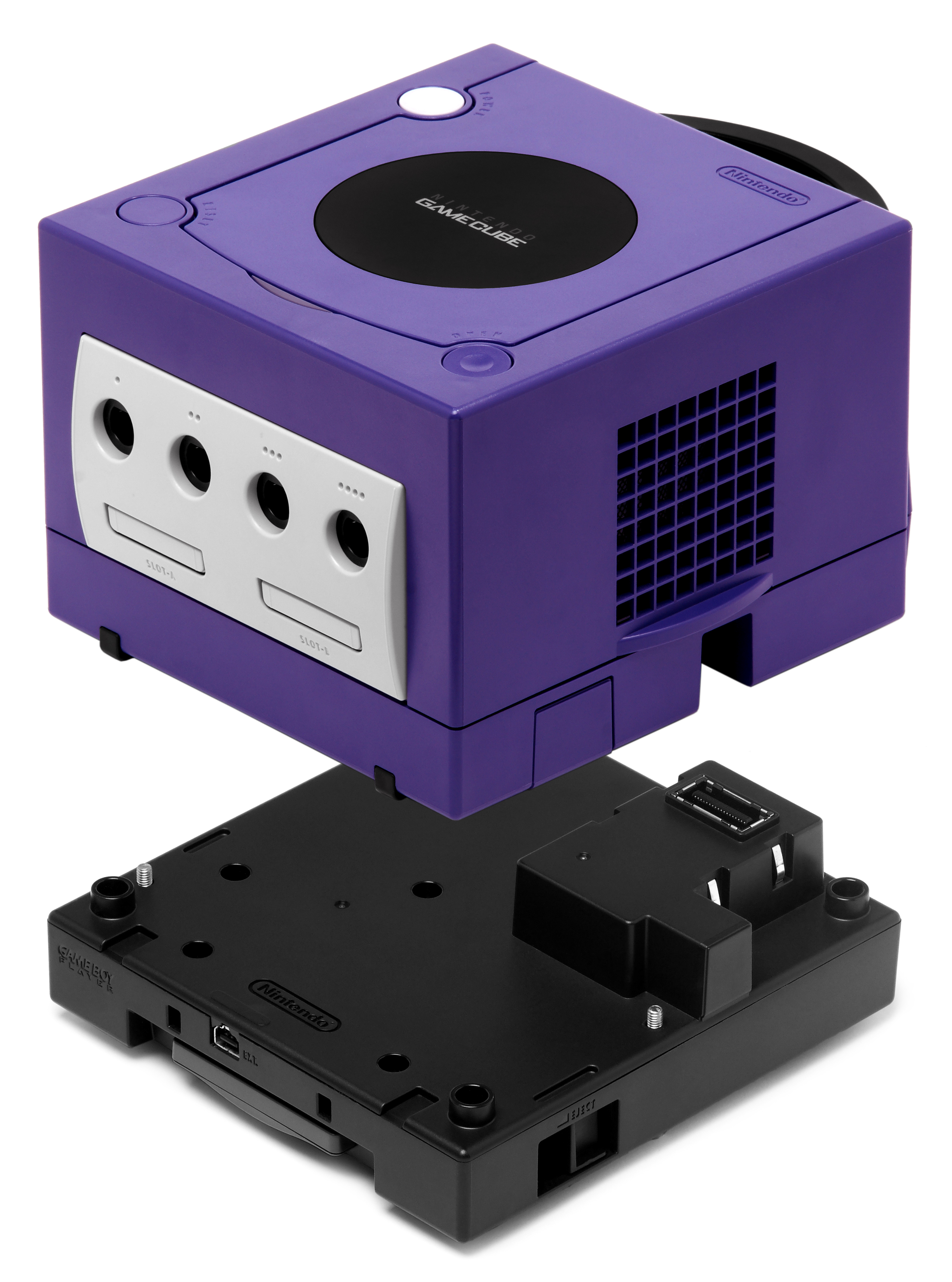
ゲームボーイプレーヤー
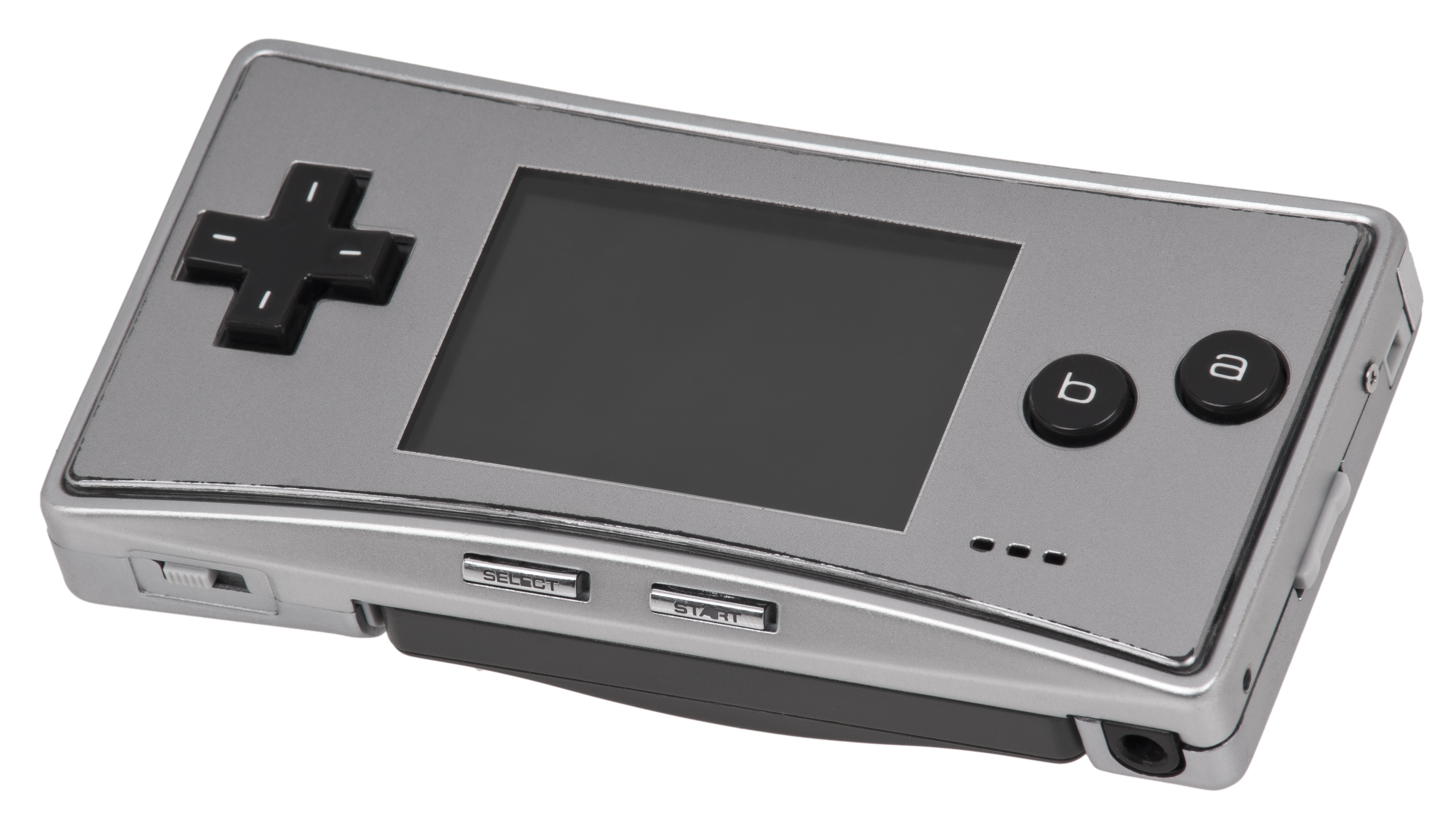
ゲームボーイミクロ

### 2000年代中期（携帯型）
Electronic Entertainment Expo（E3）の前日の2003年5月13日にソニー・コンピュータエンタテインメント（現：ソニー・インタラクティブエンタテインメント）は携帯型ゲーム機を来年末までに発売すると発表した。任天堂はソニー・コンピュータエンタテインメントの発表に対抗し、2004年のE3でニンテンドーDSの機体を初公開した。ゲームボーイアドバンスの販売は非常に順調だったが、ゲームボーイアドバンスは性能としては高性能な2Dゲーム機であり、ソニー・コンピュータエンタテインメントの発表した3D機能が充実した携帯機との競争では性能面で大きな不利となることは明らかだった。そこでゲームボーイアドバンスとの互換性を維持しつつ併売する新ハードという位置づけでニンテンドーDSを発売することにした。
2002年に任天堂の社長に就任した岩田聡は国内ゲームソフト市場が1997年をピークに縮小を続けていることを危惧し、その背後に人々のゲーム離れがあると考え、ファミリーコンピュータからゲームキューブまでの高性能なゲーム機でグラフィックスを向上させる従来路線を改め、2003年に「ゲーム人口の拡大」を基本戦略と定めた。任天堂はこれを「5歳から95歳まで」「年齢、性別、ゲーム経験の有無を問わず」楽しめる商品を提案することで実現しようと考え、その最初の答えとして発売したのがニンテンドーDSだった。
一方のPlayStation Portable（PSP）は2003年の構想発表時には「21世紀のウォークマン」と位置づけ、動画再生機能や高音質のスピーカーを備えたポータブルのマルチメディアプレーヤーとして設計された。PlayStation Portableのデータメディアは新規設計された光ディスクのユニバーサル・メディア・ディスク（UMD）でゲーム以外に映像作品や音楽も供給される予定で、記録メディアとしてソニーの独自規格であるメモリースティックが採用された。
2004年12月2日にニンテンドーDS、同月12日にPlayStation Portableが発売された。ニンテンドーDSが販売台数で圧倒し、2006年には小型化した後継機ニンテンドーDS Liteへと販売をシフトし、2007年に日本での販売台数が1,500万台を突破した。任天堂は2005年にゲーム経験の有無を問わず楽しめるソフトウェア群「Touch!Generations」を展開し、『nintendogs』『脳を鍛える大人のDSトレーニング』は日本だけでなく海外でも大きなヒットとなり、ゲーム市場を牽引した。
2008年には画面のサイズアップ、カメラ搭載、ゲームボーイアドバンスタイトルとの互換性廃止等が施されたニンテンドーDSi（DSi）が、翌2009年には更に画面を大きくしたニンテンドーDSi LL（DSi LL）が発売された。2012年末での日本国内累計販売台数は3286万4129台（エンターブレイン調べ）。
この世代になると、それまで据置機での製作が中心だったサードパーティーが携帯機向けのゲーム開発へシフトする様も多々見られた。また、違法ダウンロードのカジュアル化も深刻な問題となった。
一方のPlayStation Portableは初期不良騒動により、初動で失敗したが、2007年の『モンスターハンターポータブル 2nd』（カプコン）がPlayStation Portableの販売を牽引する大ヒットとなった。その後も2008年の『2nd G』、2010年の『3rd』が大ヒットし、2010年には任天堂が次世代機ニンテンドー3DSを発表したこともあり、PlayStation Portableの年間販売台数で初めてニンテンドーDSを上回った。
2007年には軽量薄型化、ビデオアウト端子追加等が施されたPSP-2000を発売し、2008年にはコントラスト比、応答速度が改善されたPSP-3000が発売された。2009年にはUMDドライブを廃止したPlayStation Portable go（PSP go）が発売されたが苦戦し、2年足らずで出荷終了となった。2013年末での日本国内累計販売台数は1960万8493台（エンターブレイン調べ）。

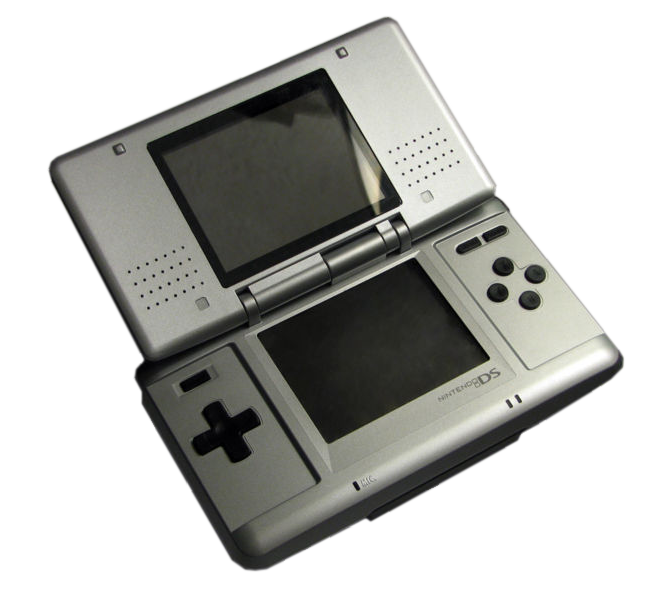
ニンテンドーDS
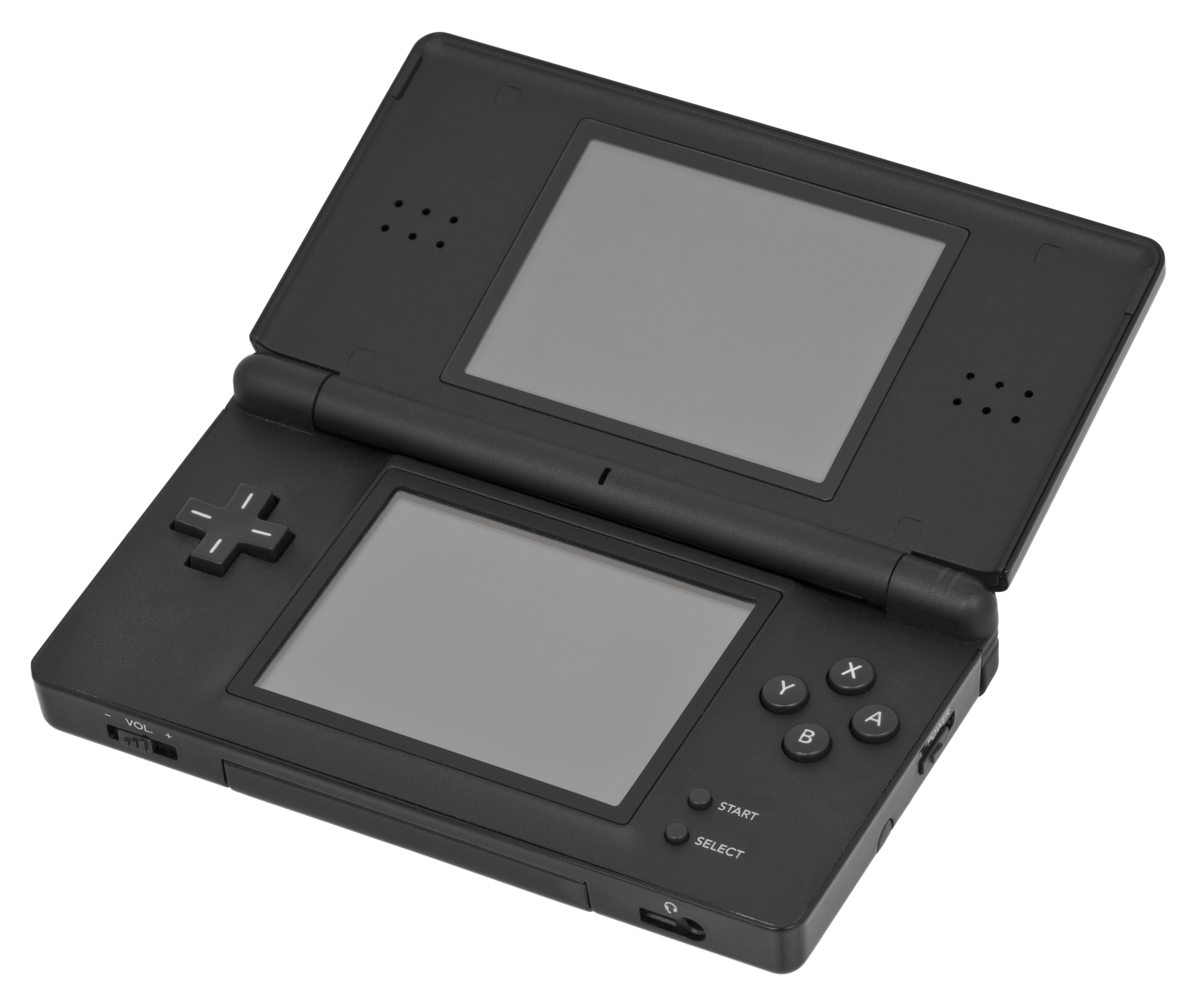
ニンテンドーDS Lite
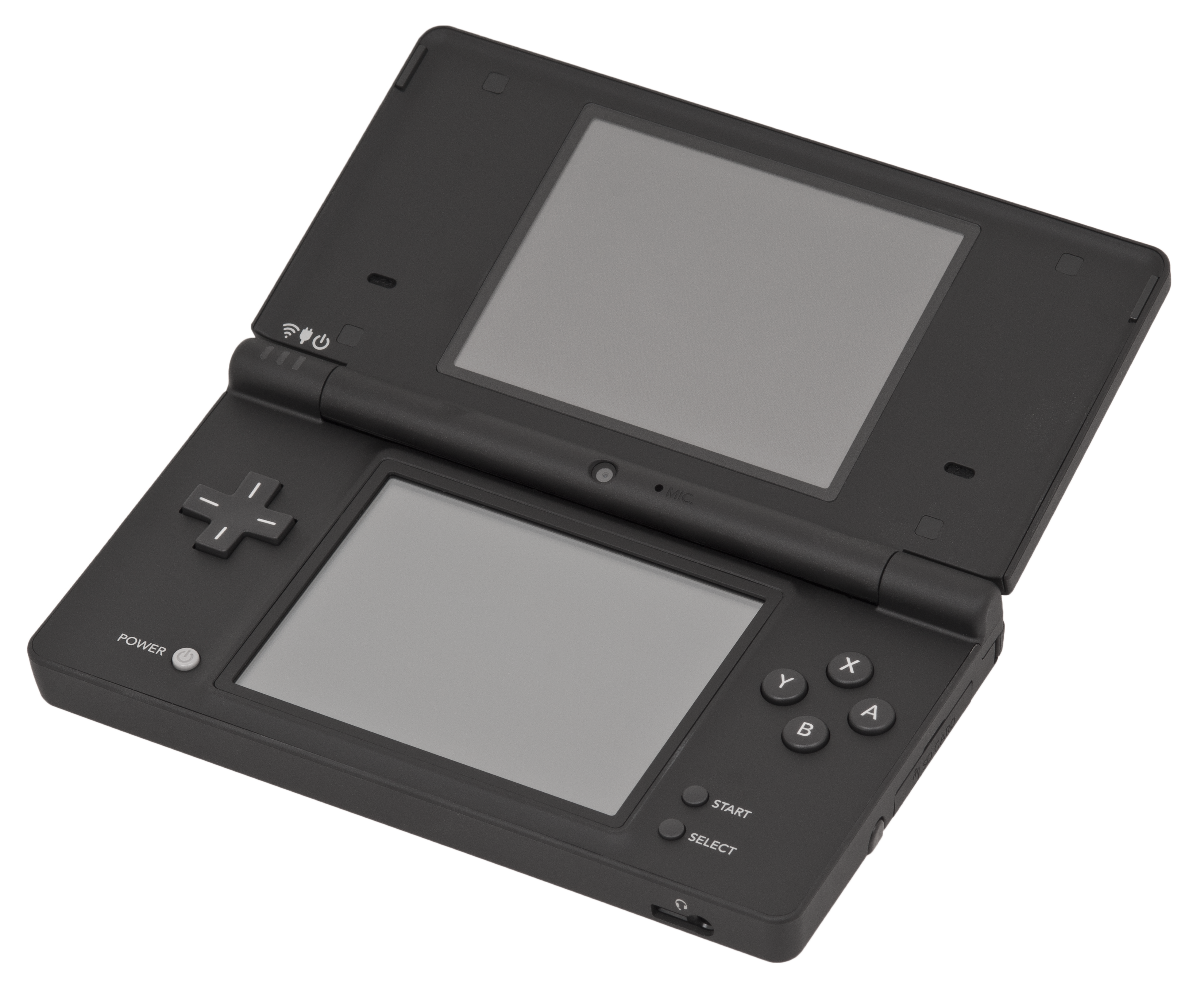
ニンテンドーDSi
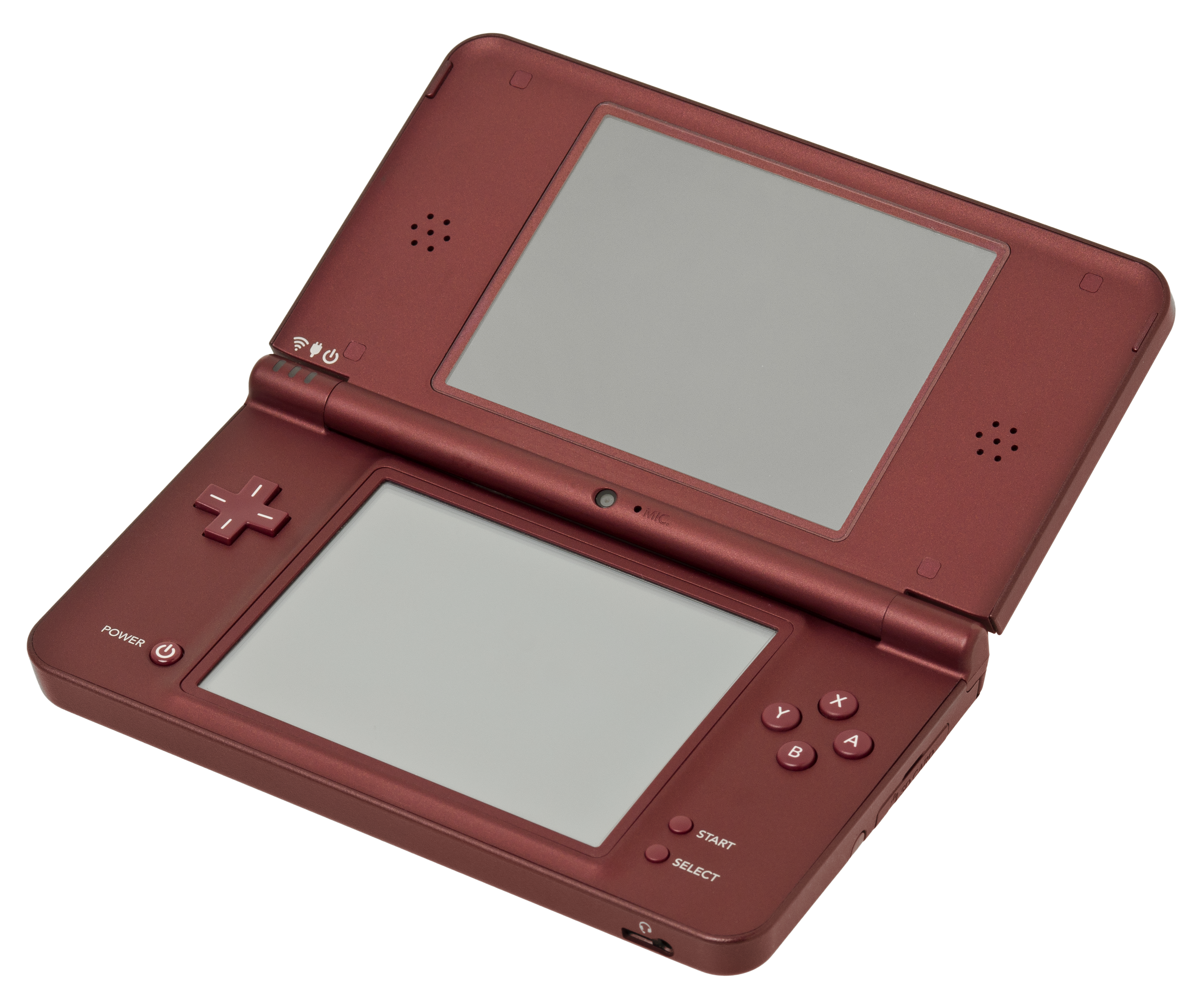
ニンテンドーDSi LL
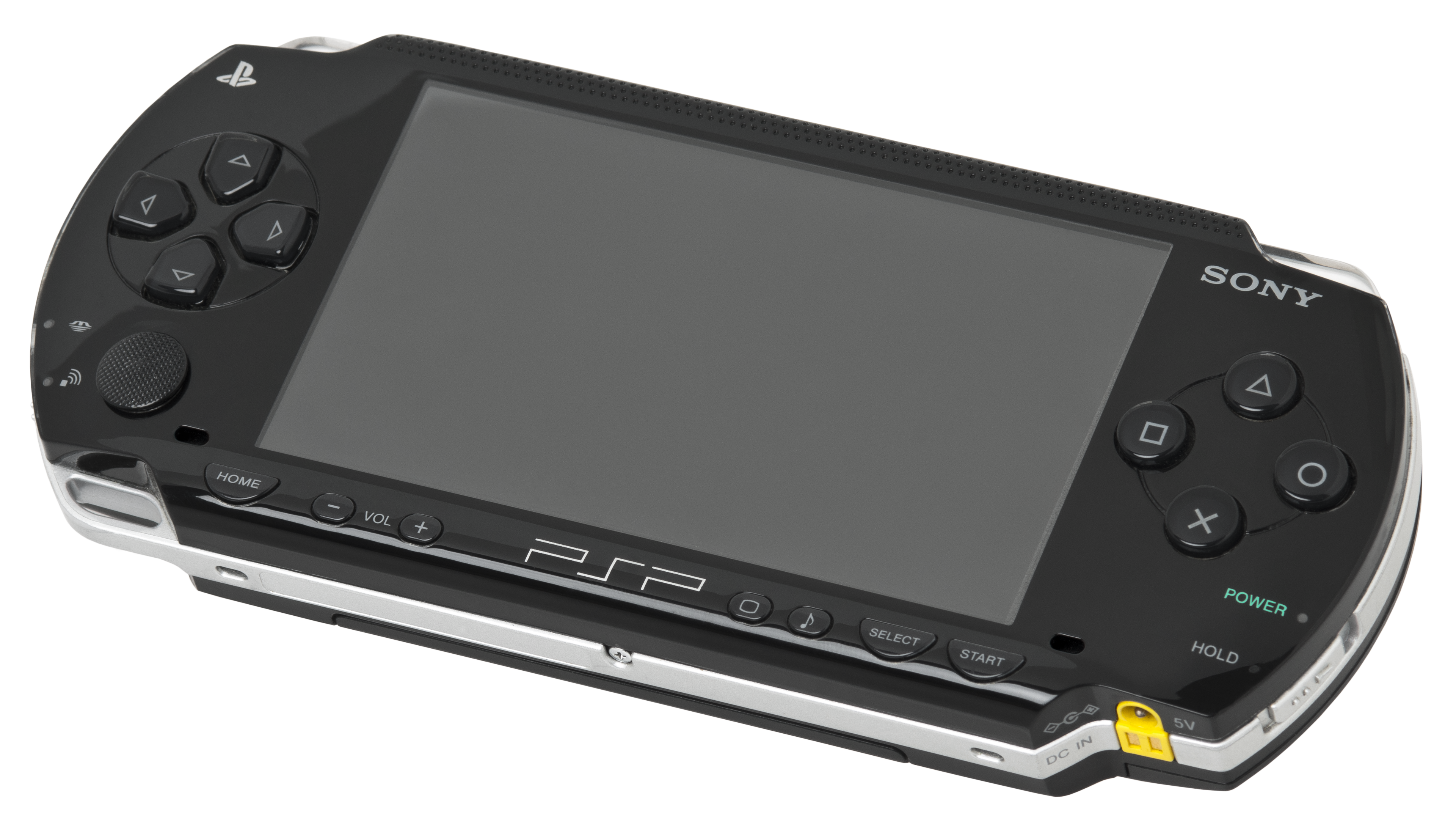
PlayStation Portable （PSP-1000）
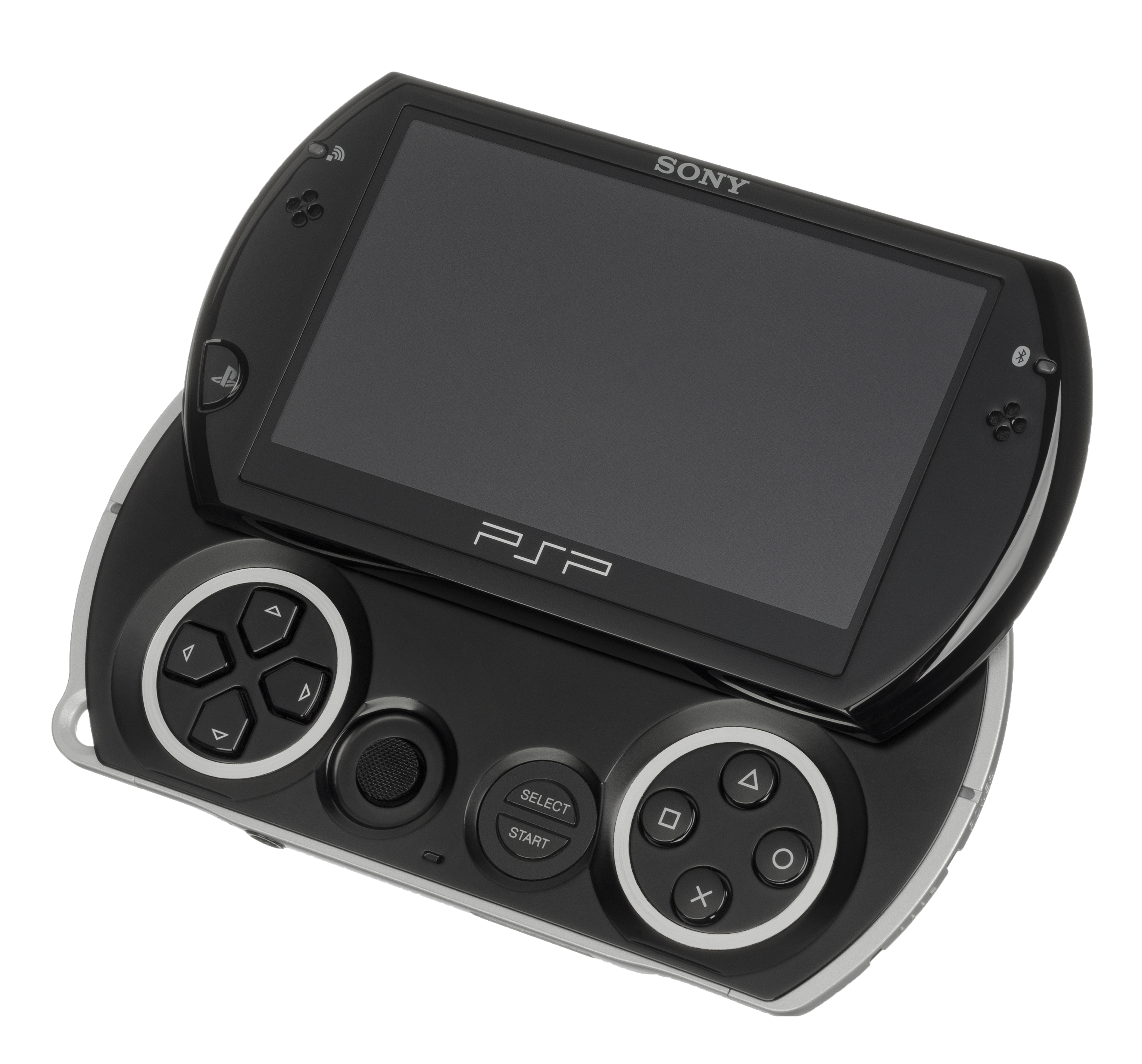
PlayStation Portable go

|            | 本体販売台数 （単位：万台） | 本体販売台数 （単位：万台） | 発売タイトル数 （単位：タイトル） | 発売タイトル数 （単位：タイトル） |
| DS         | PSP                         | DS                          | PSP                               |                                   |
| ---------- | --------------------------- | --------------------------- | --------------------------------- | --------------------------------- |
| 2006年以前 | 1396                        | 451                         | 366                               | 300                               |
| 2007年     | 714                         | 302                         | 426                               | 100                               |
| 2008年     | 403                         | 354                         | 441                               | 103                               |
| 2009年     | 403                         | 231                         | 298                               | 182                               |
| 2010年     | 296                         | 289                         | 193                               | 230                               |
| 2011年     | 71                          | 196                         | 74                                | 190                               |
| 2012年     | 3                           | 94                          | 34                                | 182                               |
| 2013年     | -                           | 43                          | 0                                 | 110                               |
| 2014年以降 | -                           | -                           | 0                                 | 58                                |
| 累計       | 3286                        | 1961                        | 1832                              | 1455                              |

### 2010年代（携帯型）
ニンテンドー3DS
任天堂が2011年2月に発売。ファミコン3Dシステム、バーチャルボーイ、ニンテンドー ゲームキューブに続いて4機種目の3D立体視機能搭載ゲーム機。ニンテンドーDSの二画面・タッチスクリーンを受け継ぎつつ、モーションセンサーやジャイロセンサーを搭載し直感的な操作の実現が可能になっている。「すれちがい通信」にハードウェアレベルで対応しており、本体アプリにはその機能を使った『すれちがいMii広場』も存在する。またそれ以外にも、モーションセンサーによる歩数記録、それによるゲームコインの獲得など、外に持ち運べる携帯型ゲーム機の利点を活かした機能を備えている。
初動以降不調が続いたが、8月に実施した1万円の緊急値下げ以降は当初の目標より低いものの順調な売り上げを見せており、11月発売の『スーパーマリオ3Dランド』、12月発売の『マリオカート7』、『モンスターハンター3G』、翌年7月発売の『New スーパーマリオブラザーズ 2』の4タイトルがミリオン売上を達成している。2012年にはサイズバリエーションであるニンテンドー3DS LL（3DS LL）が発売され、同日発売の『New スーパーマリオブラザーズ 2』、『東北大学加齢医学研究所 川島隆太教授監修 ものすごく脳を鍛える5分間の鬼トレーニング』を皮切りにパッケージソフトのダウンロード販売も開始された。『とびだせ どうぶつの森』、『モンスターハンター4』、『妖怪ウォッチ2 元祖/本家』『ポケットモンスター X・Y』などの大ヒットもあった。据え置き機を含めた家庭用ゲーム機市場全体でも圧倒的なシェアを持つに至る。
2014年には3D立体視機能の改善やボタン数の増加などが施されたマイナーチェンジモデルNewニンテンドー3DS（New3DS）、Newニンテンドー3DS LL（New3DS LL）が発売された。2016年には裸眼立体視（3D映像）機能と折り畳み機能を廃止したニンテンドー2DS（2DS）も発売された。2017年にはNewニンテンドー3DSの発売を終了したが、Newニンテンドー3DSと入れ替わる形で2DSの流れを汲むNewニンテンドー2DS LL（New2DS LL）が発売される。
2019年5月23日発売の『大戦略 大東亜興亡史 DX〜第二次世界大戦〜』をもって全ての新作ソフトリリースが終了し、この時点で発売延期となっていたXFLAGの『モバイルボール』についても2019年6月20日付で正式に発売中止が発表された。2020年9月16日で本体の出荷も終了した。

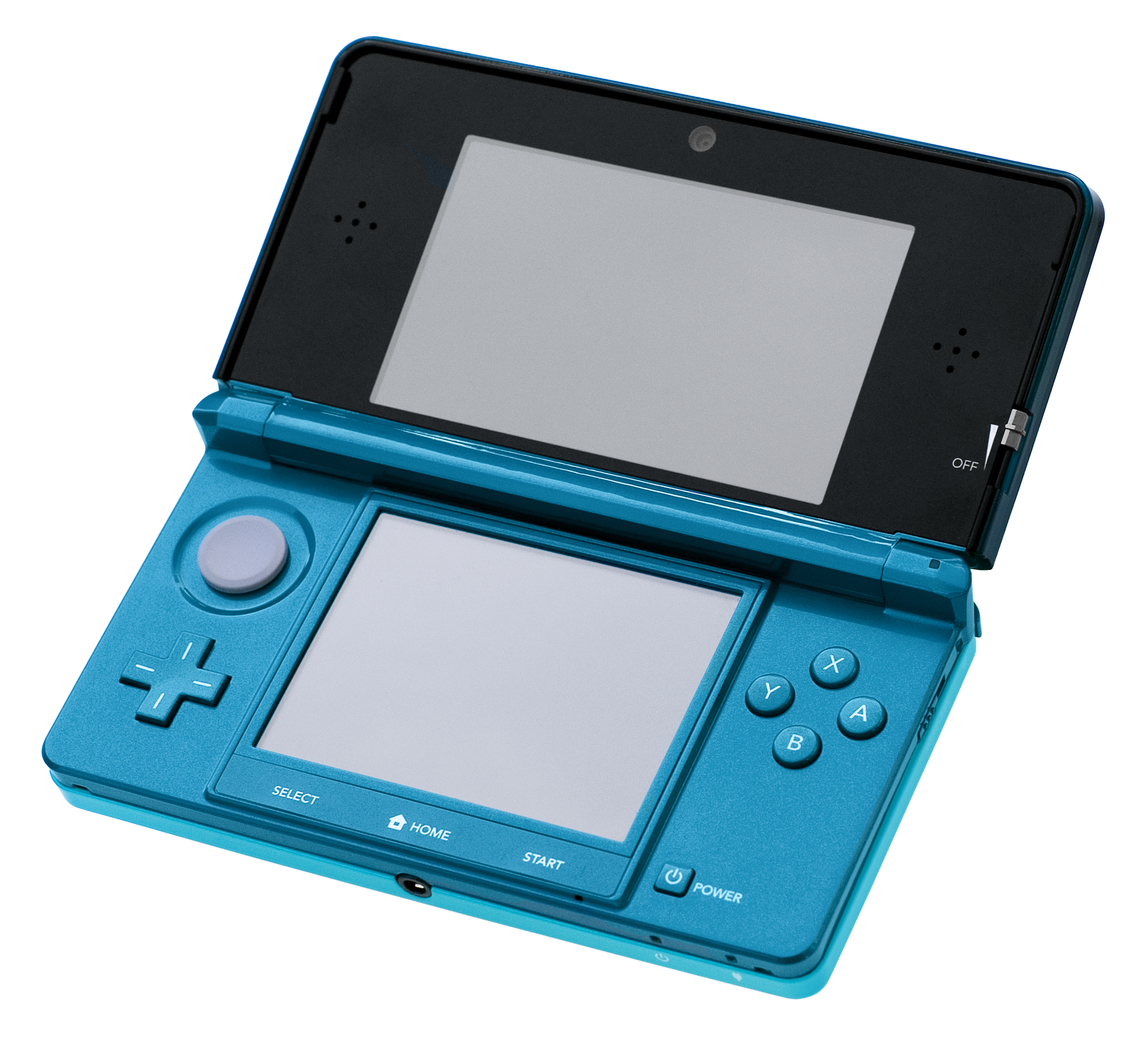
ニンテンドー3DS
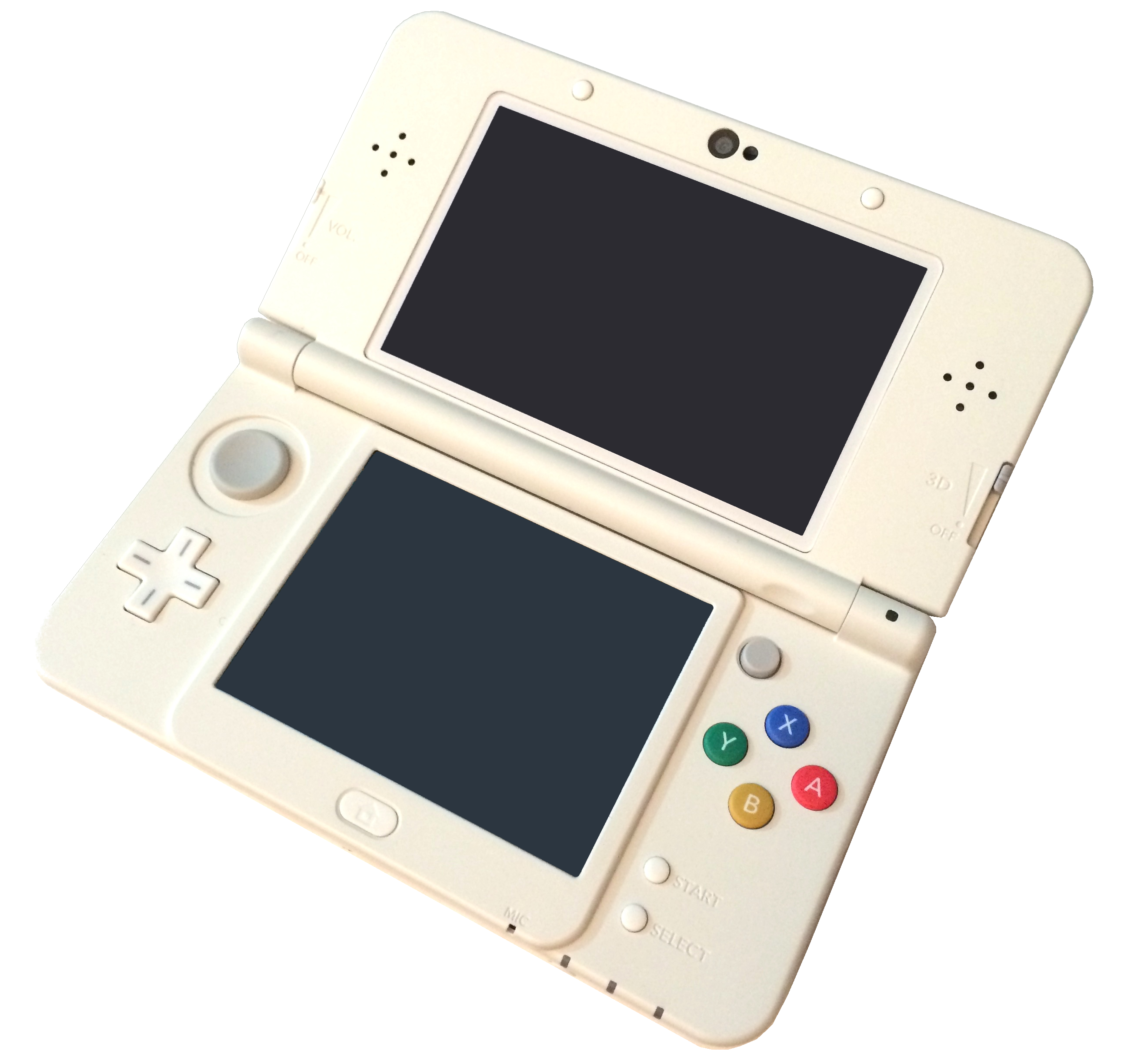
New ニンテンドー3DS
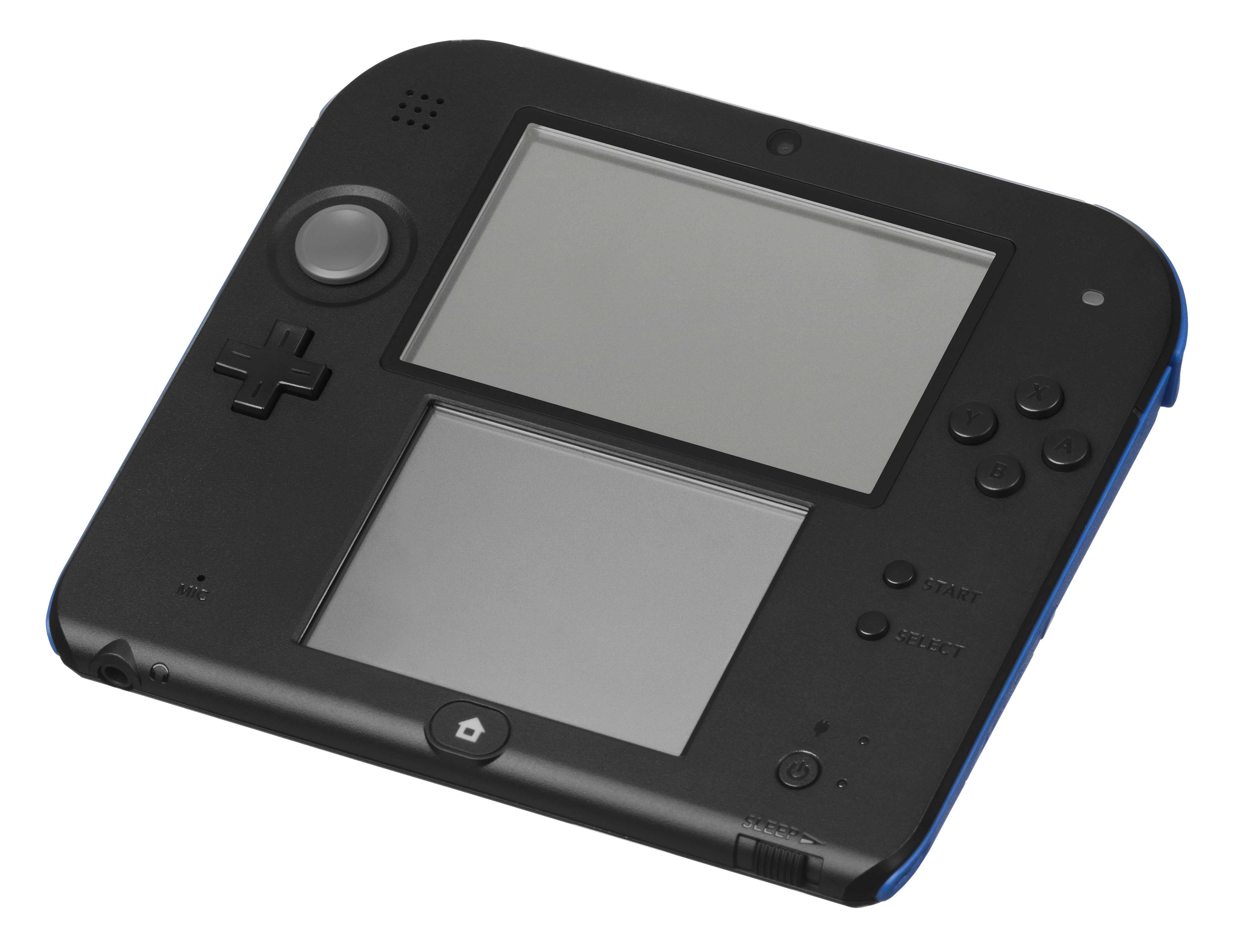
ニンテンドー2DS
New ニンテンドー2DS LL

PlayStation Vita
ソニー・コンピュータエンタテインメント（現：ソニー・インタラクティブエンタテインメント）が2011年12月に発売。タッチスクリーン・マイク・加速度センサ・ジャイロセンサ・カメラ、本体背面にタッチパッドを備えている。PCH-1000シリーズは有機ELディスプレイを搭載し「Wi-Fiモデル」「3G/Wi-fiモデル」の2つのバリエーションがあり、3G/Wi-Fiモデルは月額料金を払うことにより3G回線を利用し場所を選ばずインターネット通信が可能である。UMDドライブは搭載しておらず、所有しているPlayStation Portable用UMDソフトをPlayStation Vitaで遊ぶためには「UMD Passport」を利用し、割引されたダウンロード版を購入する必要がある。2013年に液晶ディスプレイを採用して軽量薄型化するとともに3G/Wi-Fiモデルを廃したPCH-2000シリーズや、PlayStation Vita TVを発売した。
PlayStation 3やPlayStation 4およびPCとのマルチプラットフォームまたは移植タイトル、ビジュアルノベル、版権キャラクターゲーム、乙女ゲーム、F2Pタイトルが多い。発売後2日間は好調な売り上げを見せたが、初動以降の売り上げは爆発的なヒット作にも恵まれず伸び悩み、更なる普及のため2013年2月28日より値下げをした。値下げ後もキラータイトルの不在から依然として苦戦、競合機のニンテンドー3DSに水をあけられており、2019年3月1日に発売を終了したものの、新作ソフトリリースは2020年時点でも続いた。

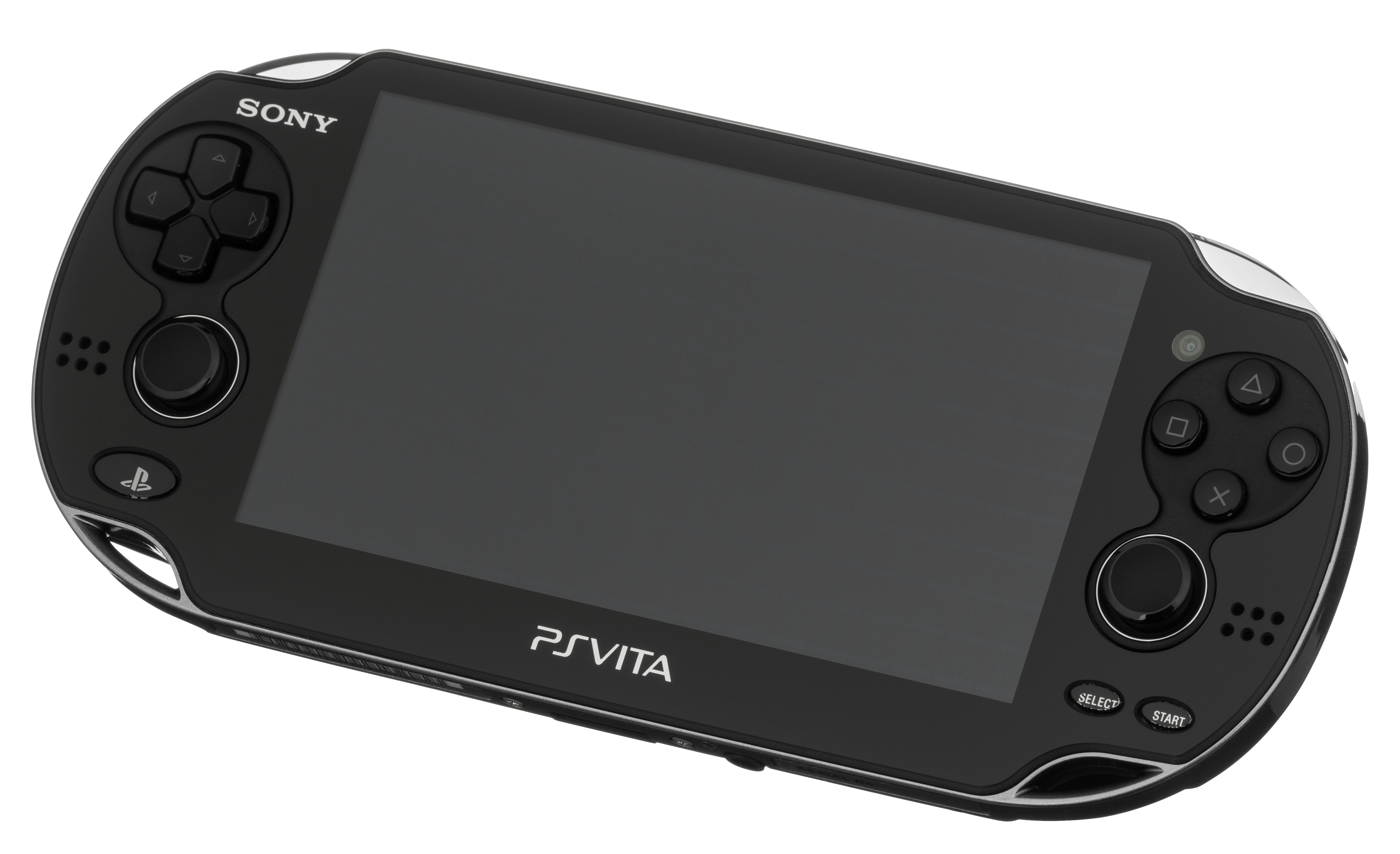
PlayStation Vita
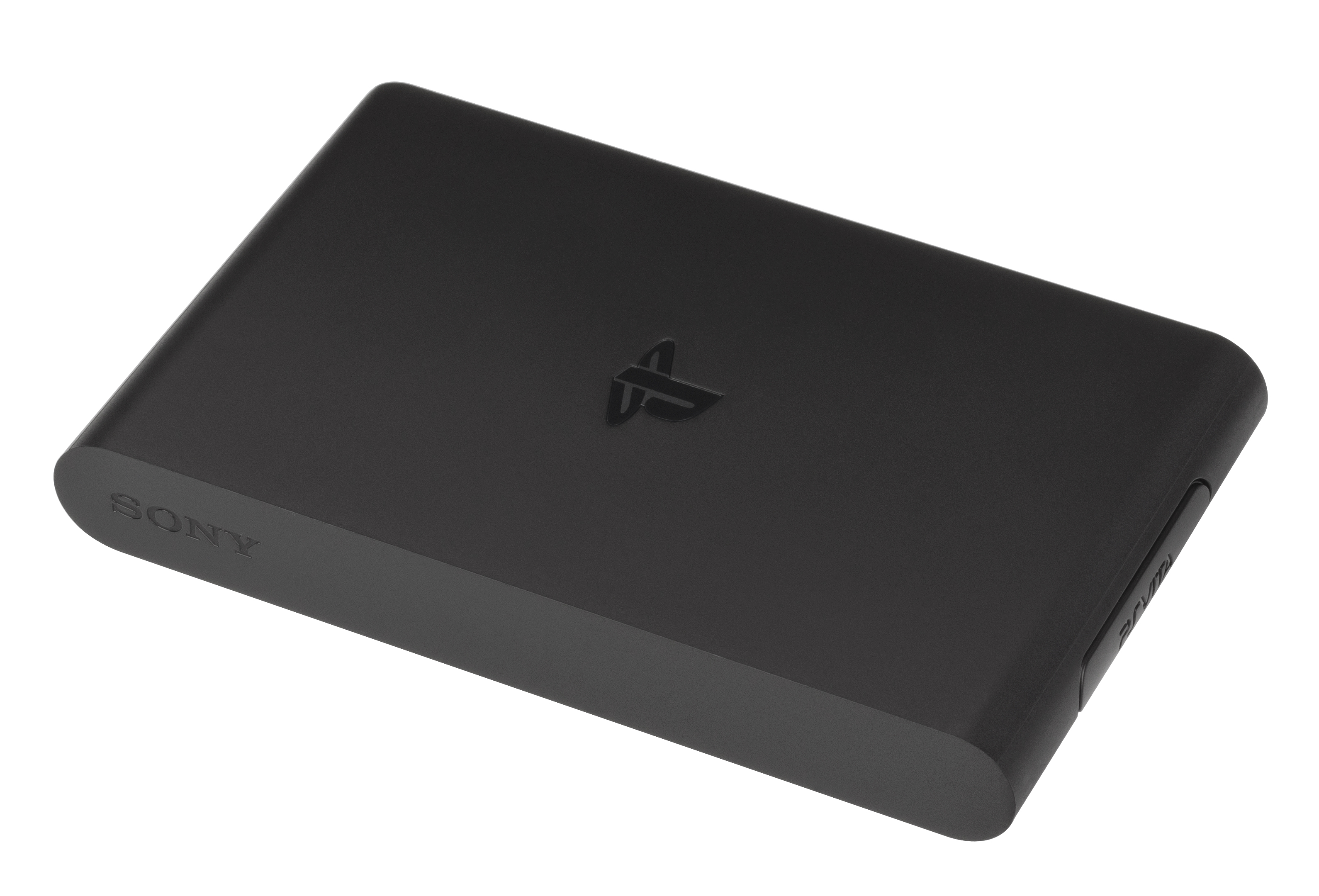
PlayStation Vita TV

|        | 本体販売台数 （単位：万台） | 本体販売台数 （単位：万台） | 発売タイトル数 （単位：タイトル） | 発売タイトル数 （単位：タイトル） |
| 3DS    | PSVita                      | 3DS                         | PSVita                            |                                   |
| ------ | --------------------------- | --------------------------- | --------------------------------- | --------------------------------- |
| 2011年 | 414                         | 40                          | 88                                | 20                                |
| 2012年 | 563                         | 67                          | 109                               | 65                                |
| 2013年 | 493                         | 120                         | 119                               | 92                                |
| 2014年 | 315                         | 115                         | 100                               | 126                               |
| 2015年 | 219                         | 96                          | 103                               | 165                               |
| 2016年 | 187                         | 87                          | 77                                | 146                               |
| 2017年 | 183                         | 40                          | 53                                | 114                               |
| 2018年 | 57                          | 18                          | 16                                | 73                                |
| 2019年 | 19                          | 4                           | 2                                 | 26                                |
| 2020年 | 6                           | -                           | 0                                 | 7                                 |
| 2021年 | 3                           | -                           | 0                                 | 0                                 |
| 2022年 | 1                           | -                           | 0                                 | 0                                 |
| 累計   | 2460                        | 586                         | 667                               | 834                               |

### 2020年前後（携帯型）
Nintendo Switch Lite
任天堂が2019年に発売。Nintendo Switchを携帯型へ特化させた廉価版であるが、一部機能が削られている。

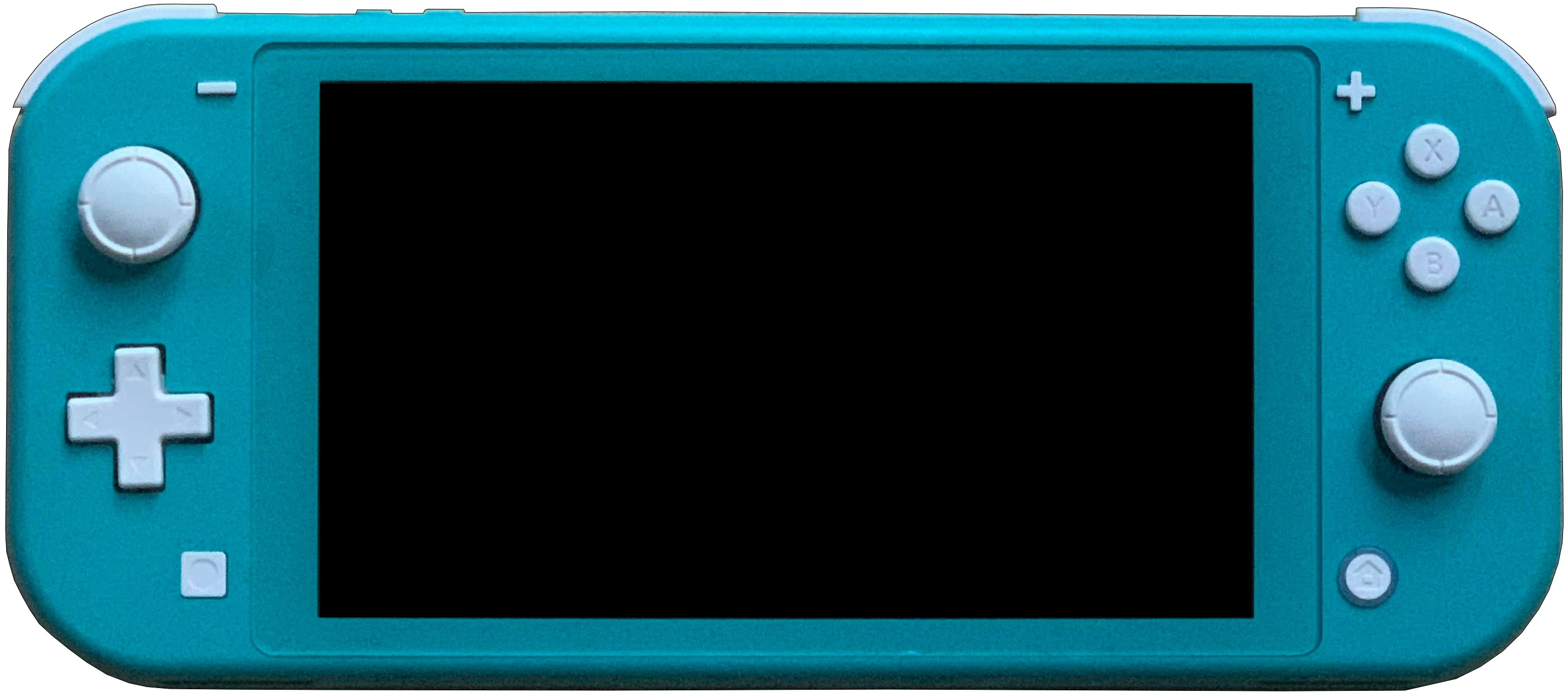
Nintendo Switch Lite